# Liste der Kulturdenkmale in Leipzig-Zentrum-Süd, A–K
Die Liste der Kulturdenkmale in Leipzig-Mitte (Zentrum-Süd) enthält die Kulturdenkmale des Leipziger Stadtteils „Zentrum-Süd“, die in der Denkmalliste vom Landesamt für Denkmalpflege Sachsen mit Stand 2017 erfasst wurden.
Aus Platzgründen ist diese Liste geteilt. In dieser Liste sind die Kulturdenkmale in den Straßen mit den Anfangsbuchstaben A–K erfasst. Die Kulturdenkmale in den Straßen L–Z sind in der Liste der Kulturdenkmale in Leipzig-Zentrum-Süd, L–Z aufgeführt.

## Legende
- Bild: Bild des Kulturdenkmals, ggf. zusätzlich mit einem Link zu weiteren Fotos des Kulturdenkmals im Medienarchiv Wikimedia Commons. Wenn man auf das Kamerasymbol klickt, können Fotos zu Kulturdenkmalen aus dieser Liste hochgeladen werden:
- Bezeichnung: Denkmalgeschützte Objekte und ggf. Bauwerksname des Kulturdenkmals
- Lage: Straßenname und Hausnummer oder Flurstücknummer des Kulturdenkmals. Die Grundsortierung der Liste erfolgt nach dieser Adresse. Der Link (Karte) führt zu verschiedenen Kartendiensten mit der Position des Kulturdenkmals. Fehlt dieser Link, wurden die Koordinaten noch nicht eingetragen. Sind diese bekannt, können sie über ein Tool mit einer Kartenansicht einfach nachgetragen werden. In dieser Kartenansicht sind Kulturdenkmale ohne Koordinaten mit einem roten bzw. orangen Marker dargestellt und können durch Verschieben auf die richtige Position in der Karte mit Koordinaten versehen werden. Kulturdenkmale ohne Bild sind an einem blauen bzw. roten Marker erkennbar.
- Datierung: Baubeginn, Fertigstellung, Datum der Erstnennung oder grobe zeitliche Einordnung entsprechend des Eintrags in der sächsischen Denkmaldatenbank
- Beschreibung: Kurzcharakteristik des Kulturdenkmals entsprechend des Eintrags in der sächsischen Denkmaldatenbank, ggf. ergänzt durch die dort nur selten veröffentlichten Erfassungstexte oder zusätzliche Informationen
- ID: Vom Landesamt für Denkmalpflege Sachsen vergebene, das Kulturdenkmal eindeutig identifizierende Objekt-Nummer. Der Link führt zum PDF-Denkmaldokument des Landesamtes für Denkmalpflege Sachsen. Bei ehemaligen Kulturdenkmalen können die Objektnummern unbekannt sein und deshalb fehlen bzw. die Links von aus der Datenbank entfernten Objektnummern ins Leere führen. Ein ggf. vorhandenes Icon  führt zu den Angaben des Kulturdenkmals bei Wikidata.

## Liste der Kulturdenkmale in Leipzig-Mitte (Zentrum-Süd)
| Bild                                    | Bezeichnung | Lage                                          | Datierung | Beschreibung | ID       |
| --------------------------------------- | --- | --------------------------------------------- | --- | --- | -------- |
| Weitere Bilder                          | Sachgesamtheit Clara-Zetkin-Park, mit den Einzeldenkmalen: Sachsenbrücke (siehe Einzeldenkmalliste – Obj. 09262690, Anton-Bruckner-Allee), Musikpavillon (Anton-Bruckner-Allee 11), Park-Café (Glashaus genannt, Karl-Tauchnitz-Straße 26), Parkbühne (Karl-Tauchnitz-Straße 28) und Spielpavillon (Karl-Tauchnitz-Straße 30), Gärtnerhaus (Rennbahnweg 1) sowie mehrere Parkplastiken im OT Zentrum-Süd (siehe Einzeldenkmalliste – Obj. 09295784, ohne Anschrift), Franz-Schubert-Denkmal im OT Zentrum-West (siehe Einzeldenkmalliste – Obj. 09295786, Franz-Schubert-Platz), Pavillon aus Gerhards Garten und Karl-Heine-Denkmal im OT Schleußig (siehe Einzeldenkmalliste – Obj. 09292349, Käthe-Kollwitz-Straße), weiterhin Parkanlage in den Stadtteilen Schleußig, Zentrum-Süd und Zentrum-West, sowie mit den Sachgesamtheitsteilen: Schachzentrum-Häuschen am Brahmsplatz im OT Zentrum-Süd und das Zentrum für Gesundheitssport (Anton-Bruckner-Allee 1) im OT Schleußig | (Karte)                                       | 1870–1874 (Volkspark Scheibenholz); 1895–1899 (König-Albert-Park); 1954–1965, im Kern älter (Kulturpark)                    | Ausbau mehrerer historischer Parkanlagen in den 1950er Jahren zum zentralen Kulturpark, folgende Parkanlagen wurden vereinigt: Johannapark, König-Albert-Park, Volkspark Scheibenholz, Palmengarten mit Klingerhain und Richard-Wagner-Hain, auch Einbeziehung des Waldgebietes »Die Nonne«, seit 2011 wird der Clara-Zetkin-Park beschränkt auf ehemaligen König-Albert-Park und Volkspark Scheibenholz, Parkanlage in seiner Raumbildung, Bodenmodellierung und Flächengliederung, mit Wegesystem, struktur- und raumbildender Bepflanzung, inklusive seiner Alleen und großem Wasserbecken mit Fontäne an der Anton-Bruckner-Allee, der südliche Parkteil mit Teich und Insel, sowie Dahlienterrasse und Staudengarten, der nördliche Teil mit zwei Hügeln und der westliche Parkteil mit Verkehrsinsel der Anton-Bruckner-Allee jenseits des Elsterflutbetts, Parkbauten der 1950er Jahre in einfachen traditionellen Formen, baugeschichtliche, stadtgeschichtliche und gartenkünstlerische Bedeutung Denkmaltext Die Gestaltung des westlich der Stadt gelegenen Gebietes begann, nachdem 1866 mit dem Bau des Pleißeflutbettes das bisher regelmäßig von Überschwemmungen heimgesuchte Gebiet der UniversitätsPost- und heiligen Wiesen trockengelegt worden war. 1877 wurde im Scheibenholz die Rennbahn angelegt, das davor liegende Wäldchen mit einem System von Fuß- und Reitwegen erschlossen und über die Wiesen mit dem 1861 angelegten Johanna-Park verbunden. Bereits während der Erbauung des neuen südwestlichen Stadtgebiets (Musikviertel) plante die Stadtverwaltung, im westlich davor liegenden Wiesen- und Waldgebiet einen Stadtpark anzulegen. Die Vorarbeiten dazu begannen schon 1891. 1895 stellte die Stadt das Gebiet für die geplante Sächsisch – Thüringische Industrie- und Gewerbeausstellung zur Verfügung und beteiligte sich finanziell an der gärtnerischen Gestaltung des Geländes, für die Gartenbaudirektor Carl Otto Wittenberg die Pläne schuf. Das Park- und Ausstellungelände lag zwischen Bismarck- (später Lassalle-)straßäe und Rennbahn und schloss westlich an den Johanna-Park an, zu dem die Marschnerstraße die Grenze bildete. Vom Rondell am Ende der Beethovenstraße aus führte die Hauptachse, eine breite Lindenallee mit Wasserbecken, über die neu angelegte Sachsenbrücke zur großen Industrie- und Maschinenhalle jenseits des Pleiße-Flutbettes. Die Grundstruktur der Wegeführung ist im Plan von 1877 festgehalten; die hier eingezeichneten zahlreichen Ausstellungsbauten, zum Teil mit populärem Unterhaltungscharakter (Thüringer Dörfchen, „Wartburg“, Alpendiorama, Negerdorf usw.) verschwanden nach Schluss der Ausstellung, die von April bis Oktober 1897 dauerte. Danach wurden die gärtnerischen Arbeiten weitergeführt. Der Teich erhielt eine Insel; der angefallene Bauschutt wurde zur Aufschüttung von zwei Hügeln benutzt, eine Fahrstraße neben dem Flutbecken angelegt. Als letztes wurde 1898 der westlich des Flusses gelegene Teil gestaltet. Im gleichen Jahr erhielt die Anlage die Benennung „König-Albert-Park“, die Hauptallee wurde zur „König-Albert-Allee“ (1947 in „Anton-Bruckner-Allee“ umbenannt). Die heutige Parkanlage entspricht in ihrer Wegeführung und Bodenmodellierung im Wesentlichen noch dem ursprünglichen Plan. Verändert ist lediglich die Form des Wasserbeckens in der Hauptallee und die ehemals geschwungene Form des Blumenparterres nördlich und südlich des Beckens. Die Wegeführung, die an die Straßen des Musikviertels anschließt und sich im größeren Südteil von baumumstandenen Rondell aus verzweigt, ist unverändert. Einzig geradlinig verlaufend ist der Johannapark-Weg parallel zur Lassalle-Straße – hier wurde ein alter Fußweg aufgegriffen, der den Johannapark mit der Plagwitzer (heute Käthe-Kollwitz-) Straße verband. Die Anton-Bruckner-Allee teilt den Park in zwei ungleiche Abschnitte: der größere südliche enthält den Teich und die Parkbauten: den Musikpavillon (1912) das Gärtnerhaus (um 1900) und die 1955 hinzugekommene Parkbühne, das Parkcafé und den Spielpavillon. Von den ehemals vorhandenen Parkplastiken sind nur noch das Tanzende Paar, der Bär auf der Kugel und die „Lesende“ vorhanden. Dieser Parkteil ist mit alten Rhododendron-Beständen und dem Blumengarten (Dahlienterrasse) kleinteiliger angelegt; der noch zum Großteil vorhandene alte Baumbestand setzt sich überwiegend aus heimischen Laubbäumen wie Eichen, Linden, Eschen, Ahorn und Kastanien zusammen. Der kleinere Parkteil nördlich der Hauptallee enthält die beiden Hügel mit baumumstandenen freien Plätzen auf der Kuppe; am "Leonorenhügel die hohe Muschelkalkstele des FranzSchubert-Denkmals. Der ursprünglich gegenüberliegende Schäferbrunnen im jetzigen Staudengarten ist nicht mehr vorhanden. Der westlich des Elsterflutbeckens liegende Parkteil mit einem später aufgestellten Rundtempel aus Gerhards Garten gehört zum Stadtteil Schleußig. 1955 wurde der König-Albert-Park zusammen mit dem Johannapark (1858–1861), dem Klingerhain und dem Palmengarten westlich des Elsterflutbeckens (1893–1894) zum „Zentralen Kulturpark Clara Zetkin“ zusammengefasst. Die in den fünfziger Jahren errichteten Parkbauten: das Café, die Parkbühne, die Freilichtbühne an der Dahlienterrasse, der Spiel- und Lesepavillon, sowie das Schachzentrum kennzeichnen die neue Funktion der Grünanlage als Volkspark. | 09304591 |
| Direkt Bild zu diesem Denkmal hochladen | Rennbahnsteg: Fußgängerbrücke über das Elsterflutbett, mit Beleuchtung | (Karte)                                       | um 1930 (Fußgängerbrücke)                                                                                                   | Stahlbrücke nahe der Galopprennbahn Scheibenholz über das Elsterflutbett in Fortführung Rennbahnweg, genietete Stahlkonstruktion mit originaler Beleuchtung, baugeschichtlich und ortsgeschichtlich von Bedeutung | 09262689 |
| Direkt Bild zu diesem Denkmal hochladen | Einzeldenkmale der Sachgesamtheit Clara-Zetkin-Park: Musikpavillon (Anton-Bruckner-Allee 11), Park-Café (Glashaus genannt, Karl-Tauchnitz-Straße 26), Parkbühne (Karl-Tauchnitz-Straße 28) und Spielpavillon (Karl-Tauchnitz-Straße 30), Gärtnerhaus (Rennbahnweg 1) sowie mehrere Parkplastiken (siehe Sachgesamtheitsdokument – Obj. 09304591) | (Karte)                                       | 1955 (Parkbühne); 1955 (Parkcafé); um 1900 (Gärtnerhaus); 1968, Fontäne AntonBruckner-Allee (Brunnen); 1912 (Musikpavillon) | Parkbauten der 1950er Jahre in einfachen traditionellen Formen, Gärtnerhaus im ehemaligen Volkspark Scheibenholz gründerzeitlicher Putzbau mit Ziegel- und Sandsteingliederung, baugeschichtliche, stadtgeschichtliche und gartenkünstlerische Bedeutung Denkmaltext Die Gestaltung des westlich der Stadt gelegenen Gebietes begann, nachdem 1866 mit dem Bau des Pleißeflutbettes das bisher regelmäßig von Überschwemmungen heimgesuchte Gebiet der Universitäts-, Post- und heiligen Wiesen trockengelegt worden war. 1877 wurde im Scheibenholz die Rennbahn angelegt, das davor liegende Wäldchen mit einem System von Fuß- und Reitwegen erschlossen und über die Wiesen mit dem 1861 angelegten Johanna-Park verbunden. Bereits während der Erbauung des neuen südwestlichen Stadtgebiets (Musikviertel) plante die Stadtverwaltung, im westlich davor liegenden Wiesen- und Waldgebiet einen Stadtpark anzulegen. Die Vorarbeiten dazu begannen schon 1891. 1895 stellte die Stadt das Gebiet für die geplante Sächsisch – Thüringische Industrie- und Gewerbeausstellung zur Verfügung und beteiligte sich finanziell an der gärtnerischen Gestaltung des Geländes, für die Gartenbaudirektor Carl Otto Wittenberg die Pläne schuf. Das Park- und Ausstellungelände lag zwischen Bismarck- (später Lassalle-)straße und Rennbahn und schloss westlich an den Johanna-Park an, zu dem die Marschnerstraße die Grenze bildete. Vom Rondell am Ende der Beethovenstraße aus führte die Hauptachse, eine breite Lindenallee mit Wasserbecken, über die neu angelegte Sachsenbrücke zur großen Industrie- und Maschinenhalle jenseits des Pleiße-Flutbettes. Die Grundstruktur der Wegeführung ist im Plan von 1877 festgehalten; die hier eingezeichneten zahlreichen Ausstellungsbauten, zum Teil mit populärem Unterhaltungscharakter (Thüringer Dörfchen, „Wartburg“, Alpendiorama, Negerdorf usw.) verschwanden nach Schluss der Ausstellung, die von April bis Oktober 1897 dauerte. Danach wurden die gärtnerischen Arbeiten weitergeführt. Der Teich erhielt eine Insel; der angefallene Bauschutt wurde zur Aufschüttung von zwei Hügeln benutzt, eine Fahrstraße neben dem Flutbecken angelegt. Als letztes wurde 1898 der westlich des Flusses gelegene Teil gestaltet. Im gleichen Jahr erhielt die Anlage die Benennung „König-Albert-Park“, die Hauptallee wurde zur „König-Albert-Allee“ (1947 in „Anton-Bruckner-Allee“ umbenannt). Die heutige Parkanlage entspricht in ihrer Wegeführung und Bodenmodellierung im Wesentlichen noch dem ursprünglichen Plan. Verändert ist lediglich die Form des Wasserbeckens in der Hauptallee und die ehemals geschwungene Form des Blumenparterres nördlich und südlich des Beckens. Die Wegeführung, die an die Straßen des Musikviertels anschließt und sich im größeren Südteil von baumumstandenen Rondell aus verzweigt, ist unverändert. Einzig geradlinig verlaufend ist der Johannapark-Weg parallel zur Lassalle-Straße – hier wurde ein alter Fußweg aufgegriffen, der den Johannapark mit der Plagwitzer (heute Käthe-Kollwitz-) Straße verband. Die Anton-Bruckner-Allee teilt den Park in zwei ungleiche Abschnitte: der größere südliche enthält den Teich und die Parkbauten: den Musikpavillon (1912) das Gärtnerhaus (um 1900) und die 1955 hinzugekommene Parkbühne, das Parkcafé und den Spielpavillon. Von den ehemals vorhandenen Parkplastiken sind nur noch das Tanzende Paar, der Bär auf der Kugel und die „Lesende“ vorhanden. Dieser Parkteil ist mit alten Rhododendron-Beständen und dem Blumengarten (Dahlienterrasse) kleinteiliger angelegt; der noch zum Großteil vorhandene alte Baumbestand setzt sich überwiegend aus heimischen Laubbäumen wie Eichen, Linden, Eschen, Ahorn und Kastanien zusammen. Der kleinere Parkteil nördlich der Hauptallee enthält die beiden Hügel mit baumumstandenen freien Plätzen auf der Kuppe; am "Leonorenhügel die hohe Muschelkalkstele des Franz-Schubert-Denkmals. Der ursprünglich gegenüberliegende Schäferbrunnen im jetzigen Staudengarten ist nicht mehr vorhanden. Der westlich des Elsterflutbeckens liegende Parkteil mit einem später aufgestellten Rundtempel aus Gerhards Garten gehört zum Stadtteil Schleußig. 1955 wurde der König-Albert-Park zusammen mit dem Johannapark (1858–1861), dem Klingerhain und dem Palmengarten westlich des Elsterflutbeckens (1893–1894) zum „Zentralen Kulturpark Clara Zetkin“ zusammengefasst. Die in den fünfziger Jahren errichteten Parkbauten: das Café, die Parkbühne, die Freilichtbühne an der Dahlienterrasse, der Spiel- und Lesepavillon, sowie das Schachzentrum kennzeichnen die neue Funktion der Grünanlage als Volkspark. | 09295784 |
| Weitere Bilder                          | Sachsenbrücke: Einzeldenkmal der Sachgesamtheit Clara-Zetkin-Park: Straßenbrücke über das Elsterflutbett (siehe Sachgesamtheitsdokument – Obj. 09304591) | Anton-Bruckner-Allee (Karte)                  | 1897 (Vorgängerbrücke), 1928/29 (Brückenneubau)                                                                             | Eisenbetonbrücke mit Muschelkalkverkleidung der Brückenköpfe, zur Sachgesamtheit »Clara-Zetkin-Park« gehörig, baugeschichtliche, verkehrsgeschichtliche und stadtgeschichtliche Bedeutung | 09262690 |
| Direkt Bild zu diesem Denkmal hochladen | Einzeldenkmale der Sachgesamtheit Clara-Zetkin-Park: Musikpavillon (Anton-Bruckner-Allee 11), Park-Café (Glashaus genannt, Karl-Tauchnitz-Straße 26), Parkbühne (Karl-Tauchnitz-Straße 28) und Spielpavillon (Karl-Tauchnitz-Straße 30), Gärtnerhaus (Rennbahnweg 1) sowie mehrere Parkplastiken (siehe Sachgesamtheitsdokument – Obj. 09304591) | Anton-Bruckner-Allee 11 (Karte)               | 1955 (Parkbühne); 1955 (Parkcafé); um 1900 (Gärtnerhaus); 1968, Fontäne AntonBruckner-Allee (Brunnen); 1912 (Musikpavillon) | Parkbauten der 1950er Jahre in einfachen traditionellen Formen, Gärtnerhaus im ehemaligen Volkspark Scheibenholz gründerzeitlicher Putzbau mit Ziegel- und Sandsteingliederung, baugeschichtliche, stadtgeschichtliche und gartenkünstlerische Bedeutung Denkmaltext Die Gestaltung des westlich der Stadt gelegenen Gebietes begann, nachdem 1866 mit dem Bau des Pleißeflutbettes das bisher regelmäßig von Überschwemmungen heimgesuchte Gebiet der Universitäts-, Post- und heiligen Wiesen trockengelegt worden war. 1877 wurde im Scheibenholz die Rennbahn angelegt, das davor liegende Wäldchen mit einem System von Fuß- und Reitwegen erschlossen und über die Wiesen mit dem 1861 angelegten Johanna-Park verbunden. Bereits während der Erbauung des neuen südwestlichen Stadtgebiets (Musikviertel) plante die Stadtverwaltung, im westlich davor liegenden Wiesen- und Waldgebiet einen Stadtpark anzulegen. Die Vorarbeiten dazu begannen schon 1891. 1895 stellte die Stadt das Gebiet für die geplante Sächsisch – Thüringische Industrie- und Gewerbeausstellung zur Verfügung und beteiligte sich finanziell an der gärtnerischen Gestaltung des Geländes, für die Gartenbaudirektor Carl Otto Wittenberg die Pläne schuf. Das Park- und Ausstellungelände lag zwischen Bismarck- (später Lassalle-)straße und Rennbahn und schloss westlich an den Johanna-Park an, zu dem die Marschnerstraße die Grenze bildete. Vom Rondell am Ende der Beethovenstraße aus führte die Hauptachse, eine breite Lindenallee mit Wasserbecken, über die neu angelegte Sachsenbrücke zur großen Industrie- und Maschinenhalle jenseits des Pleiße-Flutbettes. Die Grundstruktur der Wegeführung ist im Plan von 1877 festgehalten; die hier eingezeichneten zahlreichen Ausstellungsbauten, zum Teil mit populärem Unterhaltungscharakter (Thüringer Dörfchen, „Wartburg“, Alpendiorama, Negerdorf usw.) verschwanden nach Schluss der Ausstellung, die von April bis Oktober 1897 dauerte. Danach wurden die gärtnerischen Arbeiten weitergeführt. Der Teich erhielt eine Insel; der angefallene Bauschutt wurde zur Aufschüttung von zwei Hügeln benutzt, eine Fahrstraße neben dem Flutbecken angelegt. Als letztes wurde 1898 der westlich des Flusses gelegene Teil gestaltet. Im gleichen Jahr erhielt die Anlage die Benennung „König-Albert-Park“, die Hauptallee wurde zur „König-Albert-Allee“ (1947 in „Anton-Bruckner-Allee“ umbenannt). Die heutige Parkanlage entspricht in ihrer Wegeführung und Bodenmodellierung im Wesentlichen noch dem ursprünglichen Plan. Verändert ist lediglich die Form des Wasserbeckens in der Hauptallee und die ehemals geschwungene Form des Blumenparterres nördlich und südlich des Beckens. Die Wegeführung, die an die Straßen des Musikviertels anschließt und sich im größeren Südteil von baumumstandenen Rondell aus verzweigt, ist unverändert. Einzig geradlinig verlaufend ist der Johannapark-Weg parallel zur Lassalle-Straße – hier wurde ein alter Fußweg aufgegriffen, der den Johannapark mit der Plagwitzer (heute Käthe-Kollwitz-) Straße verband. Die Anton-Bruckner-Allee teilt den Park in zwei ungleiche Abschnitte: der größere südliche enthält den Teich und die Parkbauten: den Musikpavillon (1912) das Gärtnerhaus (um 1900) und die 1955 hinzugekommene Parkbühne, das Parkcafé und den Spielpavillon. Von den ehemals vorhandenen Parkplastiken sind nur noch das Tanzende Paar, der Bär auf der Kugel und die „Lesende“ vorhanden. Dieser Parkteil ist mit alten Rhododendron-Beständen und dem Blumengarten (Dahlienterrasse) kleinteiliger angelegt; der noch zum Großteil vorhandene alte Baumbestand setzt sich überwiegend aus heimischen Laubbäumen wie Eichen, Linden, Eschen, Ahorn und Kastanien zusammen. Der kleinere Parkteil nördlich der Hauptallee enthält die beiden Hügel mit baumumstandenen freien Plätzen auf der Kuppe; am "Leonorenhügel die hohe Muschelkalkstele des Franz-Schubert-Denkmals. Der ursprünglich gegenüberliegende Schäferbrunnen im jetzigen Staudengarten ist nicht mehr vorhanden. Der westlich des Elsterflutbeckens liegende Parkteil mit einem später aufgestellten Rundtempel aus Gerhards Garten gehört zum Stadtteil Schleußig. 1955 wurde der König-Albert-Park zusammen mit dem Johannapark (1858–1861), dem Klingerhain und dem Palmengarten westlich des Elsterflutbeckens (1893–1894) zum „Zentralen Kulturpark Clara Zetkin“ zusammengefasst. Die in den fünfziger Jahren errichteten Parkbauten: das Café, die Parkbühne, die Freilichtbühne an der Dahlienterrasse, der Spiel- und Lesepavillon, sowie das Schachzentrum kennzeichnen die neue Funktion der Grünanlage als Volkspark. | 09295784 |
|                                         | Mietshaus ehemals in geschlossener Bebauung | Arthur-Hoffmann-Straße 28 (Karte)             | 1897–1898 (Mietshaus) | dreigeschossiges Gebäude mit Tordurchfahrt und Läden, historistische Putzfassade mit Stuckgliederungen, eher klassische Fassadengestaltung, baugeschichtlich von Bedeutung Denkmaltext Mit Nummer 30: Die beiden dreigeschossigen Mietshäuser entstanden 1896–1897 nach Plänen des Architekten Gustav Hempel für den Klempnermeister Louis Miethe, nachdem bereits vor 1890 auf dem Hofgelände von Nummer 28 ein viergeschossiges Fabrikgebäude zur Herstellung von Sanitäranlagen errichtet wurde. Die beiden Vorderhäuser als Putzbauten mit Sandstein- und Stuckgliederungen, durchlaufendem Hauptgesims und Dachhäusern in enger Stellung. Nummer 30 aufgrund der geschwungenen Giebel über den Dachhäusern und den seitlichen Achsen in den Details barockisierender als Nummer 28 mit seiner durch Rund- und Dreiecksgiebel eher klassischen Fassadengestaltung. Die Erdgeschosse beider Häuser mit Läden, Kontoren und Niederlagen, die Obergeschosse mit Wohnungen. Die Fassade von Nummer 28 weist eine spätere Neuverputzung auf. | 09297002 |
|                                         | Mietshaus in ehemals geschlossener Bebauung | Arthur-Hoffmann-Straße 30 (Karte)             | 1896–1897 (Mietshaus) | dreigeschossiges Gebäude mit Hausdurchgang und Läden, historistische Putzfassade mit Stuckgliederungen in barockisierender Gestaltung, baugeschichtlich von Bedeutung Denkmaltext Mit Nummer 28: Die beiden dreigeschossigen Mietshäuser entstanden 1896–1897 nach Plänen des Architekten Gustav Hempel für den Klempnermeister Louis Miethe, nachdem bereits vor 1890 auf dem Hofgelände von Nummer 28 ein viergeschossiges Fabrikgebäude zur Herstellung von Sanitäranlagen errichtet wurde. Die beiden Vorderhäuser als Putzbauten mit Sandstein- und Stuckgliederungen, durchlaufendem Hauptgesims und Dachhäusern in enger Stellung. Nummer 30 aufgrund der geschwungenen Giebel über den Dachhäusern und den seitlichen Achsen in den Details barockisierender als Nummer 28 mit seiner durch Rund- und Dreiecksgiebel eher klassischen Fassadengestaltung. Die Erdgeschosse beider Häuser mit Läden, Kontoren und Niederlagen, die Obergeschosse mit Wohnungen. Die Fassade von Nummer 28 weist eine spätere Neuverputzung auf. | 09297003 |
|                                         | Mietshaus in ehemals geschlossener Bebauung | Arthur-Hoffmann-Straße 39 (Karte)             | 1881–1882 (Mietshaus) | breitgelagertes dreigeschossiges Gebäude mit Tordurchfahrt, Sandstein-Putz-Fassade mit zwei überhöhten, stuckverzierte Seitenrisaliten, in der Gestaltung ein herrschaftlicher Anspruch zum Ausdruck kommend, baugeschichtlich von Bedeutung Denkmaltext Breitgelagertes dreigeschossiges Mietshaus, das 1881–1882 nach Plänen des Architekten Gustav Strauß für den Steinmetzmeister Christian Anders errichtet wurde. In der Gestaltung ein herrschaftlicher Anspruch zum Ausdruck kommend durch die Anordnung eines niedrigeren, mansarddachgedeckten Mitteltraktes zwischen zwei bis in die Dachzone massiv ausgeführten Seitenrisaliten. Die vorzüglich erhaltene Putzfassade mit einer kunststeinverkleideten Sockelzone, einem Erdgeschoss mit breiter Nutung und Obergeschossen mit einer feinen Putzverfugung stark gegliedert. Der Mitteltrakt durch ein kräftiges Konsolgesims abgeschlossen, darüber fünf Dachhäuser in dichter Reihung. Die beiden Seitenrisalite mit Stuckdekor, Frauenbüsten zwischen den Fenstern des ersten Obergeschosses und Rundbogenfenstern im Dachbereich. Die Kartusche über der Tordurchfahrt seitlich rechts zeigt die Initialen des Bauherrn. Erdgeschoss und Beletage enthalten jeweils eine herrschaftliche Wohnung mit Salon und Bad, die beiden anderen Geschosse besitzen jeweils zwei Wohnungen. | 09295118 |
|                                         | Mietshaus in geschlossener Bebauung | Arthur-Hoffmann-Straße 41 (Karte)             | 1876 (Mietshaus) | viergeschossiges Gebäude mit Tordurchfahrt und Laden, prächtig gestaltete Putzfassade des Historismus, in Typus und Kubatur bauliche Einheit mit Nachbarhaus Nummer 43 bildend, baugeschichtlich von Bedeutung Denkmaltext Mit Nummer 43: Die beiden viergeschossigen Mietshäuser entstanden 1876–1877 nach Plänen des Architekten Richard Hagemann für den Holzhändler Ludwig Schubert auf dessen bereits 1870 bestehendem Holzlagerplatz. In Typus und Kubatur gleich mit zart genuteteten Putzfassaden zwischen zwei jeweils einachsigen Seitenrisaliten, abschließenden Konsolgesimsen und seitlichen Tordurchfahrten, bestehen die Gestaltungsunterschiede in Einzelformen wie den Fensterumrahmungen, in denen Nummer 43 eine dichtere ornamentale Durchbildung aufweist. Das Erdgeschoss von Nummer 43 bereits 1909 verändert. Seitlich rechts im Hof von Nummer 41 ein ehemaliges Stallgebäude von 1895, in das 1920 Werkstätten und Kontore eingebaut wurden. | 09295119 |
|                                         | Mietshaus in geschlossener Bebauung | Arthur-Hoffmann-Straße 43 (Karte)             | 1876–1877 (Mietshaus) | viergeschossiges Gebäude mit Tordurchfahrt und Laden, prächtig gestaltete Putzfassade des Historismus, in Typus und Kubatur bauliche Einheit mit Nachbarhaus Nummer 41 bildend, baugeschichtlich von Bedeutung Denkmaltext Mit Nummer 41: Die beiden viergeschossigen Mietshäuser entstanden 1876–1877 nach Plänen des Architekten Richard Hagemann für den Holzhändler Ludwig Schubert auf dessen bereits 1870 bestehendem Holzlagerplatz. In Typus und Kubatur gleich mit zart genuteteten Putzfassaden zwischen zwei jeweils einachsigen Seitenrisaliten, abschließenden Konsolgesimsen und seitlichen Tordurchfahrten, bestehen die Gestaltungsunterschiede in Einzelformen wie den Fensterumrahmungen, in denen Nummer 43 eine dichtere ornamentale Durchbildung aufweist. Das Erdgeschoss von Nummer 43 bereits 1909 verändert. Seitlich rechts im Hof von Nummer 41 ein ehemaliges Stallgebäude von 1895, in das 1920 Werkstätten und Kontore eingebaut wurden. | 09295120 |
|                                         | Mietshaus in geschlossener Bebauung sowie Hinterhaus und Kanaldeckel im Hof | Arthur-Hoffmann-Straße 45 (Karte)             | 1901 (Mietshaus) | dreigeschossiges Gebäude mit originalen Läden und Tordurchfahrt, ansprechend gestaltete Sandsteinfassade mit Dekorformen im geometrisierenden Jugendstil, Architekt: Karl Poser, ragt aus dem Umfeld der Klinker- und Putzbauten heraus, Aushängeschild des einst im Grundstück ansässigen Steinmetzbetriebes, eingeschossiges Nebengebäude im Hof (heute Wohnhaus), achteckige Kanalabdeckung im Hof, baugeschichtlich und ortsgeschichtlich von Bedeutung Denkmaltext Dreigeschossiges Wohn- und Geschäftshaus, 1901 nach Plänen des Architekturbüros Friedrich und Poser für die Steinmetzfamilie Christian Anders errichtet. Die natursteinverblendete Fassade ragt aus dem Umfeld der Klinker- und Putzbauten heraus und stellte in ihrer Materialgerechtigkeit ein Aushängeschild des im Grundstück ansässigen Steinmetzbetriebes dar. Das als Ladenzone ausgestaltete Erdgeschoss werksteinverkleidet mit großflächigen, an den Ecken gerundeten Schaufensteröffnungen, die Obergeschosse in quadrierter Verblendung mit Vertikalgliederungen und gekehltem Hauptgesims, gelang dem Architektenteam Adalbert Friedrich und Karl Poser eine eindrucksvolle Verbindung mit Dekorformen eines geometrisierenden Jugendstils. Eingefasst wird die Fassade von zwei seitlichen bis in die Dachzone reichenden Kompartimenten mit geschweiften, gekuppelte Fenster enthaltene und durch Bossensteine akzentuierte Jugendstilgiebeln. Seitlich rechts eine Tordurchfahrt mit Holzpaneelen, Stuckdekor und einem Gewölbe von korbbogigem Querschnitt. Das erste Obergeschoss wurde bis zur Wohnungsteilung 1937 zur Gänze von der Wohnung des Eigentümers eingenommen, das zweite Obergeschoss mit zwei Mietwohnungen. Rückseitig links ein zweigeschossiger Seitenflügel mit Kontor- und Lagerräumen. | 09295121 |
|                                         | Mietshaus in geschlossener Bebauung und Hinterhaus | Arthur-Hoffmann-Straße 47 (Karte)             | bezeichnet 1898 (Mietshaus), 1910 (Lagerhaus)                                                                               | dreigeschossiges Gebäude über hohem Souterraingeschoss mit Tordurchfahrt und Läden, repräsentative Putzfassade des Historismus, im barockisierenden Stil, ehemaliges Lagerhaus im Hof mit vertikal betonter Fassade, baugeschichtlich von Bedeutung Denkmaltext Dreigeschossiges Mietshaus, das 1898 nach Plänen des Architekten Albin Conrad für den Kohlenhändler Wilhelm Glaubig errichtet wurde. Die plastisch gestaltete Putzfassade mit betonter Horizontalgliederung. Über einem hohen Souterrain ein Erdgeschoss mit kräftiger Nutung, darüber die feiner genuteten Obergeschosse, von denen das erste durch jeweils zwei Fenster zusammenfassende geschwungene Giebel mit Stuckdekor als Beletage charakterisiert ist. Die Dachzone wird von zwei seitlichen Zwerchhäusern eingefasst, dazwischen drei kleinere Dachhäuser. Oberhalb des rundbogigen, zentriert eingefügten Einganges ein Stuckrelief mit zwei ein Wappen mit Freimaureremblematik (Winkelmaß und Zirkel) haltenden Putti. Der Hausflur reich ausgestattet mit Ornamentfliesen, Holzpaneelen, Stuckhermen, Stuckmedaillons und Stuckdecke. Das Souterrain mit Kontorräumen, in den Geschossen jeweils zwei Wohnungen. Im Hof ein dreigeschossiges, im Gegensatz zu dem Vorderhaus in der Vertikale betontes Hintergebäude, das 1910 nach Plänen des Architekten Hugo Schuhknecht als Polstermöbellager für den Seilermeister Oskar Mühler erbaut wurde. | 09295122 |
|                                         | Mietshaus in geschlossener Bebauung | Arthur-Hoffmann-Straße 49 (Karte)             | 1890 (Mietshaus) | dreigeschossiges Gebäude mit Läden, einfacher gehaltene Putzfassade des Historismus, baugeschichtlich von Bedeutung Denkmaltext 1890 nach Plänen des Architekten H. Wiemer für Christian Stöckel errichtetes dreigeschossiges Wohnhaus. Putzfassade mit Sandsteingliederungen, die Stuckdekorationen bei Neuverputzung abgenommen. 1912 rückseitig Anbringung von Balkonen. | 09295123 |
| Weitere Bilder                          | Mietshaus in geschlossener Bebauung und in Ecklage | Arthur-Hoffmann-Straße 51 (Karte)             | 1890–1891 (Mietshaus) | viergeschossiges Gebäude mit zum Teil originalen Läden, reich gegliederte Putzfassade mit prachtvollem Stuckdekor, im Stil des Historismus, Eckbetonung durch hohes Zeltdach, baugeschichtlich und städtebaulich von Bedeutung Denkmaltext Viergeschossiges, 1890–1891 nach Plänen des Architekten Albin Conrad für den Kohlenhändler Wilhelm Glaubig erbautes Mietshaus in abgefaster Ecklage. Putzfassade mit reichen Sandstein- und Stuckgliederungen, das Erdgeschoss mit einer kräftigen, die Obergeschosse mit einer etwas feineren Putznutung. Zu beiden Straßenfronten zweiachsige Seitenrisalite mit geschwungenen Giebeln, die abgefaste Ecke mit gequaderten Kanten und markantem Zeltdachaufsatz. Zur Arthur-Hoffmann-Straße wird das Erdgeschoss durch zwei Läden eingenommen, während sich zur Körnerstraße hin zwei Wohnungen befinden. Die Obergeschosse mit jeweils drei Wohnungen. | 09295124 |
|                                         | Mietshaus in geschlossener Bebauung | Arthur-Hoffmann-Straße 58 (Karte)             | 1889–1890 (Mietshaus) | dreigeschossiges Gebäude mit Attikageschoss, Tordurchfahrt und Laden, gut gegliederte Putzfassade in kräftiger Gestaltung, im Stil der Neorenaissance, baugeschichtlich von Bedeutung Denkmaltext Nach Plänen des Architekten Gustav Strauß 1889–1890 für Hermann Zils erbautes dreigeschossiges Mietshaus. Die Putzfassade genutet mit kräftigem Stuckdekor, über dem ausladenden Hauptgesims ein Attikageschoss. Das Erdgeschoss mit einem Laden, die Obergeschosse mit jeweils zwei Wohnungen. | 09295765 |
|                                         | Mietshaus in geschlossener Bebauung sowie Hofpflasterung | Arthur-Hoffmann-Straße 60 (Karte)             | 1889–1890 (Mietshaus) | dreigeschossiges Gebäude mit Tordurchfahrt und originalen Läden, ansprechend gestaltete Klinkerfassade, im Stil der deutschen Neorenaissance, Architekt: Max Pommer, baugeschichtlich von Bedeutung Denkmaltext Dreigeschossiges, 1898–1890 nach Plänen des Architekten Max Pommer für den Kaufmann Robert Becher errichtetes Mietshaus. Die Klinkerfassade mit Stuckgliederungen, das Erdgeschoss als Ladenzone mit vier breiten korbbogigen Arkaden auf genuteten Pilastern, darin enthalten drei originale Ladenfronten und eine Durchfahrt. Durch den kräftigeren Dekor, unter anderem den Fensterbrüstungen mit ihrer filigranen Ornamentik ist das erste Obergeschoss als Beletage ausgewiesen. Die Obergeschosse enthalten jeweils eine Großwohnung. | 09295766 |
|                                         | Mietshaus in ehemals geschlossener Bebauung | Arthur-Hoffmann-Straße 62 (Karte)             | 1889 (Mietshaus) | viergeschossiges Gebäude mit Läden, von zwei verputzten und giebelbekrönten Seitenrisaliten eingefasste Klinkerfassade des Historismus, baugeschichtlich von Bedeutung Denkmaltext Das breitgelagerte dreiachsige Mietshaus entstand 1889 für den Bildhauer und Steinmetzmeister Samuel Knorr und den Privatmann Carl Julius Malter. Die von zwei verputzten und giebelbekrönten Seitenrisaliten eingefasste Klinkerfassade mit Sandsteingesimsen und Stuckgliederungen, das erste Obergeschoss ist durch Sprenggiebel an den Risaliten und Fensterverdachungen als Beletage gekennzeichnet. Durch den Einbau von vier Läden erfolgte 1908 ein durchgreifender Umbau der durch ein kräftiges Gurtgesims von den Obergeschossen abgesetzten Sockelzone. Das zur Aufnahme der Läden vorgesehene Souterrain wurde dabei auf das Straßenniveau angehoben und zu Lasten des zu einem Entresol umgestalteten Erdgeschoss erhöht. Die Obergeschosse enthalten jeweils zwei Wohnungen. | 09295767 |
| Direkt Bild zu diesem Denkmal hochladen | Mietshaus in geschlossener Bebauung | Audorfstraße 2 (Karte)                        | 1876 (Mietshaus) | viergeschossiges Gebäude mit zart gegliederter Putzfassade, im Stil des Historismus, baugeschichtlich von Bedeutung | 09291021 |
| Direkt Bild zu diesem Denkmal hochladen | Freiflächenplastik »Turnerpaar« | Bayrischer Platz (Karte)                      | um 1970 (Bronzeplastik) | künstlerisch von Bedeutung | 09294386 |
| Weitere Bilder                          | Bibliotheksgebäude, mit Vorgarten sowie Einfriedungsmauern und zwei Toreinfahrten zum Hof an der Grassistraße und der Wilhelm-Seyffert-Straße | Beethovenstraße 6 (Karte)                     | 1887–1891, bezeichnet 1891 (Bibliothek)                                                                                     | prächtiger Vierflügelbau mit Mitteltrakt um zwei Innenhöfe, Sandstein-Fassade mit Statuen und Porträtmedaillons, im Stil der Neorenaissance, Architekt: Arwed Roßbach, eines der schönsten und bedeutendsten Bauwerke des Historismus in Leipzig, nach Teilzerstörung im Zweiten Weltkrieg teilweise baulich ergänzt und rekonstruiert in den 1990er Jahren, kunsthistorisch, ortsgeschichtlich und baugeschichtlich von Bedeutung Denkmaltext Die zweitälteste deutsche Universitätsbibliothek entstand 1543 aus den Beständen mehrerer während der Reformation aufgelöster Klosterbibliotheken, die durch Herzog Moritz an die Universität übergeben wurden. Ende des 19. Jahrhunderts sprengten die stark angewachsenen Bestände die räumlichen Möglichkeiten des Paulinums,in dem die Bibliothek seit ihrer Gründung untergebracht war. 1885 erwarb der Staatsfiskus den Bauplatz im Zentrum des neu entstehenden südwestlichen Stadtteils, aus dem im gleichen Jahr ausgeschriebenen Wettbewerb ging der Entwurf Arwed Roßbachs als Sieger hervor. Unter seiner künstlerischen Leitung begann 1887 der Bau, 1891 wurde die nunmehrige „Bibliotheca Albertina“ eingeweiht, ein Gebäudekomplex aus vier Flügeln, die einen Mittelbau und zwei Innenhöfe umfassen. Aus dem unverputzten, in gelben Klinkern belassenen Nordflügel springt der halbkreisförmige Lesesaal-Vorbau hervor (teilzerstört). Während die Seitenflügel vor allem die Magazine aufnahmen, enthielt der nach Süden weisende Hauptflügel hauptsächlich die Räume für Verwaltung und Geschäftsgang. Diese Hauptfassade lag gegenüber dem Gewandhaus-Konzerthaus (abgetragen), das als maßstabsetzendes Zentrum des neuen Viertels fungierte. Mit ihrer betont ausgewogenen, ruhigen und symmetrischen Gliederung nahm die langgestreckte Bibliotheksfassade in angemessener Repräsentanz die stärkere Bewegung der Konzerthaus-Architektur auf und bildete gleichzeitig die nördliche Platzbegrenzung. Nach dem Vorbild italienischer Hochrenaissance-Architektur, an dem sich der Bildungsbau orientierte, ist die Fassade deutlich horizontalbetont: Über dem dunklen Sockel aus Bossenquadern erhebt sich das mit hellem Sandstein verblendete Haupt- und Mezzaningeschoss, Pilaster und Halbsäulen in Kolossalordnung verbinden beide. Das Gebälk und eine Dachbalustrade bilden den horizontalen Fassadenabschluss. Kräftige Vertikalakzente setzen die über Eck geführten Seitenrisalite und der plastisch stark durchgeformte Mittelrisalit mit dreigeteiltem Eingang, Säulenstellung und Attikabekrönung. Hier und an den Seitenrisaliten konzentriert sich das plastische Bild- programm: Die von weiblichen Genien getragene Wappenkar- tusche über der Gründungsinschrift im Mittelfeld der Attika (Joseph Kaffsack, Berlin), die allegorischen Figuren der vier Fakultäten (Arthur Trebst, Leipzig), welche die Reliefs in der Attika flankieren (Adolf Lehnert, Leipzig), die ursprünglich 8 Statuen der Gründer und Förderer (Melchior zur Strassen, Leipzig) in den Nischen der Seitenrisalite (zwei erhalten) sowie die darüber befindlichen Porträtmedaillons von Künstlern und Universitätsrektoren (Adolf Lehnert, Leipzig). Glanzpunkte der Innenausstattung waren das reich gestaltete Haupttreppenhaus mit 24 gekuppelten Marmorsäulen, Gewölbeausmalung und den 1904 aus dem Römischen Haus übertragenen Odysseefresken von Friedrich Preller sowie der halbrunde, zweigeschossige Lesesaal. Beide sind am 6. April 1945 zusammen mit dem Mitteltrakt und dem östlichen Gebäudeteil zerstört worden. 1992 wurde mit dem Wiederaufbau der Universitätsbibliothek, die bei laufender Funktion 47 Jahre lang Halbruine geblieben war, begonnen. Ihr Bestand umfasst gegenwärtig über 4 Millionen Bände, darunter wertvolle Sondersammlungen wie die der 8.724 Handschriften und 2.721 Inkunabeln sowie die Autographen-, Münz- und Gemäldesammlung. | 09295617 |
| Weitere Bilder                          | Mietshaus in geschlossener Bebauung und in Ecklage | Beethovenstraße 8 (Karte)                     | 1892–1893 (Mietshaus) | viergeschossiges repräsentatives Gebäude im Stil des Historismus, die Lage des Hauses gegenüber der Universitätsbibliothek verpflichtete zu einem hohen Maß an städtebaulicher Einfügung und Repräsentanz, Betonung der Ecklage durch breite abgeschrägte Hauptfront mit Säulenportal, Balkons, Ecktürmchen und turmartigem Dach, Hausflur und Treppenhaus mit reicher Ausstattung, die weiße Verblendziegelfassade an der Eckfront fast völlig vom Reichtum der Sandsteingliederungen und Zierformen überdeckt, Architekt: Arwed Roßbach, erbaut für den Bildhauer und Stukkateur Louis Heydrich, baugeschichtlich, kunstgeschichtlich und ortsgeschichtlich von Bedeutung Denkmaltext Nach Plänen von Arwed Roßbach ließ der Bildhauer und Stukkateur Louis Heydrich 1892–1893 das Eckhaus zur Grassi-Straße erbauen. Die Lage des Hauses gegenüber der 1891 voll- endeten Roßbach'schen Universitätsbibliothek und dem Konzerthaus verpflichtete zu einem hohen Maß an städtebaulicher Einfügung und Repräsentanz. Insbesondere die zum Konzerthaus weisende „verbrochene Ecke“, die nach den Bauvorschriften für dieses Gebiet 13,77 m breit sein musste, bot sich als platzdominierender „point de vue“ an. Die Seitenflügel treten dagegen deutlich zurück. Zwischen ihnen und der Eckfront vermitteln polygonale Erker, ein gequadertes Sockelgeschoss mit gleichmäßig gereihten Rundbogenfenstern fasst den Bau horizontal zusammen. Während die Seitenteile durch ein verputztes Obergeschoss über starkem Gurtgesims horizontal betont sind, dominiert an der Eckfront die Vertikale: Die aus kannelierten Halbsäulen aufsteigenden Eckerker und die Mittelbalkons über den Säulen des Eingangsvorbaus, deren Vertikalbewegung im 2. Geschoss durch Karyadtiden weitergetragen wird, kulminieren im Dachaufbau über der hohen Attika. Hier befindet sich über einer von Putten getragenen Wappenkartusche das Monogramm des Bauherrn. Die (baupolizeilich wegen der Angleichung an die benachbarte Gewerbeschule vorgeschriebene) gelbe Verblendziegelfassade ist an der Eckfront fast völlig vom Reichtum der Sandsteingliederungen und Zierformen überdeckt. Im Gegensatz zur Neorenaissance-Fassade der Universitätsbibliothek und den strengeren, der Schinkel-Schule verpflichteten Formen des Konzerthauses von 1884 zeigt diese malerische Eckfront ein freies Umgehen mit Formen der deutschen, französischen und niederländischen Renaissance, gemischt mit barocken Elementen. Sie stellt einen architektonischen Höhepunkt dieses Gebietes dar. Das Innere des großbürgerlichen Hauses entsprach diesem Anspruch: Von einem breiten, reich dekoriertem Vorflur und dem ovalen Treppenhaus ausgehend, wurde je eine ca. 500 m² große Wohnung erschlossen. Die Ecke nahm ein 42 m² großer Salon ein. Für das Erdgeschoss befanden sich Küche und Wirtschaftsräume im Souterrain, das an jeder Straßenfront einen Separateingang besaß. Um die Jahrhundertwende wohnten hier der Musikverleger W.F.A. Siegel (Kistner und Siegel), der Verleger und Druckereibesitzer R. Heinrich Brockhaus sowie Rechtsanwälte des Reichsgerichts und Musiker des nahen Gewandhauses. Hieronymus-Lotter-Preis 2006; Architekt: Arwed Roßbach, Sanierung 2004/2005 | 09295610 |
|                                         | Mietshaus in geschlossener Bebauung | Beethovenstraße 10 (Karte)                    | 1893 (Mietshaus) | fünfgeschossiges Gebäude mit vier originalen Läden, prächtige Putzfassade durch zwei polygonale Erker gegliedert, im Stil des späten Historismus, baugeschichtlich und städtebaulich von Bedeutung Denkmaltext 1893 durch den Architekten, Maurermeister und Bauunternehmer Richard Maudrich als Wohn- und Geschäftshaus mit durchgehender Ladenzone erbaut. Das fünfgeschossige Haus durch zwei polygonale Erker gegliedert. Deutliche Kennzeichnung der Geschosswertigeit durch die nach oben leichter werdende Betonung der Fensterbekrönungen. Die strengen, scharfkantigen Schmuckformen des Neobarock der frühen neunziger Jahre hier vor allem an Hauseingang, Erkern und Fenstern des ersten Geschosses. | 09295611 |
|                                         | Mietshaus in geschlossener Bebauung | Beethovenstraße 12 (Karte)                    | 1895 (Mietshaus) | fünfgeschossige Mietshaus über hohem Souterrain mit Läden, repräsentative Putzfassade durch sorgfältige Fassadengestaltung gegliedert, zwei festlich geschmückt Kastenerker im Dach durch Zwerchgiebel betont, im Stil des Historismus, baugeschichtlich und städtebaulich von Bedeutung Denkmaltext 1895 von Maurermeister Hermann Ehnert und Zimmermeister Franz Meyer gebaut. Das fünfgeschossige Mietshaus ist durch sorgfältige Fassadengestaltung gegliedert: Da das Souterrain (mit Eingängen zu den ehemaligen Geschäftsräumen einer Verlagsbuchhandlung) sehr hoch ist, bildet ein niedriges Attikageschoss, durch ein Konsolgesims ausgeschieden, den oberen Fassadenabschluss. Die drei Haupt- geschosse sind- in abnehmender Schwere- durch Quadrierung horizontal zusammengefasst und mit einem breiten Stuckband abgeschlossen. Mit Halbsäulen, Stuckfeldern und Hermen festlich geschmückt sind die beiden Kastenerker. Im Inneren bemerkenswert das kreisförmige Treppenhaus mit Spindeltreppe und Oberlicht. | 09295612 |
| Weitere Bilder                          | Villa, mit Einfriedung und Villengarten auf Flurstück 3105/2 | Beethovenstraße 16 (Karte)                    | 1891–1892, bezeichnet 1892 (Villa), 1892 (Einfriedung)                                                                      | repräsentatives zweigeschossiges Gebäude mit Mezzaningeschoss, Klinkerfassade mit sandsteinernen Gliederungen, im Stil der Neorenaissance, klassischer Villentyp des Historismus, Architekt: Max Pommer, für Bankier Georg Schreiber erbaut, baugeschichtlich und städtebaulich von Bedeutung Denkmaltext 1892 nach Plänen von Max Pommer für Georg Schreiber, Bankier (Inhaber des Bankhauses Plaut) und Königlich Serbischer Generalkonsul, erbaut. Der klassische Villengrundtyp: ein flachgedeckter, kubischer Bau auf quadratischem Grundriss, bei dem die Innenräume um eine zentrale Diele angeordnet sind, ist hier in klarer Form durchgeführt worden. Die kreisförmige Diele war ursprünglich zweigeschossig und durch Oberlicht erhellt. Ein ursprünglich reich dekoriertes Mezzaningeschoss unter vorkragendem Flachdach, zwei Gurtgesimse und der Sandsteinsockel fassen den Baukörper zusammen, der sich an der Gartenseite durch zwei weit vorspringende Seitentrakte, die durch eine Veranda verbunden sind, öffnet. Die bossierte Quaderung an Gebäude- und Risalitecken und strenge Fensterrahmungen vor der gelben Ziegelfassade geben dem schlichten Villenbau an der Ecke zur Wächterstraße seine festgefügte Form. Nachdem die Villa als jüdischer Besitz 1935 zwangsversteigert worden war, wurde das Innere durch Wohnungsteilung verändert. Einfriedung nach historischem Vorbild rekonstruiert, an der Ecke Wächterstraße/Beethovenstraße Sandsteinmauer mit Aussichtsplatz („Neugierde“), einzelne Altbäume (Garten modern überprägt). Durch die Bewohner der Villa Schreiber und der benachbarten Villa Sieskind (Wächterstraße 15) wurde die Gartenanlage auf der angeschlossenen Parzelle (Flurstück 3105/2) gemeinschaftlich genutzt. LfD/ergänzt 2013 | 09295602 |
|                                         | Mietshaus in geschlossener Bebauung | Beethovenstraße 19 (Karte)                    | 1887–1888 (Mietshaus) | fünfgeschossiges Gebäude, prachtvolle barockisierende Putzfassade, durch das in Leipzig seltene Motiv des durchlaufenden geschmiedeten Balkons im ersten Obergeschoss betont, im Stil des Historismus, Architekten: Schmidt & Johlige, baugeschichtlich, kunstgeschichtlich und städtebaulich von Bedeutung Denkmaltext 1887 für den Zimmermeister und Baumeister Karl Hebenstreit von den Architekten Schmidt und Johlige entworfen. Großzügige Fassade, die Horizontale durch das in Leipzig seltene Motiv des durchlaufenden geschmiedeten Balkons betont. Auch hier ist der Fassadenabschluss durch ein Attikageschoss über kräftigem Gurtgesims hergestellt, sind die drei Hauptgeschosse zusammengefasst, trägt ein hoher gequaderter Sockel die drei oberen Etagen. Der antikisierende Baudekor mit Flechtband, Kompositkapitellen, Akanthus- und Zahnschnittfriesen ergänzt das Bild der repräsentativen Fassade von harmonisch-klassischer Grundhaltung, die in allen originalen Details erhalten ist. | 09295794 |
|                                         | Mietshaus in geschlossener Bebauung | Beethovenstraße 21 (Karte)                    | 1888 (Mietshaus) | fünfgeschossiges Gebäude mit drei originalen Läden, symmetrisch aufgebaute, historisierende Putzfassade, baugeschichtlich und städtebaulich von Bedeutung Denkmaltext Das fünfgeschossige Mietshaus (oberstes Geschoss als Attikageschoss deutlich niedriger) 1888 vom Architekten F. Gustav Kapss für H.C. Schunig gebaut. In der durch Neuverputz geglätteten Fassade nur noch die Fensterbekrönungen und die in originaler Form erhaltenen Schaufenster und Ladeneingänge erhalten. Die symmetrisch aufgebaute Fassade nach der jüngsten Renovierung wieder mit ihrer historischen Putzgliederung. | 09295616 |
| Weitere Bilder                          | Verwaltungsgebäude in offener Bebauung und in Ecklage, mit seitlicher Pforte an der Ferdinand-Rhode-Straße | Beethovenstraße 25 (Karte)                    | 1925–1926 (Bürogebäude) | fünfgeschossiger Putzbau mit lisenenartigen Fassadenelementen, ungewöhnlich gestalteter Eingang an der verbrochenen Ecke, Erdgeschoss und Eckbereich des ersten Obergeschosses mit einer Sandsteinverkleidung in Diamantquaderung, ursprünglich Bürohaus des Verbandes der deutschen Veredelungsanstalten für baumwollene Gewebe, mit seiner geometrisch-kristallinen Fassadenstruktur ein charakteristisches Beispiel der Architekturtendenzen der 1920er Jahre, baugeschichtlich, städtebaulich und ortsgeschichtlich von Bedeutung Denkmaltext Ehemaliges Bürohaus des Verbandes der Deutschen Veredelungsanstalten für baumwollene Gewebe e. V., seit 1949 Hygieneinstitut. 1925 bis 1926 nach Entwürfen von Max Steinmüller erbaut. Der Eckbau von je 8 Achsen ist markant gegliedert: Ein Diamantquadersockel aus Postaer Sandstein und das kräftige, fußwalmartige Hauptgesims fassen den Bau horizontal zusammen. Der Sockel betont dabei den mit einem „Gewände“ aus ornamentierten Sandsteinstäben gerahmten Eingang. Während erste und zweite Etage vertikal verbunden sind, betont die durch ein Gesims ausgeschiedene und mit lisenenartigen Fassadenelementen hervorgehobene dritte Etage den Abschluss der Hauptgeschosse. Mit seiner betonten Materialfarbigkeit und der geometrisch – kristallinen Fassadenstruktur ist dieser Eckbau ein charakteristisches Beispiel Leipziger Architekturtendenzen der zwanziger Jahre. | 09295096 |
|                                         | Mietshaus in offener Bebauung | Beethovenstraße 29 (Karte)                    | 1892 (Mietshaus) | viergeschossiges Gebäude mit hohem Souterraingeschoss, historistische Klinkerfassade mit Sandsteindekoration, der breite Mittelerker mit einem Giebel bekrönt, das kriegszerstörte oberstes Geschoss und der Dachbereich 1997 originalgetreu rekonstruiert, baugeschichtlich und städtebaulich von Bedeutung Denkmaltext 1892 durch den Architekten Gustav Adolph Geyer für H. Krieger gebaut. Die ursprünglich 4-geschossige Front nach Kriegszerstörung durch Flachdach abgeschlossen. Der breite Mittelerker war mit einem Giebel bekrönt. Die Fassade aus roten Ziegelverblendern zurückhaltend durch Putzbänder und wenig Bauschmuck an Portal und Erker geschmückt. | 09295702 |
|                                         | Mietshaus in offener Bebauung und in Ecklage | Beethovenstraße 31 (Karte)                    | 1894–1895 (Mietshaus) | viergeschossiges Gebäude mit zwei polygonalen Erkern akzentuiert, repräsentative Eckbetonung durch abgerundete Ecke mit Balkons und kleine Dachkuppel, historistische Putzfassade in großzügig-ruhigen Formen, Architekt: Clemens Thieme, baugeschichtlich und städtebaulich von Bedeutung Denkmaltext Das Eckhaus zur Schwägrichenstraße 1895 nach Plänen von Clemens Thieme für Gustav Adolf Jörs errichtet. Der zweiflügelige Bau unter fast völligem Verzicht auf zeitgemäß barockisierenden Stuckdekorationen in großzügig-ruhigen Formen. Über dem Rusika-Sockel ist die 20-achsige Fassade bis ins dritte Obergeschoss durch flache Putzquaderung belebt und durch je einen polygonalen Erker mit Balustraden und Lisenengliederung akzentuiert. Auffällig der Verzicht auf Horizontalbetonung, nur ein Gurtgesims und das mit Putzfelderung versehene Hauptgesims fassen den Bau zusammen. Repräsentativ wirkt die abgerundete Ecklösung mit ionischen Säulen in der Mittelachse, herumgeführten, schön geschmiedeten Balkonen· und halbrundem verschieferten Dachaufbau mit Wappenkartusche. Ursprünglich nur mit großen Etagenwohnungen, später Wohnungsteilung. Das Treppenhaus hofseitig im Winkel zwischen den Flügeln, daneben der Dienstboteneingang zu den Wirtschaftsräumen im Souterrain. Der Haupteingang an der Ostseite, hier großzügiger Vorflur mit Säulen- und Lisenengliederung, Stuck, Treppenhausfenster mit Farb-Verglasung. | 09295589 |
| Weitere Bilder                          | Toreinfahrt und Einfriedung zweier Villengrundstücke (Schwägrichenstraße 2 und Beethovenstraße 33, Villen nicht mehr erhaltenen) | Beethovenstraße 33                            | um 1890 (Einfriedung) | Teil des bürgerlich-vornehmen Musikviertels, ortsentwicklungsgeschichtlich von Bedeutung | 09304674 |
|                                         | Doppelmietshaus in ehemals geschlossener Bebauung | Bernhard-Göring-Straße 19; 21 (Karte)         | 1846 (Doppelmietshaus) | viergeschossiges Gebäude, schlichte Putzfassade von klassizistischer Wirkung, älteste bestehende Gebäude im Bereich der südlichen Stadterweiterung, baugeschichtlich und ortsentwicklungsgeschichtlich von Bedeutung Denkmaltext Das älteste bestehende Gebäude im Bereich der südlichen Erweiterung der alten Petersvorstadt, ein viergeschossiges Doppelmietshaus, das 1846 durch den Maurermeister Johann Heinrich Walther für Johann Christian Gottlieb Irmler errichtet wurde. Die breitgelagerte Putzfassade mit gequadertem Erdgeschoss, Sandsteingesimsen und geraden Fensterverdachungen. Die beiden seitlichen rundbogigen Eingänge geben der Fassade eine Einfassung. Pro Doppelhaushälfte enthalten Geschosse jeweils eine größere Wohnung. | 09297008 |
| Weitere Bilder                          | Mietshaus in geschlossener Bebauung | Bernhard-Göring-Straße 32 (Karte)             | um 1880 (Mietshaus) | fünfgeschossiges Gebäude mit Tordurchfahrt, gut gegliederte Putzfassade mit feiner Stuckgliederung, im Stil des Historismus, baugeschichtlich von Bedeutung | 09292900 |
|                                         | Mietshaus in ehemals geschlossener Bebauung und in Ecklage | Bernhard-Göring-Straße 36 (Karte)             | 1873 (Mietshaus) | fünfgeschossiges Gebäude, gut gegliederte Putzfassade mit feiner Stuckgliederung, im Stil des Historismus, baugeschichtlich und stadtentwicklungsgeschichtlich von Bedeutung Denkmaltext Bauantrag für das stattliche Wohngebäude an der Ecke ehemals Elisen- und Sophienstraße erging im Mai 1873 durch den Bauherren Albin Herrmann Mancke. Entwurf und Ausführung übernahm Maurermeister G. A. Oehler. Waschhaus und ein Backofen kamen im Keller zur Einrichtung, das Erdgeschoss nahm zwei Ladenwohnungen auf und in den oberen Stockwerken fanden jeweils zwei Wohnungen Platz. Eine Wohnungen pro Etage besaß an der verbrochenen Ecke einen lichtdurchfluteten Salon. Im Sommer 1930 erging Antrag für ein 5. Obergeschoss durch die Fa. Erdmann D. Möbius, Großhandlung für Drogen, Farben, Chemikalien und Spritzlacke, Pläne lieferten die Architekten Max und Woldemar Vogel. Es sollten drei Wohnungen entstehen jedoch wurde der Antrag im November zurückgezogen. Zum Jahresausklang 1938 Antrag und Genehmigung für Abputz- und Ausbesserungsarbeiten. Eine „Wohnhauswiederinstandsetzung“ des „zu 50 % kriegszerstörten Grundstückes“ war für 1952/1953 beabsichtigt von Johanna Meerguth geb. Möbius. Insbesondere die Fassade zur Shakespearestraße wies große Schäden auf. Beteiligt waren die Maurerfirma A. W. Ferdini und das Zimmerei-Geschäft / Bautischlerei und Glaserei Arno Schumann & Sohn. Architekt Wolf Meerbach reichte im September 1959 Unterlagen für einen Neuverputz der Fassade ein. Der Fassadenputz wird 1976 als stark geschädigt geschildert. Antrag für einen Dachaufbau ergeht neuerlich im September 1993 durch Architekt Manfred Bresgen für Herrn Wieland Schindler, 1995 Umbau des Eckladens. Die elegant konzipierte spätklassizistische Fassade erfuhr ehemals eine starke Betonung der verbrochenen Ecke und des ersten Obergeschosses. Heute präsentiert sich das Haus dieser Eleganz entzogen, jedoch noch immer als städtebaulicher Eckakzent, störend sind vor allem der Traufbereich und die an der Ecke eingefügte Dachloggia. Straßenbildcharakterisierender Eckbau der frühen Stadterweiterung nach der Reichsgründung, baugeschichtlich und stadtentwicklungsgeschichtlich von Wert. LfD/2013 | 09304640 |
|                                         | Mietshaus in halboffener Bebauung | Bernhard-Göring-Straße 57 (Karte)             | um 1870 (Mietshaus) | dreigeschossiges Gebäude in markanter Lage, ortstypisch gestalteter Putzbau mit Sandsteingliederungen und zartem Stuckdekor, im Stil des Historismus, eines wenigen erhaltenen Beispiele der historischen Bebauung im älteren Abschnitt der Straße, baugeschichtlich von Bedeutung Denkmaltext Dreigeschossiges, um 1865/1870 errichtetes Mietshaus. Der schmale, in halboffener Bebauung errichtete Putzbau mit Sandsteingliederungen und zartem Stuckdekor an Sohlbänken und Verdachungen der Fenster. Von dem mit einer Putzquaderung gestalteten Erdgeschoss sind die Obergeschosse durch ein Gurtgesims abgesetzt. Der Eingang in der linken Giebelfront, seitlich ein Stuckrelief. Nur eine Parzelle nördlich des ehemaligen fiskalischen Holzhofes gelegen, stellt das Haus eines wenigen erhaltenen Beispiele der historischen Bebauung im älteren Abschnitt der Bernhard-Göring-Straße dar. | 09295841 |
|                                         | Mietshaus in geschlossener Bebauung | Bernhard-Göring-Straße 61 (Karte)             | 1889–1890 (Mietshaus) | viergeschossiges Gebäude mit Tordurchfahrt, Putzfassade mit kräftigen Stuckgliederungen, im Stil des Historismus, baugeschichtlich von Bedeutung Denkmaltext (Ehemals baueinheitlich mit Nummer 63, dieses Mietshaus vor 2013 abgebrochen.) Zwei viergeschossige, 1889–1890 durch das Baugeschäft Zimmermann und Geyer errichtete Mietshäuser. Bauherr von Nummer 61 war ein Miteigentümer des ausführenden Unternehmens, der Maurermeister Heinrich Geyer, Nummer 63 entstand hingegen für den Privatmann Gustav Männel. Beide Häuser als breitangelegte Putzbauten mit nahezu gleichartigen Stuckgliederungen, kaum vorstehenden Seitenrisaliten und Mansarddächern, dabei Nummer 61 um eine Achse breiter. Das Erdgeschoss von Nummer 63 wie ursprünglich auch das von Nummer 61 mit Nutung. In der Tordurchfahrt von Nummer 61 Holzpaneele, eine Pilastergliederung und Kreuzgratgewölbe, bei Nummer 63 eine Kassettendecke. Die Erdgeschosse enthielten neben Wohnungen ehemals auch Läden und Kontore, die Obergeschosse mit jeweils zwei Wohnungen. Das Hintergebäude im Hof von Nummer 61 als Ziegelbau (2004 abgebrochen). | 09295233 |
|                                         | Mietshaus in ehemals geschlossener Bebauung | Braustraße 11 (Karte)                         | 1904–1905 (Mietshaus) | viergeschossiges Gebäude mit Läden, abwechslungsreich gestaltete Putzfassade, späthistoristisches Gebäude mit Jugendstildekoration, baugeschichtlich von Bedeutung Denkmaltext 1904–1905 anstelle eines dreigeschossigen Wohnhauses von 1868 durch das Baugeschäft Naumann und Mette errichtetes viergeschossiges Wohnhaus. Die Pläne stammen von dem Architekten Ernst Steinkopf. Gut erhaltene und abwechslungsreich gestaltete Putzfassade über einem Ziegelsockel. Das Erdgeschoss mit einer fein eingeschnittenen Nutung, die sich über einem Sandsteingesims in den Obergeschossen fortsetzt und beidseitig als Rahmung um die zwei äußeren Achsen herumgeführt ist. Dadurch Erzielung einer wirksamen Absetzung von der Rauputzfläche der mittleren Fassadenpartie, die ihrerseits nach oben durch zwei Stuckfriese mit Schweifwerk- und Blumenrankendekor abgeschlossen ist. | 09297009 |
| Weitere Bilder                          | Mietshaus in halboffener Bebauung | Braustraße 15 (Karte)                         | 1858 (Mietshaus), Wiederaufbau 1950–1953 (Mietshaus)                                                                        | einfache Putzfassade, Geburtshaus des Politikers Karl Liebknecht (1871–1919), einer der Gründer der Kommunistischen Partei Deutschlands, personengeschichtlich von Bedeutung Denkmaltext Dreigeschossiges, 1858 nach Plänen des Maurermeisters Friedrich Wilhelm Heinold für den Maurerpolier Adolph Schmidt errichtetes Mietshaus. Putzbau mit Bruchsteinsockel und Sandsteingliederungen, über dem Erdgeschoss ein Gurtgesims mit Zahnschnittfries. Die Geschosse wie auch das Dachgeschoss ursprünglich mit jeweils einer Wohnung. In der Erdgeschosswohnung lebte Wilhelm Liebknecht mit seiner Familie, 1871 kam hier Karl Liebknecht zur Welt. 1945 Kriegszerstörung bis auf das Obergeschoss, Wiederaufbau und Einrichtung einer Gedenkstätte in den Jahren 1950–1953. | 09297011 |
|                                         | Mietshaus in halboffener Bebauung | Braustraße 17 (Karte)                         | 1872–1873 (Mietshaus) | schlichte historistische Putzfassade, für den Verein für Volkskindergärten errichtetes Wohnhaus mit Kindergarten, später Herberge der gewerkschaftlichen Volkshaus GmbH, ortsgeschichtlich von Bedeutung Denkmaltext Viergeschossiges, 1872–1873 durch den Zimmermeister Julius Uhlmann für den Verein für Volkskindergärten errichtetes Wohnhaus mit Kindergarten, ein schlichter Putzbau mit Sandsteingliederungen. Der Kindergarten nahm das Erdgeschoss ein, das zum rückseitig angrenzenden Garten eine Veranda besaß, die Obergeschosse enthielten jeweils eine Wohnung. 1912 erfolgte die Übernahme durch die Volkshaus GmbH, die in dem Gebäude ein Fremdenheim einrichtete, welches 1928 durch Mauerdurchbrüche in der Giebelseite und Schaffung von Korridoren auf das Nachbarhaus Nummer 19 erweitert wurde. | 09297012 |
|                                         | Mietshaus in geschlossener Bebauung | Braustraße 18 (Karte)                         | vor 1867 (Mietshaus) | dreigeschossiges Gebäude mit historistischer Putzfassade, noch von klassizistischer Wirkung, baugeschichtlich von Bedeutung Denkmaltext Dreigeschossiges, mit vier Gebäudeachsen verhältnismäßig schmales Mietshaus, das kurz vor 1864 womöglich durch den Zimmermeister Gustav Franz Lüders errichtet wurde. Die gut erhaltene Putzfassade mit Gliederungen, Spiegeln und einem Hauptgesims, das ebenso wie die äußeren Fensterverdachungen von Konsolen getragen wird. Das Erdgeschoss mit fein eingeschnittener Nutung. | 09297013 |
|                                         | Mietshaus in geschlossener Bebauung | Braustraße 19 (Karte)                         | 1877 (Mietshaus) | schlichte historistische Putzfassade, 1928 Umbau durch die gewerkschaftliche Volkshaus GmbH zur Erweiterung ihrer Herberge im Nachbarhaus Nummer 17, ortsgeschichtlich von Bedeutung Denkmaltext Durch den Bauunternehmer Karl Barthel für den Privatmann Wolfgang Zantsche errichtetes viergeschossiges Mietshaus. Die schlichte Putzfassade mit Sandsteingliederungen. Das Erdgeschoss ursprünglich mit einer, die Obergeschosse mit jeweils zwei Wohnungen. Ein durchgreifender Umbau der Obergeschosse durch die Volkshaus GmbH zur Erweiterung ihrer Herberge im Nachbarhaus Nummer 17 erfolgte 1928, dabei erhielt die linke Giebelseite in den Obergeschossen Mauerdurchbrüche. | 09297014 |
|                                         | Mietshaus in geschlossener Bebauung und Hinterhaus | Braustraße 21 (Karte)                         | 1894–1895 (Mietshaus) | fünfgeschossiges Gebäude mit Tordurchfahrt, historistische Klinkerfassade mit reicher Stuckgliederung (ähnlich Fassadengestaltung beim Nachbarhaus Nummer 23), Werkstattgebäude im Hof mit Ziegelfassade, baugeschichtlicher und wissenschaftlich- dokumentarischer Wert, Zeugnis der Stadterweiterung in südlicher Richtung und somit ortsteilgeschichtliche Bedeutung Denkmaltext Über genutetem Erdgeschoss erhebt sich eine mit reicher Stuckgliederung versehene Klinkerfassade, die zunächst 1894 durch den Maurermeister und Architekten Julius Hoffmann im Auftrag der Leipziger Wechselstube Hoffmann & Co. entworfen wurde. In den Jahren 1895 und 1896 ist Zimmermeister Karl Göldner aus Gohlis als Bauherr und Ausführender aktenkundig. Über die mit Holzpaneelen ausgestattete Durchfahrt (hier auch ein Wohnungseingang) werden das im Hof über winkelförmigem Grundriss erbaute, mehrfach veränderte Werkstattgebäude sowie der rückwärtige Hauseingang erreicht. Ein im Jahr 1857 für Stadtrath Dr. Rüder hier erbautes zweigeschossiges Wohnhaus wich dem wirkungsvollen Historismusbau mit reichem Stuckdekor vor allem jeweils in den zwei äußeren Achsen, die Traufe mit Konsolen und Zahnschnittfries. Im ersten Obergeschoss barockisierende Kartuschen, die von lagernden Putti gehalten werden, die Ausstattung weitgehend erhalten. Sanierung 1992 einschließlich Dachgeschossausbau durch Doris Rieder aus Aigle (Schweiz). Wissenschaftlich-dokumentarischer Wert, Zeugnis der Stadterweiterung in südlicher Richtung und somit ortsteilgeschichtliche Bedeutung. LfD/2011 | 09303934 |
|                                         | Mietshaus in geschlossener Bebauung | Braustraße 23 (Karte)                         | 1895 (Mietshaus) | fünfgeschossiges Gebäude, reich dekorierte, historistische Klinkerfassade mit reicher Stuckgliederung (ähnlich Fassadengestaltung beim Nachbarhaus Nummer 21), baugeschichtlich von Bedeutung Denkmaltext Viergeschossiges, 1895 durch den Zimmermeister Karl Göldner erbautes Mietshaus. Als Vorgängerbau ein im selben Jahr abgerissenes, für den Stadtrat und Polizeidirektor Dr. Rudolph Rüder errichtetes zweigeschossiges Wohnhaus von 1852. Der Neubau mit Klinkerfassade und Stuckgliederungen, das Erdgeschoss ursprünglich mit Putznutung. Beidseitig die zwei äußeren Achsen durch übergreifende Giebel zusammengefasst. Vor dem Haus ehemals ein durch einen Eisenzaun eingefriedeter Vorgarten. | 09297017 |
|                                         | Mietshaus in geschlossener Bebauung und Hinterhaus | Braustraße 25 (Karte)                         | 1895 (Mietshaus) | viergeschossiges Gebäude mit Laden und Tordurchfahrt, Werkstattgebäude im Hof, reich gegliederte, zweifarbige Klinkerfassade, im Stil des Historismus, baugeschichtlich von Bedeutung Denkmaltext 1895 durch den Maurerpolier Karl Ernst Klössel errichtetes viergeschossiges Mietshaus. Klinkerbau mit zwei leicht vorstehenden Seitenrisaliten, Stuckgliederungen und verputzten Fensterbrüstungen, das Erdgeschoss verputzt mit Nutung. Mansarddach mit jeweils einem über zwei Fensterachsen angeordneten Dachhaus. Im Hof als rechtes Seitengebäude eine zweigeschossige als Tischlerei erbaute Werkstatt. Der Ladeneinbau im Vorderhaus erfolgte 1902. | 09297018 |
|                                         | Mietshaus in geschlossener Bebauung | Braustraße 27 (Karte)                         | 1899 (Mietshaus) | viergeschossiges Gebäude, mittenbetonte historistische Klinker-Putz-Fassade, baugeschichtlich von Bedeutung Denkmaltext Nummer 27 und Nummer 29: Die beiden viergeschossigen Mietshäuser wurden 1899 nach Plänen des Architekten G. Voigt für die Gebrüder Heinrich und Christian Riedel errichtet. Als Vorgängerbau stand bis 1898 die 1843 für den Gutsbesitzer Friedrich Wilhelm Schimmel erbaute dreigeschossige Villa mit Hauptfront zur Zeitzer (Karl-Liebknecht-) Straße. Die Neubebauung als Klinkerbauten mit Sandstein- und Stuckgliederungen und Ziegelsockel, die Erdgeschosse verputzt mit Horizontalstreifung. Bei Nummer 27 die Fenster in einfacher Reihung bei Betonung der Mittelachse durch Eingang, Fensterumrahmung und Dreiecksgiebel, ansonsten reduzierter Stuck- und Klinkerdekor. Nummer 29 mit aufwendigerer Fassadengestaltung, zwei abgeschrägten Erkern und Girlanden unter dem Gurtgesims. Das erste Obergeschoss wird durch Dreiecksgiebel als Hauptgeschoss ausgewiesen. Über dem Portal eine Frauenmaske in einer Stuckumrahmung. Die Hausflure beider Häuser mit Ornamentfliesen, Holzpaneelen und Stuckdekor. Im Gegensatz zu der übrigen Bebauung der Braustraße waren die Wohnungen vornehmer und enthielten Dienstbotenzimmer. | 09297020 |
| Weitere Bilder                          | Leuchtreklame | Braustraße 28 (Karte)                         | 1973–1975 (Werbung) | Werbung am Giebel einer ehemaligen Konservenfabrik (VEB Feinkost Leipzig), aufwendige DDR-Leuchtreklame, kulturgeschichtlich von Bedeutung | 09299233 |
| Direkt Bild zu diesem Denkmal hochladen | Ehemaliges Brauereigebäude (Anschriften: Braustraße 28, Karl-Liebknecht-Straße 36 und Niederkirchnerstraße 19), mit ausgedehnten Kelleranlagen (zur Leuchtreklame – siehe Braustraße 28) | Braustraße 28 (Karte)                         | 1872–1873 (Brauerei) | Baugruppe aus der Gründerzeit, einfache Putzfassaden, zum Teil Ziegelfassaden, ortsgeschichtlich und technikgeschichtlich von Bedeutung | 09263061 |
|                                         | Mietshaus in ehemals geschlossener Bebauung | Braustraße 29 (Karte)                         | 1899 (Mietshaus) | viergeschossiges Gebäude, historistische Klinker-Putz-Fassade, Betonung durch zwei abgeschrägte Erker, im Gegensatz zur übrigen Bebauung der Straße waren die Wohnungen vornehmer (enthielten Dienstbotenzimmer), baugeschichtlich von Bedeutung Denkmaltext Nummer 27 und Nummer 29: Die beiden viergeschossigen Mietshäuser wurden 1899 nach Plänen des Architekten G. Voigt für die Gebrüder Heinrich und Christian Riedel errichtet. Als Vorgängerbau stand bis 1898 die 1843 für den Gutsbesitzer Friedrich Wilhelm Schimmel erbaute dreigeschossige Villa mit Hauptfront zur Zeitzer (Karl-Liebknecht-) Straße. Die Neubebauung als Klinkerbauten mit Sandstein- und Stuckgliederungen und Ziegelsockel, die Erdgeschosse verputzt mit Horizontalstreifung. Bei Nummer 27 die Fenster in einfacher Reihung bei Betonung der Mittelachse durch Eingang, Fensterumrahmung und Dreiecksgiebel, ansonsten reduzierter Stuck- und Klinkerdekor. Nummer 29 mit aufwendigerer Fassadengestaltung, zwei abgeschrägten Erkern und Girlanden unter dem Gurtgesims. Das erste Obergeschoss wird durch Dreiecksgiebel als Hauptgeschoss ausgewiesen. Über dem Portal eine Frauenmaske in einer Stuckumrahmung. Die Hausflure beider Häuser mit Ornamentfliesen, Holzpaneelen und Stuckdekor. Im Gegensatz zu der übrigen Bebauung der Braustraße waren die Wohnungen vornehmer und enthielten Dienstbotenzimmer. | 09297021 |
| Weitere Bilder                          | Verwaltungsbau in geschlossener Bebauung in Ecklage, mit Einfriedung | Dimitroffstraße 1 (Karte)                     | 1888–1890 (Polizeigebäude)                                                                                                  | dreigeschossiges Gebäude mit historistischer Sandstein-Putz-Fassade, Polizeigebäude als Erweiterungsbau an das alte Amtsgericht im Peterssteinweg, dabei die Fassaden dem zurückhaltenden einheitlichen Gliederungsschema der älteren Justizbauten angepasst, aber der zum Wilhelm-Leuschner-Platz gewandte Ecktrakt in aufwendiger neobarocker Gestaltung, mit Kolossalpilastern, ehemals mit einer Kuppel abgeschlossen, Architekt: Stadtbaurat Hugo Licht, kunstgeschichtlich, baugeschichtlich und ortsgeschichtlich von Bedeutung Denkmaltext (mit Peterssteinweg 8) Ehemaliges Königliches Amtsgericht, 1877–1881 anstelle des 1860 erbauten Königlich-sächsischen Bezirksgerichts von Landbaumeister Emil Anton Buschick und Oberbaurat Carl Hugo Nauck errichtet. Ursprünglich als freistehender Vierflügelbau mit Mitteltrakt und zwei Innenhöfen. 1888–1890 wurde der Bau unter Leitung von Stadtbaudirektor Hugo Licht bis zur Dimitroffstraße erweitert. Während sich die in der Fassadenflucht liegenden neuen Gebäudeteile dem zurückhaltenden einheitlichen Gliederungsschema der Justizbauten aus den siebziger Jahren anpassen, bringt der zum ehemaligen Königsplatz gewandte neobarocke Ecktrakt das gewachsene Repräsentationsbedürfnis dieser Jahre zum Ausdruck. Eine Sandsteintafel an der Ecke zur Beethovenstraße erinnert an den Hochverratsprozess gegen die Begründer der deutschen Sozialdemokratie Wilhelm Liebknecht und August Bebel, der 1872 im Vorgängerbau stattgefunden hat. | 09297207 |
| Weitere Bilder                          | Polizeigebäude in geschlossener Bebauung | Dimitroffstraße 3 (Karte)                     | 1929–1932 (Polizeigebäude)                                                                                                  | viergeschossiger Erweiterungsbau der Polizeidirektion, errichtet zu Beginn der 1930er Jahre mit einer für Leipzig ungewöhnlichen Klinkerfassade in expressionistischer Gestaltung, Hundeplastik über dem Dachgesims, kunstgeschichtlich, baugeschichtlich und ortsgeschichtlich von Bedeutung Denkmaltext Ordnungsamt, errichtet zu Beginn der 1930er Jahre als viergeschossiger Erweiterungsbau der Polizeidirektion in Nummer 5. Die Fassade mit Rohziegelverblendung. Ein kräftiges Sandsteingesims setzt die Obergeschosse von der Erdgeschosszone ab, doch wird die Fassade durch eine Gliederung in den Vertikalen bestimmt. Dabei sind jeweils zwei Achsen zusammengefasst, im Bereich des Erdgeschosses durch kurze Ziegelstreifung, in den Obergeschossen durch vorstehende vertikale Ziegelbänder. Seitlich links der dreigeteilte Eingang mit abgestuften Gewänden, die Fensterzwischenräume der Obergeschosse mit rautenförmigem Ziegelmuster. Über einem ausladenden Hauptgesims zurückgesetzt hinter einer Dachterrasse mit Brüstungsgitter ein zweigeschossiger, massiv aufgeführter Dachaufbau mit Schieferverkleidung. mit Bauplastik Polizeihund von Wilhelm Andreas auf dem Dachgesims | 09297023 |
|                                         | Verwaltungsgebäude in halboffener Bebauung | Dimitroffstraße 5 (Karte)                     | 1888–1890 (Polizeigebäude)                                                                                                  | viergeschossiges Polizeigebäude mit Tordurchfahrt, Vierflügelbau um einen Innenhof (darunter ein ehemaliger Gefängnistrakt), gelbe Klinkerfassade durch Sandsteinelemente und grünglasierte Ziegel gegliedert, Eckbetonung durch einen wuchtigen Turm mit mehrfarbigem Zeltdach, Architekt: Stadtbaurat Hugo Licht, kunstgeschichtlich, baugeschichtlich und ortsgeschichtlich von Bedeutung Denkmaltext Polizeidirektion Leipzig, errichtet 1888–1890 nach Plänen von Stadtbaurat Hugo Licht als viergeschossiger und ziegelverblendeter Vierflügelbau mit bossiertem Sockel und Sandsteingliederungen. Die Hauptfront zur Dimitroffstraße mit mittig angeordnetem Zugang, die zur Harkortstraße gelegene Gebäudeecke ist betont durch einen erhöhten, in seinem obersten Geschoss leicht vorkragenden Eckturm mit Zeltdach und nach Westen weisendem Balkon. Als Hauptgeschoss ist durch große Rundbogenfenster das erste Obergeschoss ausgewiesen, während Erdgeschoss und oberstes Stockwerk durch Gurtgesesimse von der übrigen Gebäudezone abgehoben werden. In der ursprünglichen Nutzung der Innenräume das Erdgeschoss von Vorder- und Seitenflügeln mit Kriminal- und Schutzabteilung, den Diensträumen der Polizeioffiziere, den Schlaf- und Bereitschaftsräumen der Polizeimannschaften sowie den Stallungen und Remisen, das erste Obergeschoss mit der Meldehalle, den Diensträumen der Polizeidirektion und weiteren Büros der Kriminalabteilung, das zweite Obergeschoss mit weiteren Meldeämtern, das dritte mit Wohnungen für den Polizeidirektor, den Polizeihauptmann und den Hausmann. Der rückwärtige, fünfgeschossige Flügel als Arresthaus mit Sittenabteilung und Wohnung des Arresthausbeamten im Erdgeschoss sowie den an breite, mit Oberlichtöffnungen versehenen Mittelkorridoren grenzenden Zellen in den Obergeschossen. In den 1920er Jahren zur Harkortstraße Anbau einer Kraftfahrzeughalle als zweigeschossiger Putzbau mit das sächsische Wappen enthaltendem Giebelfeld | 09297024 |
|                                         | Mietshaus in ehemals geschlossener Bebauung | Dimitroffstraße 24 (Karte)                    | 1885–1886 (Mietshaus) | viergeschossiges Gebäude, historisierende Klinkerfassade, Erdgeschoss roter Ziegel, Obergeschosse gelber Ziegel, baugeschichtlich von Bedeutung Denkmaltext Mit Nummer 26: Zwei viergeschossige 1885–1886 durch den Zimmermeister Gustav Teichmann, der auch als Bauherr verantwortlich zeichnet, errichtete Mietshäuser. Die beiden breitgelagerten klinkerverkleideten Fronten mit Sandsteingesimsen und Stuckgliederungen, eine Auflockerung der insgesamt zwanzigachsigen Front wird durch die Seitenrisalite beider Häuser erzielt sowie durch die unterschiedlich hohe Anordnung des Gurtgesimses. Die Erdgeschosse mit Läden und Ladenwohnungen, die Geschosse beider Häuser mit jeweils zwei Wohnungen. | 09297025 |
|                                         | Mietshaus in geschlossener Bebauung | Dimitroffstraße 26 (Karte)                    | 1885–1886 (Mietshaus) | viergeschossiges Gebäude mit Tordurchfahrt und Laden, historisierende rötliche Klinkerfassade, baugeschichtlich von Bedeutung Denkmaltext s. Nummer 24 | 09297026 |
|                                         | Mietshaus in geschlossener Bebauung | Dimitroffstraße 28 (Karte)                    | 1882–1883 (Mietshaus) | viergeschossiges Gebäude, gut gegliederte Putzfassade im Stil des Historismus, baugeschichtlich von Bedeutung Denkmaltext 1882–1883 durch den auch als Bauherrn verantwortlichen Maurermeister Heinrich Voigt errichtetes viergeschossiges Mietshaus mit Seitenflügel und seitlicher Tordurchfahrt. Die Putzfassade mit einfachen Sandsteingesimsen und Stuckgliederungen, dabei Akzentuierung der Gebäudemitte durch die Verwendung von Rund- und Dreiecksgiebeln auf kleinen Konsolen als Fensterverdachungen. Die Tordurchfahrt mit Holzpaneelen und Stuckdekor, in den Geschossen jeweils eine sich auch über den Seitenflügel erstreckende Großwohnung. | 09297027 |
| Weitere Bilder                          | Mietshaus in geschlossener Bebauung und Ecklage | Dufourstraße 2 (Karte)                        | 1886 (Mietshaus) | viergeschossiges Gebäude mit Hausdurchgang, repräsentativer Bau mit Sandsteinfassade und turmartig überhöhtem, abgeschrägten Ecktrakt mit Erker zum Floßplatz, im Stil der Neorenaissance, Architekt: Gustav Strauß, baugeschichtlich, städtebaulich und kunstgeschichtlich von Bedeutung Denkmaltext Das 1886 nach Plänen des Architekten Gustav Strauß für den Kaufmann Hermann Mehlgarten erbaute Eckhaus zur Paul-Gruner-Straße ist mit dem für den gleichen Bauherrn errichteten Nachbarhaus das letzte erhaltene der ursprünglichen Straßenbebauung. Der repräsentative Bau mit Sandsteinfassade und turmartig überhöhtem, abgeschrägten Ecktrakt (nach Kriegszerstörung verändert) ist mit seiner betont plastischen, jedoch in strenge Gliederung eingebundenen Fassadengestaltung, insbesondere den sehr kräftig hervortretenden Fensterbedachungen, typisch für den Stil der 1880er Jahre, dessen Vorbilder ganz allgemein in der italienischen Hochrenaissance zu suchen sid. | 09297030 |
|                                         | Mietshaus in geschlossener Bebauung | Dufourstraße 4 (Karte)                        | 1884–1885 (Mietshaus) | viergeschossiges Gebäude, Klinkerfassade mit ädikulaartiger Fensterrahmung der Mittelachse, im Stil des Historismus, Fassade erhielt eine bescheidene Noblesse, Architekt: Gustav Strauß, baugeschichtlich von Bedeutung Denkmaltext 1884–1885, noch vor dem benachbarten Eckhaus, für den Kaufmann Mehlgarten von Gustav Strauß gebaut. Die nur fünfachsige Ziegelfassade (über ursprünglich mit Putznutung versehenem Erdgeschoss) erhält durch die strenge, zentralisierende Gliederung, vor allem durch die ädikulaartige Fensterrahmung der Mittelachse und die hierarchisch abgestuften Geschosshöhen eine bescheidene Noblesse. Im rückseitigen Seitenflügel waren Wirtschaftsräume und Mädchenkammern untergebracht. | 09297028 |
|                                         | Carolabad: Doppelmietshaus in ehemals geschlossener Bebauung (ursprünglich mit Badegebäude, Schwimmhallen im Hof kriegszerstört) | Dufourstraße 6; 8 (Karte)                     | 1914 (Hallenbad), 1914 (Doppelmietshaus)                                                                                    | viergeschossiges Gebäude mit ausgebautem Dachgeschoss, Tordurchfahrt und Ladenzone, streng gegliederte Putzfassade im Reformstil der Zeit um 1910, die Fassadengliederung mit flachen Halbrunderkern, Putzfeldern und Gußstein-Puttengruppen über dem Eingang ist typisch für den zum Großflächigen tendierenden Zeitstil, Architekt: Fritz Schade, baugeschichtlich und ortsgeschichtlich von Bedeutung Denkmaltext Vom ehemaligen Carola-Bad (Inschrift im Frontispiz) ist nach Kriegszerstörung nur noch das Vordergebäude erhalten. An die Stelle der 1891 von Baumeister Altendorff an der Mühlpleiße hinter der Spießbrücke erbauten Badeanstalt mit Schwimmhalle, Wannen- und medizinischen Bädern trat 1914 ein umfangreicher Erweiterungsbau: Nach Plänen von Max Pommer (Statik) und Fritz Schade entstand ein Komplex aus Vordergebäude mit Läden und Gastwirtschaft, zwei Seitenflügeln (teilweise erhalten) mit orthopädischer Anstalt und zwei Schwimmhallen. Das Vordergebäude mit zwei Treppenhäusern seitlich des kassettengeschmückten Durchgangs enthält heute Wohnungen, die Fassadengliederung mit flachen Halbrunderkern, Putzfeldern und Gußstein – Puttengruppen über dem Eingang ist typisch für den zum Großflächigen tendierenden Zeitstil. | 09297029 |
|                                         | Mietshaus in geschlossener Bebauung und in Ecklage | Dufourstraße 35 (Karte)                       | 1872–1873 (Mietshaus) | großes fünfgeschossiges Gebäude über hohem Souterraingeschoss, spätklassizistisch wirkende Putzfassade mit sparsam eingesetzten rhythmisierten Fensterbekrönungen, Eckbetonung mit Balkons, baugeschichtlich und städtebaulich von Bedeutung Denkmaltext Erste Pläne von 1870 sahen für den Eckbau zur Körnerstraße die gleiche spätklassizistische Fassade mit Nutung und zwei Reihen Rundbogenfenstern vor, wie sie vom Zimmermeister A. Schmidt für denselben Bauherren im Nachbarhaus der Körnerstraße entworfen und ausgeführt wurde. Die 1873 ausgeführte Fassade von Maurermeister Julius Richter wurde später durch Entfernung der Putznutungen am dreiachsigen Ecktrakt und den flachen Risaliten teilweise ihrer Gliederung beraubt. So erscheint der fünfgeschossige Eckbau mit sparsam eingesetzten rhythmisierten Fensterbekrönungen heute zu massig. Das Obergeschoss mit kleineren Fenstern war zudem durch ein Gesims ausgeschieden. Nachdem 1872 die spätere Dufourstraße auf 17 Meter verbreitert wurde, musste der Neubau zurückgesetzt und damit der Grundriss dieses Flügels verschmälert werden. Im Souterrain befand sich seit 1873 ein Eckladen, später eine Schankwirtschaft. | 09297031 |
|                                         | Mietshaus in geschlossener Bebauung | Emilienstraße 6 (Karte)                       | 1876 (Mietshaus) | viergeschossiges Gebäude mit Hausdurchgang, reich gestaltete Putzfassade des Historismus, Brüstungsfeldern mit üppig-feingliedrigem Groteskenwerk, baugeschichtlich von Bedeutung Denkmaltext Nummer 4/6: Anstelle des 1875 abgerissenen „Storchennestes“ ließ Friedrich Eduard Schaaf 1876 durch Maurermeister Oehler zwei viergeschossige Mietshäuser errichten. Während von der einst schmuckreichen Fassade der Nummer 4 nur Sandstein-Gesimse und Fenstergewände, die Stuckdekoration der Durchfahrt und die reichgeschnitzte Tür von 1889 blieben, ist Nummer 6 original erhalten. Über dem gequaderten Sandstein-Sockel findet sich unter geraden Fensterbedachungen und in Brüstungsfeldern jenes üppig-feingliedrige Groteskenwerk, das in der italienisch geprägten Neorenaissance der siebziger Jahre als Bauschmuck bevorzugt wurde. Wie vielfach üblich, wurde dabei das Obergeschoss besonders reich gestaltet. Gleicher Schmuck befindet sich auch in Hausflur. Bemerkenswert ist, dass diese Wohnungen bereits Bad und Innen„privat“ besaßen. | 09297037 |
|                                         | Mietshaus in geschlossener Bebauung und Hofgebäude | Emilienstraße 8 (Karte)                       | 1876 (Mietshaus) | viergeschossiges Gebäude mit Hausdurchgang, einfache Putzfassade, Gliederung vor allem durch zwei flache, reich geschmückte Seitenrisalite mit gekuppelten Fenstern, im Hof ehemals Buchbinderei, baugeschichtlich von Bedeutung Denkmaltext Das viergeschossige Mietshaus mit ausgebautem „französischen“ Dach wurde 1876 von Architekt Wilhelm Berthold für Auguste Hoffmann gebaut. Die achtachsige Fassade erhält ihre Gliederung vor allem durch zwei flache Seitenrisalite mit gekuppelten Rundbogenfenstern, nur hier ist mit den Kapitellen der kannelierten Pilaster und dem Kymation noch etwas von dem ursprünglichen feingliedrigen Fassadenschmuck erhalten. Das Erdgeschoss mit dem als Ädikula gestalteten Eingang war ursprünglich durch Putzquaderung gegliedert. | 09297038 |
|                                         | Klinikgebäude in ehemals halboffener Bebauung | Emilienstraße 14 (Karte)                      | 1906 (Krankenhaus) | viergeschossiges Gebäude mit Tordurchfahrt, repräsentative Fassade geprägt vom Materialgegensatz zwischen aufwendiger Sandsteingliederung und glatter, weiß-grauer Ziegelfassade, im Stil des späten Historismus mit Jugendstildetails, als Chirurgische Klinik für Dr. md. Paul Unger erbaut, Architekt: Leberecht P. Ehricht, baugeschichtlich und ortsgeschichtlich von Bedeutung Denkmaltext 1906 als Chirurgische Klinik für Dr. md. Paul Unger nach Plänen des Architekten Leberecht P. Ehricht gebaut. Aufwendiger Jugendstilbau, der den Reiz der Materialgegensätze zwischen schwerem Bossenmauerwerk und glatter Ziegelfassade ausspielt. Den Vertikalakzent des weit über die Dachzone ragenden Treppenhausrisalits nehmen die miteinander durch eher strenge Rahmungen verbundenen Fensterachsen auf. Fenster, Türblätter und die edel-schlichte Innenausstattung sind erhalten geblieben. Der Bau ist rückseitig mit durchlaufenden Balkonen versehen, ein eingeschossiger Verbindungsbau (ursprünglich mit Dachgarten) schloss ihn an den weit prachtvoller ausgestatteten gegenüberliegenden Klinikteil Riemannstraße 34 an.( siehe dort). Heute Neurologisch-psychiatrische Klinik und Hirnforschungsinstitut der Universität Leipzig. | 09297040 |
|                                         | Mietshaus in ehemals halboffener Bebauung | Emilienstraße 16 (Karte)                      | 1849 (Mietshaus), Erweiterung 1857 (Mietshaus)                                                                              | dreigeschossiges Gebäude (ursprünglich zweigeschossig), klassizistische Putzfassade, mittige Gliederung des Erdgeschosses durch sechs Pilaster, baugeschichtlich von Bedeutung Denkmaltext Für Dr. md. Robert Paul Döring bauten 1848 Zimmermeister Ferdinand Becker und Maurermeister Heinrich Purfürst ein 2-geschossiges, 7-achsiges Wohnhaus. Bei der Aufstockung und Verbreiterung 1857 wurde die linke „Schlippe“ zugebaut, die rechte blieb mitsamt dem originalen eisernen Tor erhalten. Nur bei genauem Hinschauen erkennt man die ursprüngliche Gliederung durch einen sehr flachen Mittelrisalit im Erdgeschoss, der durch sechs Pilaster unter gerader Bedachung ein in die Fläche transponiertes Vorhallenmotiv bildet. Ebenso andeutungsweise sind zarte Akroterien auf den Sandsteinverdachungen der Beletage zu erkennen. Der Eingang befindet sich wie bei allen Bauten dieses Typs an der Giebelwad. | 09297041 |
|                                         | Mietshaus in halboffener Bebauung | Emilienstraße 18 (Karte)                      | 1853 (Mietshaus) | dreigeschossiges Wohnhaus, spätklassizistische Putzfassade mit Sandsteingliederungen, Fassade besticht durch die Klarheit ihres Aufbaus, baugeschichtlich von Bedeutung Denkmaltext 1853 ließ sich der Posamentierer Carl Wilhelm Ziegler von Zimmermeister Robert Leideritz und Maurermeister Heinrich Pausch ein dreigeschossiges Wohnhaus nebst tiefem Seitenflügel mit Durchfahrt errichten. Das Vorderhaus besticht durch die Klarheit seines Aufbaus: breit gelagert über dem sehr flach quadrierten Erdgeschoss, mit kaum merklicher Staffelung der Geschosshöhe und überkragendem flachen Satteldach mit ehemals vier Fledermausgauben, ist es eines der seltenen gut erhaltenen Beispiele spätklassizistischer Mietshausbauten in Leipzig. Die feinen Schmuckformen dieser Zeit mit dem typischen Rosettenmotiv konzentrieren sich auf Gesimse und Fensterbekrönungen der Beletage. Den festlichen Fassadenabschluss bildet ein breites Kranzgesims mit Greifen und Löwenköpfen im Palmettenfries. | 09297043 |
|                                         | Mietshaus in halboffener Bebauung | Emilienstraße 20 (Karte)                      | 1865 (Mietshaus) | viergeschossiges Gebäude, historistische Putzfassade, der flache und reich dekorierte Mittelrisalit mit fein kannelierten Pilastern, im Stil der Neorenaissance, baugeschichtlich von Bedeutung Denkmaltext Anstelle eines zweigeschossigen Hauses von 1848 ließ Posamentiermeister Carl Wilhelm Ziegler 1865 ein viergeschossiges Gebäude errichten. Gegenüber seinem benachbarten, 12 Jahre älteren Wohnhaus lässt das ebenfalls von Maurermeister Pausch erbaute neue Haus eine andere Baugesinnung erkennen, die deutlich auf das Vorbild der italienischen Frührenaissance gerichtet ist. Der flache Mittelrisalit mit den fein kannelierten Pilastern, die Festons in den Brüstungsfeldern, der Akanthusfries unter den vorspringenden Konsolen zeigen das ebenso wie die übergiebelten Fenster der 1. Etage. Die Medaillons aus dem Gurtgesims-Fries wiederholen sich in der original erhaltenen Haustür und in der Wandgliederung des Flures. | 09297044 |
|                                         | Mietshaus in ehemals geschlossener Bebauung | Emilienstraße 22 (Karte)                      | 1856 (Mietshaus), Erweiterung 1864 und später (Mietshaus)                                                                   | viergeschossiges spätklassizistisches Gebäude mit Tordurchfahrt und rekonstruierter Putzfassade, im Innern beeindruckende Treppenanlage, baugeschichtlich von Bedeutung Denkmaltext Der 1958 durch Aufstockung veränderte und durch Fassadenglättung vorübergehend verunstaltete Bau enthält eine beeindruckende Treppenanlage auf halbkreisförmigem Grundriss, die aus dem ersten zweigeschossigen Villenbau der Emilie Platzmann von 1856 stammt, Jugendstildekorationen aus einer Umbauphase von 1905 fügen sich mit der alten Treppe zu einem reizvollen Ensemble. Im rechten, 1864 angefügtem Gebäudeteil finden sich in der ersten Etage und im Eingangs-Oberlicht feingedrechselte Fensterkreuze aus dieser Zeit. Nach 2000 historistische Fassade rekonstruiert. LfD/1998, 2018 (vgl. Denkmaltopographie Stadt Leipzig) | 09297045 |
|                                         | Mehrfamilienhaus in halboffener Bebauung und in Ecklage, Bestandteil einer Wohnanlage | Emilienstraße 25 (Karte)                      | 1954 (Mehrfamilienwohnhaus)                                                                                                 | Putzbau mit Gliederung aus rötlichem Kunststein, durch Balkons belebte Fassade, monumentales, sechsgeschossiges Gebäude im Stil der Nationalen Bautradition der 1950er Jahre, baugeschichtlich, städtebaulich und ortsgeschichtlich von Bedeutung Denkmaltext 1952–1954 als Beginn des Wohnungsbauprogramms Windmühlenstraße erbaut. Planung: Adam Buchner. Geschlossene Baureihe im Wechsel von zurückgesetzten sechsgeschossigen Blöcken, jeweils flankiert von vorspringenden fünfgeschossigen Wohnblocks, alle mit 2 Eingängen und 20 Achsen. Die gelblichen Putzbauten mit Porphyrgliederungen (Treppenhausrisalite, Gesimse, Fensterrahmungen und je zwei Mittelbalkons). Gestalterisches Zentrum ist der überbaute Durchgang zur Härtelstraße, dessen überhöhter Mitteltrakt mit Porphyrsäulen und -kolossalpilaster und eisernen Balkons aufwendig gegliedert ist. An den zurücktretenden Bauteilen rot gebrannte Keramikreliefs mit szenischen Darstellungen (Alfred Thiele). Im Erdgeschoss Läden hinter Pfeilerarkaden aus rotem Porphyr. Diese zweite nach dem Krieg im Rahmen eines städtischen Wohnungsbauprogramms entstandene Anlage enthält hinter der bewusst traditionsbezogenen Fassade durchweg kleine Zwei-Raum-Wohnungen. | 09297047 |
|                                         | Mietshaus in offener Bebauung mit Anbau im Hof (ehem. Pavillon) | Emilienstraße 30 (Karte)                      | 1866 (Mietshaus), 1866 (Gartenhaus)                                                                                         | viergeschossiges Gebäude, gut gegliederte mittenbetonte Putzfassade, flacher Mittelrisalit durch Zwillingsfenster betont, im Stil des Historismus, zeitweise Neurologische Klinik, baugeschichtlich und ortsgeschichtlich von Bedeutung Denkmaltext 1866 von Maurermeister Bruno Oehlschlegel für den Buchhalter Friedrich Lingke gebautes Wohnhaus, ursprünglich dreigeschossig mit Mezzaningeschoss. 1897 Umbau zur Privat-Frauenklinik Dr. Johannes Obermann durch Leopold Stentzler mit Behandlungsräumen im Erdgeschoss, 7 Krankenzimmern, OP-Raum usw. in der 2. Etage und einem großen Krankensaal für arme Patienten im Dachgeschoss. 1919 Erhöhung des Obergeschosses und Dachaufbauten für die Frauenklinik Dr. Thies. Seit etwa 1955 Neurologische Klinik der Universität Leipzig. Schlichter Putzbau mit einachsigem Anbau, ursprünglich Putznutung bis zur Höhe des ersten Gurtgesimses, zwischen den Fensterbögen Rosetten. Sonst nur schmale Sandsteingesimse und Fensterbedachungen. Schmiedeeiserne Haustür um 1900, im Garten Reste eines Pavillons aus der Erbauungszeit. | 09297048 |
| Direkt Bild zu diesem Denkmal hochladen | Saalbau | Ernst-Schneller-Straße 4 (Karte)              | 1883 (Saal), 1905 (Saalumbau)                                                                                               | im Hof gelegen, im Innern vollständig holzvertäfelter Saal, zur Straße Erdgeschoss eines ursprünglich viergeschossigen Vereinsgebäudes, errichtet als Sitz des Leipziger Lehrervereins, Saal im Innern von künstlerischem Wert, Gebäude auch ortsgeschichtlich und wissenschaftlich von Bedeutung Denkmaltext Saalbau des Leipziger Lehrervereins, im Kern zusammen mit dem nur noch im Erdgeschoss vorhandenen ursprünglich viergeschossigen Vereinshaus 1883–1884 nach Plänen des Architekten Gustav Hempel errichtet. Die heutige Gestalt resultiert aus einer Erweiterung von 1905 nach Plänen des Architekturbüros Polster und Höhne, bei der eine vollständige Holzverkleidung mit Flachschnitzereien in Formen eines verfestigten Jugendstils eingebaut wurde. Der 1846 gegründete Leipziger Lehrerverein tat sich insbesondere durch die Gründung von für Leipzig wichtigen pädagogischen Einrichtungen hervor, die zeitweise hier ihren Sitz hatten, 1871 die wissenschaftlich-pädagogische Comeniusbibliothek, 1906 das in seiner Art führende Institut für experimentelle Pädagogik und Psychologie und 1912 das heutige Naturkundemuseum. Darüber hinaus war er im Bereich der Lehrerfortbildung tätig, gab Lesebücher, Lehrmittel, Kunstmappen und eine pädagogische Zeitschrift heraus und beteiligte sich nach der Jahrhundertwende aktiv an den Diskussionen um eine Neuordnung des Leipziger Schulwesens. | 09296733 |
| Direkt Bild zu diesem Denkmal hochladen | Mietshaus in ehemals geschlossener Bebauung, mit Seitenflügel zum Hof und Gaststätte mit Ausstattung | Ernst-Schneller-Straße 6 (Karte)              | 1883, später überformt (Mietshaus)                                                                                          | viergeschossiges Gebäude mit Laden und Gaststätte, geglättete Putzfassade mit zwei Seitenrisaliten, ursprünglich mit zart gearbeitetem Stuckdekor, 1903 erwarb der Leipziger Lehrerverein das Gebäude zur Erweiterung seines benachbarten Vereinshauses (Nummer 4), ortsgeschichtlich und wissenschaftlich von Bedeutung, bemerkenswerte historische Gaststätten-Ausstattung von künstlerischem Wert Denkmaltext Viergeschossiges Mietshaus mit Seitenflügel, das 1883 nach Plänen des Architekten Gustav Strauß für Friedrich Hauschild errichtet wurde. Die nun geglättete Putzfassade mit zwei leicht vortretenden Seitenrisaliten, Gesimsen und Sohlbänken aus Sandstein und ursprünglich mit zart gearbeitetem Stuckdekor. Das Erdgeschoss ehemals genutet. Die Obergeschosse enthielten jeweils zwei Wohnungen, davon eine als Großwohnung unter Einbeziehung des Seitenflügels. 1903 Erwerb durch den Leipziger Lehrerverein zur Erweiterung seines benachbarten Vereinshauses (Nummer 4). Im Zuge der anschließenden Umbauarbeiten nach Plänen des Architekturbüros Polster und Höhne entstand 1905 im Erdgeschoss des Vorderhauses eine Gaststätte mit bemerkenswerter Holztäfelung und rückwärtig anschließendem Versammlungssaal. | 09297050 |
|                                         | Mietshaus in halboffener Bebauung und in Ecklage | Ernst-Schneller-Straße 7 (Karte)              | 1883 (Mietshaus) | viergeschossiges Gebäude mit Eckladen, reich gestaltete historistische Klinkerfassade mit Eckbetonung, typisch für ein Mietshaus der 1880er Jahre der Hang zur Schwere und Plastizität, baugeschichtlich und städtebaulich von Bedeutung Denkmaltext Eckhaus zur Härtelstraße, 1883 für den Steinsetzmeister Carl Haring von Hugo Franz erbaut. Der Ziegelbau mit Kissenquaderung im Erdgeschoss (zur Ernst-Schneller-Str. geglättet) prunkt vor allem mit der reichen Ausgestaltung der beiden Risalite, welche die „verbrochene Ecke“ flankieren. Sie nimmt nach oben an Üppigkeit zu, steigert von der Diamantierung über sandsteingerahmte Ädikulen bis zur dichten Stuckfüllung in den Lünetten und den Reliefs mit bewegten Puttenszenen. Typisch für den Hang zur Schwere und Plastizität der achtziger Jahre sind auch die massiven Sandsteinbekrönungen. Bemerkenswert ist die in ihrer originalen gründerzeitlichen Farbfassung erhaltenen Stuckausstattung des Hausflures (1994). | 09297051 |
|                                         | Mietshaus in geschlossener Bebauung | Ferdinand-Rhode-Straße 5 (Karte)              | 1888 (Mietshaus) | fünfgeschossiges Gebäude, zeittypisch gestaltete historistische Putzfassade, eines der wenigen erhaltenen historischen Häuser der einst geschlossenen Mietshausbebauung an Ostseite der Straße, baugeschichtlich und städtebaulich von Bedeutung Denkmaltext Letztes erhaltenes Haus der ursprünglich fünfgeschossigen geschlossenen Bebauung der Straßen-Ostseite. 1888 durch den Architekten und Maurermeister C. Friedrich Salzmann für Bruno Konwitzka gebaut. Nach Kriegsbeschädigung vereinfachend wiederaufgebaut, dabei die nach oben leichter werdende Putznutung über der stark plastischen Erdgeschossquaderung überputzt, sowie Drempel, Konsolgesims und mittiger Dachaufbau entfernt. Die Flurausstattung mit Lisenen und Stuckdekoration ist erhalten. | 09295614 |
|                                         | Mietshaus in offener Bebauung | Ferdinand-Rhode-Straße 10 (Karte)             | 1891–1892 (Mietshaus) | fünfgeschossiges Mietshaus über hohem Souterrain, herrschaftliche Putzfassade im Stil des Neobarock, die beiden Hauptetagen durch Pilaster vertikal verbunden, in der Dachzone setzt ein Aufbau über dem kräftigen Erker die Akzentuierung der Mittelachse fort, baugeschichtlich und städtebaulich von Bedeutung Denkmaltext Das fünfgeschossige herrschaftliche Mietshaus 1892 durch den Maurermeister und Architekten Franz Roch, der auch als Bauherr fungierte, errichtet. Die hohe, am Zopfstil orientierte Fassade bei Abkehr von betonter Horizontalschichtung deutlich hierarchisch aufgebaut: Über dem durch Sandsteinverblendung repräsentativ gestaltetem Erdgeschoss- und Souterrain sind die beiden Hauptetagen durch Lisenen vertikal verbunden. Die beiden oberen Geschosse mit deutlich kleineren Fenstern (das Mezzanin nach Kriegszerstörung vereinfacht) sind durch ein kräftiges Gurtgesims ausgeschieden. Hier befanden sich zwei Wohnungen pro Etage, während die Hauptgeschosse ursprünglich mit nur einer großen Etagenwohnung angelegt waren. An der offenen Giebelseite befand sich ein Dienstboteneingang für die Wirtschaftsräume im Souterrain. In der Dachzone setzte ein Aufbau über dem Erker die Akzentuierung der Mittelachse fort. | 09295613 |
|                                         | Mietshaus in offener Bebauung und in Ecklage, im Innern historischer Aufzug, mit seitlicher Toreinfahrt | Ferdinand-Rhode-Straße 14 (Karte)             | 1907–1908 (Mietshaus) | viergeschossiges Gebäude über hohem Souterrain, seitlich Einfahrt mit Torgitter, markant gestaltete Putzfassade durch Erker betont, im Reformstil der Zeit um 1910, Architekt: Max Fricke, Überwindung des Jugendstils in Richtung einer neuen Klassizität erkennbar, baugeschichtlich, kunstgeschichtlich und städtebaulich von Bedeutung | 09295580 |
|                                         | Mietshaus in offener Bebauung, im Innern historischer Aufzug | Ferdinand-Rhode-Straße 16 (Karte)             | 1907–1908 (Mietshaus) | viergeschossiges Gebäude über hohem Souterrain, streng gegliederte Putzfassade mit Erker und bemerkenswerter Keramikdekoration, im Reformstil der Zeit um 1910, Architekt: Max Fricke, Überwindung des Jugendstils in Richtung einer neuen Klassizität erkennbar, baugeschichtlich, kunstgeschichtlich und städtebaulich von Bedeutung | 09295581 |
| Direkt Bild zu diesem Denkmal hochladen | Relief „Kind und Musik“ in farbigen keramischen Kacheln im Eingangsbereich eines Kindergartens sowie drei Bärenplastiken im Garten | Ferdinand-Rhode-Straße 17a (Karte)            | Um 1986 | Zeugnis des Schaffens von Dietrich Burger und Dieter Graupner, künstlerischer Wert | 09307070 |
|                                         | Mietshaus in offener Bebauung, mit Aufzug im Innern | Ferdinand-Rhode-Straße 18 (Karte)             | 1907–1908 (Mietshaus) | viergeschossiges Gebäude über hohem Souterrain, im Innern historischer Aufzug, streng gegliederte Putzfassade mit Erker und bemerkenswerter Keramikdekoration am obersten Geschoss, im Reformstil der Zeit um 1910, Architekt: Max Fricke, Überwindung des Jugendstils in Richtung einer neuen Klassizität erkennbar, baugeschichtlich, kunstgeschichtlich und städtebaulich von Bedeutung Denkmaltext Nummer 14/16/18: Alle drei Häuser nach Plänen von Max Fricke 1907–1908 erbaut. Eckhaus Nummer 14 für den Verlagsbuchhändler Waldemar Malende, Nummer 16 zunächst für den Architekten selbst, Nummer 18 während des Baus vom ausführenden Baumeister Max Müller übernommen. Mit ihren großen Etagenwohnungen (zwischen 225 und 480 m²), der anspruchsvollen Gestaltung und dem „Komfort der Neuzeit“ (Zentralheizung, Aufzug, große rückwärtige Gärten) waren diese Mietshäuser in ihrem sozialen Status den Villen gleichwertig. Wie diese besaßen sie abgetrennte Dienstbotentrakte, Nummer 16 auch mit eigenem Eingang. Die Fassaden der drei Häuser sind, obwohl in Details variierend, nach dem gleichen Grundmuster angelegt: Über einem Sockel aus flach verfugten Naturstein-Quadern sind die Obergeschosse durch Erker, flache Lisenen und von unten nach oben verlaufende Fensterbänder vertikal gegliedert. Die breiten Fenster besitzen Gittersprossen, bei Nummer 14 im unteren Teil. Bemerkenswerter Schmuck in Nummer 16 und 18 sind die glasierten Keramikplatten mit fast lebensgroßen, jugendstilig spröden Figuren zwischen den Fenstern des 4. Geschosses. Das Eckhaus Nummer 14 besitzt auf hohem Walmdach ein Belvedere. Die Aufzüge befinden sich im Auge einer freitragenden schmiedeeisernen Treppenanlage. Trotz jugendstiliger Elemente (Material- und Strukturvielfalt) ist in der geradlinig-eleganten Haltung dieser Häuser die Überwindung des Jugendstils in Richtung einer neuen Klassizität erkennbar. | 09295582 |
|                                         | Mietshaus in offener Bebauung | Ferdinand-Rhode-Straße 20 (Karte)             | 1895/1897 (Mietshaus) | viergeschossiges Gebäude über hohem Souterraingeschoss, historistische Putzfassade mit Sandsteingliederungen, Akzentuierung der Fassade durch einen seitlichen Erker, baugeschichtlich und städtebaulich von Bedeutung Denkmaltext Der Mietshausbau aus den 1890er Jahren (Bauakte nicht erhalten) gehört zur älteren Bebauung dieser Straßenseite. Nach dem Ortsgesetz von 1889 waren bei den freistehenden Bauten hier nur 4 Geschosse erlaubt – durch ein hohes Souterrain, das hier wie in anderen Straßen des Musikviertels für Lagerzwecke benutzt werden durfte, sind die Bauten jedoch denen der fünfgeschossigen geschlossenen Baureihe der (völlig kriegszerstörten) Straßen-Ostseite angeglichen worden. Recht ungewöhnlich ist die Akzentuierung der Fassade durch einen seitlichen Erker, ansonsten deuten die flachen und geradlinigen Fensterrahmungen, die durchgehende Putzfugung und die Form der erhaltenen Fenstergitter bereits auf die nahende Jahrhundertwende hin. (Akte verschollen, ehem. Kinderheim M.A. Nexö) | 09295583 |
|                                         | Mietshaus in ehemals geschlossener Bebauung | Ferdinand-Rhode-Straße 29 (Karte)             | 1907 (Mietshaus) | viergeschossiges Gebäude über hohem Souterrain, Putzfassade mit Sandsteingliederungen und Stuckdekoration, der breite polygonale Erker mit üppig rankendem Baumgeäst in der Konsole, eine Achse durch Balkons hervorgehoben, stilistisch zwischen Historismus, Jugendstil und Reformstil stehend, baugeschichtlich von Bedeutung Denkmaltext 1907 vom Architekten Ernst Riedel, der zusammen mit dem Schneidermeister August Muxfeld gleichzeitig als Bauherr zeichnet, errichtet. In dieser Fassade dominieren die Bogenformen: die Fenster verschiedener Größe, das Haustür-Oberlicht und die heute leicht veränderten, konvex schwingenden Balkons. Auch der polygonale Erker erhält durch ein üppig rankendes Baumgeäst in der Konsole und den geschwungenen Hohlkehlen-Abschluss eine eher plastische Wirkung. Die Dachaufbauten von 1933 stören das Gesamtbild. | 09295609 |
|                                         | Villa mit Einfriedung und Garten | Ferdinand-Rhode-Straße 38 (Karte)             | 1906–1907 (Villa) | markanter Villenbau mit ausgebautem Mansarddach, schlichte Putzfassade durch Standerker belebt, im Reform- und Heimatstil der Zeit um 1910, Architekt: Anton Käppler, baugeschichtlich und ortsgeschichtlich von Bedeutung Denkmaltext 1906 entwarf Anton Käppler für Dr. Johannes Junck, Rechtsanwalt beim Reichsgericht, eine Villa mit Nebengebäuden.(Hausmannswohnung und Waschküche). Der Putzbau mit hohem Mansarddach ist nicht völlig nach Käpplers Plänen ausgeführt worden: In diesen gaben ein gequaderter Sockel sowie die Quaderung an den Vorbauten, die als Veranda, Wintergarten und Eingangszone an den Baukörper gefügt sind, dem kubischen Bau eine stärkere Binnengliederung. Die Dachform und die Fensterläden in den Obergeschossen rücken die kleine Villa in die Nähe des Heimatstils. | 09295607 |
|                                         | Villa, mit Garten und Nebengebäude (Remise mit Kutscherwohnung) | Ferdinand-Rhode-Straße 40 (Karte)             | 1907 (Villa) | ungewöhnlich gestaltete, glatte Klinkerfassade, graue Verblendziegel mit roten Gliederungen, Straßenansicht durch Seitenrisalit betont, baugeschichtlich und ortsgeschichtlich von Bedeutung Denkmaltext 1907 für den Kaufmann und Handelsgerichtsrat Carl Schönherr vom Architekturbüro Kell & Giese entworfen. Kleine Villa, landhausartig, graue Verblendziegel mit roten Verzierungen, konstruktiv zur Sockelbetonung und als Fensterrahmung eingesetzt, in der Traufzone und an den Giebeln fachwerkartig. Ehemaliger Stall und Remise 1951 umgebaut. | 09295608 |
| Weitere Bilder                          | Platzanlage | Floßplatz - (Karte)                           | um 1870 (Schmuckplatz) | Bereich des ehemaligen Floßhafens, Floßgräben 1867 verfüllt, ursprünglich aufwendige formale Platzgestaltung unter Stadtgartendirektor Otto Wittenberg, umlaufende Platanenreihen, ortsgeschichtlich und gartenkünstlerisch von Bedeutung | 09293029 |
| Weitere Bilder                          | Ehemaliges Elektrizitätswerk (Nr. 3/4, heute Bürogebäude) mit Schornstein im Hof und Einfriedung (vor Nr. 3) sowie ehemaliges Beamtenwohnhaus (Nr. 5) | Floßplatz 3; 4; 5 (Karte)                     | 1895–1896 (Kraftwerk) | von der Union elektrische Gesellschaft Berlin errichtetes Kraftwerk für die große Leipziger Straßenbahn, in Formen der in Leipzig üblichen Elektrizitätswerk-Ziegelneogotik, baugeschichtlich, ortsgeschichtlich und platzbildprägend von Bedeutung | 09297052 |
| Weitere Bilder                          | Druckereigebäude in geschlossener Bebauung, mit Hofgebäude | Floßplatz 6 (Karte)                           | 1913–1918 (Druckerei) | stattliches viergeschossiges Gebäude mit Durchfahrt, baulicher Zusammenhang mit dem Verwaltungsgebäude des Verbandes Deutscher Handlungsgehilfen (Karl-Liebknecht-Straße 8-14), Muschelkalksteinfassade, im Reformstil der Zeit um 1910, Architekt: Georg Wünschmann, kunsthistorisch, baugeschichtlich und ortsgeschichtlich von Bedeutung | 09297053 |
|                                         | Doppelmietshaus (Anschrift: Floßplatz 8 und Hohe Straße 54) in geschlossener Bebauung und in Ecklage | Floßplatz 8 (Karte)                           | bezeichnet 1869 (Doppelmietshaus)                                                                                           | viergeschossiges Gebäude mit feiner, spätklassizistischer Putzfassade, benannt nach der Schumann-Stiftung des Kramermeisters August Ferdinand Schumann (gest. 1866) zur »Erbauung billiger Mietwohnungen für minder bemittelte Einwohner«, erstes Schumann-Haus, baugeschichtlich, sozialgeschichtlich und ortsgeschichtlich von Bedeutung Denkmaltext Floßplatz 8 und Hohe Straße 54: 1869 durch das Hochbauamt errichtet, aus Mitteln, die der Kramermeister August Ferdinand Schumann (gest.1866) zur „Erbauung billiger Mietwohnungen für minder bemittelte Einwohner“ gestiftet hatte (s. auch Arndtstraße 45/47). Das große Eckgebäude ist zusammen mit dem anstoßenden Teil Hohe Straße 54 einheitlich durchgebildet. In zweckentsprechend schlichter Ausprägung zeigt es die charakteristische feine und flache Fassadengliederung des noch von der Geutebrück-Schule beeinflussten Leipziger Spätklassizismus. Nur der vierachsige Eckteil ist risalitartig leicht hervorgehoben und mit flachen Dreiecksgiebeln betont. Ganz flache Pilaster mit ionischen Kapitellen setzen hier und über den Eingangsachsen leichte Akzente und betonen das durch zwei Gesimse ausgeschiedene umlaufende Band eines hoch angesetzten Hauptgeschosses. | 09297054 |
| Weitere Bilder                          | Mietshaus in halboffener Bebauung und in Ecklage | Floßplatz 11 (Karte)                          | 1875 (Mietshaus) | viergeschossiges Gebäude mit historistischer Putzfassade, Gebäude Nummer 11 und Nummer 13 sind aufeinander abgestimmt, schönes kreisförmiges Treppenhaus im Innern, baugeschichtlich und städtebaulich von Bedeutung Denkmaltext Nummer 11 und 13: Beide Eckhäuser zur einstigen Privatstraße des Besitzers August Karl Friedrich 1875 von dessen Sohn, dem Architekten Adalbert Friedrich erbaut. Die Fassaden mit dem um drei Achsen herumgeführten gequadertem Eckrisalit sind aufeinander abgestimmt. Beide Häuser besitzen ein schönes kreisförmiges Treppenhaus. In Nummer 11 um 1900 das Architekturbüro Friedrich und Poser, im Gartengebäude um 1891 das Atelier des Bildhauers Adolf Lehnert. | 09297055 |
|                                         | Mietshaus in ehemals geschlossener Bebauung und in Ecklage | Floßplatz 13 (Karte)                          | 1875 (Mietshaus) | viergeschossiges Gebäude mit historistischer Putzfassade, Gebäude Nummer 11 und Nummer 13 sind aufeinander abgestimmt, schönes kreisförmiges Treppenhaus im Innern, baugeschichtlich und städtebaulich von Bedeutung Denkmaltext Nummer 11 und 13: Beide Eckhäuser zur einstigen Privatstraße des Besitzers August Karl Friedrich 1875 von dessen Sohn, dem Architekten Adalbert Friedrich erbaut. Die Fassaden mit dem um drei Achsen herumgeführten gequadertem Eckrisalit sind aufeinander abgestimmt. Beide Häuser besitzen ein schönes kreisförmiges Treppenhaus. In Nummer 11 um 1900 das Architekturbüro Friedrich und Poser, im Gartengebäude um 1891 das Atelier des Bildhauers Adolf Lehnert. | 09297056 |
| Direkt Bild zu diesem Denkmal hochladen | Handschwengelpumpe mit Brunnenschacht und Abdeckplatte | Floßplatz 13 (gegenüber) (Karte)              | 1904 (Handschwengelpumpe)                                                                                                   | Pumpe nicht mehr vorhanden, ortsgeschichtlich von Bedeutung Denkmaltext Brunnenschacht und Abdeckplatte einer Handschwengelpumpe, an Ecke Floßplatz. | 09297004 |
|                                         | Mietshaus in ehemals geschlossener Bebauung mit Seitenflügel zum Hof, Hinterhaus, Werkstattgebäude im Hof und Vorgarten | Floßplatz 26 (Karte)                          | 1910–1911 (Mietshaus), 1910–1911 (Werkstatt), 1870 (Hinterhaus)                                                             | viergeschossiges Gebäude über Souterraingeschoss mit Tordurchfahrt, zeittypische Putzfassade im Reformstil der Zeit um 1910, mittiger Vorbau durch aufwendig gestalteten Giebel abgeschlossen, Architekt: Emil Franz Hänsel, baugeschichtlich und städtebaulich von Bedeutung Denkmaltext 1910 auf dem Grundriss eines 1838 erbauten Hauses von Emil Franz Hänsel für den Bildhauer Alois Fuchs erbaut. Die Höhenerstreckung des schmalen, praktisch fünfgeschossigen Hauses wird durch ein mit Reliefs plastisch gestaltetes Fensterband im 4. Geschoss unterbrochen. Auch das Erdgeschoss war durch Quaderung abgesetzt. Dekorativen Höhepunkt bildet die Eingangszone im Souterrain mit kräftigen, ornamentierten Säulen und plastischem Schmuck, unter anderem ein Medaillon (Fuchsmutter mit Jungen) als Anspielung auf den Namen des Bauherren. Die einstige Bildhauerwerkstatt im Hof, ebenfalls von Hänsel, sind original erhalten. | 09297061 |
|                                         | Mietshaus in halboffener Bebauung und in Ecklage, mit Vorgarten | Floßplatz 28 (Karte)                          | 1850 (Mietshaus) | viergeschossiges Gebäude, stammt aus der ersten Bebauungsphase des Floßplatzes, ursprünglich eine Pergament-Fabrik im neogotischen Stil des frühen 19. Jahrhunderts (an der Hoffassade erhalten), im Innern bemerkenswertes Treppenhaus der Erbauungszeit, Putzfassade der Zeit um 1890 rekonstruiert, baugeschichtlich und ortsentwicklungsgeschichtlich von Bedeutung | 09304639 |
|                                         | Mietshaus in halboffener Bebauung und Hinterhaus | Floßplatz 29 (Karte)                          | 1871, später überformt (Mietshaus), 1892–1893 (Hinterhaus)                                                                  | Vorderhaus dreigeschossiges Gebäude mit Dachausbau und reduzierter, mittenbetonter Putzfassade, charakteristisches Gebäude der ersten Bebauungsphase des Floßplatzes, Hofgebäude ein Ziegelbau, ortsentwicklungsgeschichtlich von Bedeutung | 08967709 |
|                                         | Mietshaus in halboffener Bebauung mit Vorgarten | Floßplatz 30 (Karte)                          | im Kern 1869 (Mietshaus), 1872 (Mietshaus)                                                                                  | dreigeschossiges Gebäude mit Putzfassade im Stil des Historismus, villenartiges Bauwerk der ersten Bebauungsphase des Floßplatzes, baugeschichtlich und ortsentwicklungsgeschichtlich von Bedeutung Denkmaltext 1872 durch Maurermeister Julius Richter als Umbau eines drei Jahre früher entstandenen zweigeschossigen Hauses errichtet. Villenartiger Grundriss mit Salon und zwei Zimmern nach vorn, rückwärtiges angebautes Treppenhaus, das zu einem Vestibül und Mittelgang führt. Im Souterrain Wirtschaftsräume für das Erdgeschoss. Mädchenkammer im Zwischenboden neben dem Vestibül. | 09297063 |
|                                         | Mietshaus in geschlossener Bebauung, mit Vorgarten und Sockel der Einfriedung | Floßplatz 31 (Karte)                          | 1887 (Mietshaus) | viergeschossiges Gebäude mit Tordurchfahrt und erkerartigem Vorbau, Klinkerfassade mit Sandsteingliederung und üppiger Stuckdekoration, im Stil der Historismus, baugeschichtlich und städtebaulich von Bedeutung | 09297064 |
|                                         | Mietshaus in geschlossener Bebauung, mit Vorgarten und Sockel der Einfriedung | Floßplatz 32 (Karte)                          | 1886–1887 (Mietshaus) | viergeschossiges Gebäude mit Tordurchfahrt, ausgebautem Dachgeschoss und erkerartigem Vorbau, Klinkerfassade im historistischen Stil, dieser Bau verzichtet auf die stark plastische Fassadenwirkung der Nachbarbauten, baugeschichtlich und städtebaulich von Bedeutung Denkmaltext 1887 von Richard Hagemann für den Bauunternehmer Hermann Kramer errichtet. Mit seiner Ziegelfassade (über ursprünglich gequadertem Erdgeschoss) verzichtet dieser Bau auf die stark plastische Fassadenwirkung der Nachbarbauten, setzt vielmehr auf Materialkontraste mit den sehr fein gebildeten Putz- und Sandsteingliederungen. Auch der polygonale Standerker ist ein Zeichen der Lösung vom stark historistisch geprägten Fassadenmuster. | 09297065 |
| Weitere Bilder                          | Mietshaus in geschlossener Bebauung mit Vorgarten und Sockel der Einfriedung | Floßplatz 33 (Karte)                          | 1887 (Mietshaus) | viergeschossiges Gebäude mit Tordurchfahrt und Mezzaningeschoss, repräsentative Putzfassade mit starker Plastizität, im Stil des Historismus, baugeschichtlich und städtebaulich von Bedeutung Denkmaltext 1887 für Maurermeister Heinrich Kietz nach eigenen, mit Baumeister Ernst Fritz Schade entworfenen Plänen errichtet. Mit seiner starken Plastizität, eingebunden in strenge Geschossteilung, ist dieses repräsentative Mietshaus typisch für die späten achtziger Jahre. Das Innere entsprach dem prunkvollen Äußeren, es besaß nur eine Wohnung pro Etage. Erhalten ist die prachtvolle Ausstattung von Durchfahrt und Treppenhaus mit schmiedeeiserner Anlage und eisernen „Marmor“-Säulen. | 09297066 |
|                                         | Mietshaus in geschlossener Bebauung, mit Vorgarten und Sockel der Einfriedung | Floßplatz 34 (Karte)                          | 1880 (Mietshaus) | viergeschossiges Gebäude mit Tordurchfahrt, repräsentative Putzfassade in klassisch-strenger Gliederung mit Betonung der Seitenachsen, kräftiges Fassadenrelief, im Stil des Historismus, baugeschichtlich und städtebaulich von Bedeutung Denkmaltext 1880 nach Plänen von Hugo Franz zunächst für den Verlagsbuchhändler Friedrich August Weigel, dann für die Maurermeister Kietz und Schade errichtet. Die klassisch-strenge Gliederung mit markanter Bogenquaderung im Erdgeschoss, scharfkantigen Fensterbedachungen mit Arabeskenschmuck in Füllungen und Sohlbankfeldern·und kräftigen Pfeilern, die Scheinbalkons in den Seitenachsen tragen,ist hier besser erhalten als in der einst ähnlich angelegten Nummer 35. Der verunklärende Erkeranbau im Erdgeschoss stammt von 1916. Grundrissbesonderheit: Bad im Zwischengeschoss über der Küche, mit Treppenzugang. | 09297067 |
|                                         | Mietshaus in geschlossener Bebauung und in Ecklage, mit Vorgarten und Sockel der Einfriedung | Floßplatz 35 (Karte)                          | 1880–1881 (Mietshaus) | viergeschossiges Gebäude mit Drempel und Tordurchfahrt, repräsentative Putzfassade in klassisch- strenger Gliederung mit Betonung der verbrochenen Ecke durch einen Erker, kräftiges Fassadenrelief, im Stil des Historismus, baugeschichtlich und städtebaulich von Bedeutung Denkmaltext Nach dem Abriss des Vorwerks „Schimmels Gut“ 1880 durch den Architekten und Maurermeister Richard Maudrich errichtet. Das repräsentative Eckhaus zur Riemannstraße schloss ursprünglich mit Dreiecksgiebel über der „verbrochenen Ecke“ und einem reich stukkiertem Konsolgesims ab. Das Erdgeschoss besaß eine Rustikagliederung. Die großen Wohnungen- 7 Zimmer mit Ecksalon- wurden 1934 geteilt. Um 1895 wohnte hier der bekannte Geograph Hermann Credner. | 09297068 |
| Direkt Bild zu diesem Denkmal hochladen | Peterskirche: Kirche (mit Ausstattung) (Anschrift: Schletterstraße 5) sowie Kriegerdenkmal für die Gefallenen des 1. Weltkrieges und umgebender Kirchplatz (Anschrift: Gaudigplatz) | Gaudigplatz (Karte)                           | 1882–1885 (Kirche), nach 1883 (Reste der Farbverglasung), 1885 (Altar), 1885 (Kanzel), 1885 (Lesepult)                      | Platzanlage heute Gaudigplatz genannt, ehemals Schletterplatz, dreischiffige neogotische Hallenkirche mit Emporen, mit eingezogenem Chor, Kapellenkranz, seitlichem Turm und südlich angebauter Taufkapelle, in Formen der französischen Kathedralgotik, Außenhaut aus Postaer Sandstein, Sakralbau mit dem höchsten Kirchturm Leipzigs, Architekten: August Hartel mit Constantin Lipsius, baugeschichtlich, kunstgeschichtlich, ortsgeschichtlich und ortsbildprägend von Bedeutung Denkmaltext Peterskirche, evangelisch-lutherische Pfarrkirche für den Süden von Alt-Leipzig. Die zunehmende Bebauung der Petersvorstadt machte 1876 die Gründung einer eigenen Pfarrgemeinde für den Leipziger Süden erforderlich. Zur Pfarrkirche war als Interimslösung die alte innerstädtische Peterskirche erhoben worden, doch wurde schon 1877 an der Nordseite des Schletterplatzes mit dem Bau des Pfarrhauses (s. Riemannstraße 38) begonnen und für einen als Zentralbau vorgesehenen Kirchenneubau ein Wettbewerb ausgeschrieben. Bei reger Beteiligung ließen es die meisten Wettbewerbsbeiträge jedoch an einer Berücksichtigung der topographischen Verhältnisse und der praktischen Bedürfnisse einer Pfarrgemeinde fehlen, so dass schließlich der Entwurf des zweiten Preisträgers, des Krefelder Architekten August Hartel mit dem des Vorsitzenden der Wettbewerbskommission Constantin Lipsius verbunden und unter dem Einfluss des Wiener Dombaumeisters Friedrich von Schmidt auf eine Langhausform hin abgewandelt wurde. Während aus Hartels Entwurf das gotische Formengut stammt, geht auf Lipsius der hohe an der Nordseite in der Blickachse der Riemannstraße stehende Turm zurück. Die Grundsteinlegung erfolgte am 17. September 1882. Aufgrund des Fortganges von Lipsius an die Dresdner Kunstakademie lag die Bauleitung ganz in den Händen von Hartel, während mit der Ausführung das Leipziger Architekturbüro Bauer und Roßbach betraut war. Am 27. Dezember 1885 fand schließlich die Weihe statt. 1927–1934 wurde eine bauliche Instandsetzung unter Leitung des Architekten Julius Zeißig, die sich insbesondere auf eine Sicherung der Türme bezog, vorgenommen. Nach den am 4. Dezember 1943 erlittenen Kriegsschäden erfolgte 1946–1952 die Sicherung und der Wiederaufbau durch den Architekten Richard Edler, 1954 die Wiederinstandsetzung der Sakristeiräume, 1960–1963 die Renovierung der Seitenschiffe und ab 1975 die Instandsetzung der Chorkapellen. Errichtet wurde die Kirche als dreischiffige Emporenhalle in Formen der französischen Kathedralgotik mit eingezogenem 5/8-Chor und einer Außenhaut aus Paer Sandstein. Die im Westen zum Schletterplatz gelegene Hauptfassade ist als Doppelturmfront mit zwei niedrigen, eine Giebelwand flankierenden Türmen ausgebildet, unter dem Giebel sitzt ein breites Spitzbogenfenster mit Rosette und eine Figurengalerie, darin die Skulpturen von Christus, Gestalten des Alten Testaments und Apeln nach Entwurf des Kölner Bildhauers Johann Joseph Racké aus Brühler Tuffstein. Vor das Hauptportal ist ein Triangel gesetzt. Die Seitenfronten werden jochweise von Strebepfeilern untergliedert, die Joche selbst von reich ausgestalteten Zwerchgiebeln bekrönt. An der Nordseite ist neben dem Chor der 88,7 Meter hohe Turm als städtebaulich markanter Bezugspunkt in die Blickachse der Riemannstraße gesetzt, an entsprechender Stelle befindet sich an der Südseite eine oktogonale Taufkapelle. Der Abschluss ist als Umgangschor mit drei Rundkapellen ausgebildet. Der Innenraum wird geprägt durch das weite Mittelschiff, demgegenüber die von Emporen überdeckten Seitenschiffe nur jeweils ein Siebtel der Raumbreite ausmachen. Die Joche werden von achtteiligen Kreuzrippengewölben überspannt, die nach Westen und en durch rippenunterteilte Kalotten zur Orgelempore und zum Chor hin übergeleitet werden. Diese Gewölbeanordnung lässt zusammen mit der Weite des Mittelschiffes dem Raum noch etwas von dem ursprünglich vorgesehenen Zentralraumcharakter innewohnen. An Ausstattung sind zu erwähnen die Reste der Farbverglasung, nach 1883 von der Glasmalereiwerkstatt Hertel und Lersch in Düsseldorf, Altar, Kanzel und Lesepult, 1885 nach Entwürfen August Hartels aus französischem Kalkstein und Marmor durch den Leipziger Bildhauer Peter Horst ausgeführt, die Orgel der Firma Sauer von 1886 sowie das Ehrenmal vor dem Hauptportal für die im Ersten Weltkrieg gefallenen Gemeindemitglieder, 1937 aus schlesischem Sandstein von dem Leipziger Bildhauer Max Alfred Brumme. | 09297241 |
|                                         | Villa, mit Einfriedung, Toreinfahrt und Villengarten | Grassistraße 1 (Karte)                        | 1897–1898 (Villa) | repräsentative großbürgerliche Villa mit gut gegliederter und zart ornamentierter Sandsteinfassade, mehrere Veranda-Vorbauten, das weit vorkragende Dach durch Holzknaggen gestützt, Gebäude im Stil der Neorenaissance, Architekten: Schmidt & Johlige, errichtet für den Druckereibesitzer Edmund Woldemar Polz, Verleger des Leipziger Tageblatts (1807–1925 erschienen), baugeschichtlich, ortsgeschichtlich und städtebaulich von Bedeutung Denkmaltext Für den Buchdruckereibesitzer Waldemar Polz 1897–1898 nach Plänen des Architekturbüros Schmidt und Johlige auf dem Eckgrundstück zur Wächterstraße im Stil der italienischen Renaissance errichtete Villa. Zweigeschossiger kubischer Baukörper mit hoher Souterrainzone und Attikageschoss, der durch sein auf Holzknaggen vorkragendes, abgewalmtes Dach ein kompaktes Äußeres bietet. Die Fronten mit Quaderverkleidung aus Sandstein, aus demselben Material auch die Gesimse und Gliederungen. Das Erdgeschoss wird von korbbogigen, durch Halbsäulengliederungen eingefassten Fensteröffnungen geprägt. Über einem profilierten Gurtgesims die Obergeschossfenster mit reich, aber zart ornamentierten Faschen. Das Attikageschoss besitzt zwischen den Dachknaggen ornamental gestaltete Putzfelder. Seitlich links in der Front zur Wächterstraße ein eingeschossiger abgeschrägter Verandavorbau mit Außentreppe, der die Gliederung des Erdgeschosses weiterführt und den Eingang aufnimmt, darüber eine dreifach geteilte, reich dekorierte Fensteröffnung mit Verandatür. Ein weiterer abgeschrägter Verandavorbau an der mittleren Achse der Front zur Grassistraße. An der Ostseite rechts ein Seitenrisalit mit verglastem Wintergarten, die Nordseite mit mittlerem, durch Halbsäulen portalartig ausgestaltetem Gartenausgang und eingeschossigem Runderker seitlich rechts. Das Souterrain enthält die Küche sowie Vorrats- und Versorgungsräume. In den Geschossen eine durchgehende, zentrale Halle von annähernd quadratischem Grundriss, um die sich im Erdgeschoss Empfangs-, Damen-, Herren- und Speisezimmer, im Obergeschoss Schlaf-, Wohn- und Kinderzimmer sowie das Bad gruppieren. Das Dachgeschoss mit Wohnung und Räumen für die Dienstboten sowie den Bodenkammern. Auf dem während des Zweiten Weltkrieges beschädigten Dach ursprünglich eine Dachterrasse mit schmiedeeiserner Einfassung. Seit der Beseitigung der Kriegsschäden in den Jahren 1955–1959 Nutzung durch die Hochschule für Musik „Felix Mendelssohn Bartholdy“. Zum Grundstück gehörend der Villengarten mit altem Baumbestand und schmiedeeiserner Einfriedung sowie Mauer an der Kreuzung Grassistraße/Wächterstraße. In der südöstlichen Grundstücksecke Hügel, dortiger Weg mit Bruchsteineinfassung. | 09295590 |
|                                         | Mietshaus in geschlossener Bebauung | Grassistraße 7 (Karte)                        | 1888–1889 (Mietshaus) | viergeschossiges Gebäude mit Mezzaningeschoss, zwei Läden in der hohen Souterrainzone, kräftige Putzfassade mit Stuckdekor, im Stil des Historismus, baugeschichtlich und städtebaulich von Bedeutung Denkmaltext Nach Plänen des Architekten Richard Hagemann 1888–1889 für den Dekorationsmaler Eduard Grüner errichtetes viergeschossiges Mietshaus als breitgelagerter zehnachsiger Putzbau mit hoher Souterrainzone und massivem Dachgeschoss. Souterrain und Erdgeschoss mit Nutung, erstes und zweites Obergeschoss werden durch Sandsteingesimse zu einer Zone zusammengefasst. Die Verdachungen und Sohlbänke der Obergeschossfenster mit Stuckdekor, das erste Obergeschoss ist durch übergreifende Segmentbögen an den seitlichen Achsen als Beletage ausgewiesen. Der Eingang nahezu mittig, der Hausflur enthält Ornamentfliesen und Stuckgesimse. In den Geschossen jeweils zwei Wohnungen. | 09295575 |
| Weitere Bilder                          | Hochschulgebäude in geschlossener Bebauung, mit Seitenflügel zum Hof (weiterer Seitenflügel mit Konzertsaal kriegszerstört und durch Neubau ersetzt) | Grassistraße 8 (Karte)                        | 1885–1887 (Hochschule) | in die Straßenflucht eingebundener, ehemaliger Dreiflügelbau, repräsentative Sandsteinfassade, überhöhter Mittelrisalit bekrönt mit dem Stadtwappen und zwei weiblichen Figuren, im Stil der Neorenaissance, Architekt: Stadtbaurat Hugo Licht, eines der bemerkenswertesten Gebäude der Gründerzeit in Leipzig, baugeschichtlich, ortsgeschichtlich und kunstgeschichtlich von Bedeutung Denkmaltext Hochschule für Musik „Felix Mendelssohn Bartholdy“, 1885–1887 als Königliches Konservatorium für Musik nach Plänen des Stadtbaurates Hugo Licht errichtet. Dreigeschossiger, in die Flucht der Grassistraße eingebundener Dreiflügelbau mit vorstehendem und erhöhtem, den dreibogigen Eingang aufnehmenden Mittelrisalit. Die durchgängig gequaderte Front mit einer Verkleidung aus Elbsandstein und Gliederungen aus Cottaer Sandstein, während der Gebäudesockel in Fichtelgebirgsgranit ausgeführt ist. Die Fenster des Erdgeschosses rundbogig, die der Obergeschosse gerade schließed. Durchgebildete Details heben den Mittelrisalit besonders hervor: ein Gurtgesims mit Zahnschnitt über dem Erdgeschoss, Fenstereinfassungen durch genutete toskanische Säulen im Bereich des ersten Obergeschosses oder die Verwendung von Dreiecksgiebeln an den äußeren und mittleren Fensterachsen im zweiten Obergeschoss. Zwischen den beiden Obergeschossen ein Relieffries mit der Darstellung von Lyren, Panflöten und Girlanden. Ansonsten ist von dem bildhauerischen Schmuck nur noch der auf dem ausladenden Hauptgesims angebrachte, nach Entwürfen des Münchner Bildhauers Jakob Ungerer aus Istrianer Kalkstein gefertigte Sprenggiebel mit dem Leipziger Stadtwappen und zwei weiblichen Gewandfiguren vorhanden. Dagegen fielen sechs nach Entwürfen des Münchner Bildhauers Ferdinand von Miller des Jüngeren aus Cottaer Sandstein gearbeitete Karyatiden an den äußeren und mittleren Mittelrisalitachsen des zweiten Obergeschosses den Zerstörungen des Zweiten Weltkrieges zum Opfer. Im Inneren ein Vestibül mit Kreuzgratgewölben auf dorischen Säulen aus poliertem blauen Fichtelgebirgsgranit, daran anschließend das Treppenhaus mit dreiarmiger Haupttreppe. Der Haupt- und der nördliche Seitenflügel mit Lehrzimmern. Im Südflügel ein über zwei Stockwerke reichender großer Saal, ursprünglich mit umlaufender Empore, eingestellten, eine Flachtonne mit Stichkappen tragenden Säulen und einer Orchesternische mit Orgel. Nach erheblichen Schäden während des Zweiten Weltkrieges erfolgte die Instandsetzung des Hauptflügels 1949–1953 und die Sicherung des Nordflügels 1960. Die Ruine des Südflügels wurde hingegen 1959 abgetragen und durch einen Neubau, ebenfalls mit Konzertsaal, ersetzt. | 09295621 |
| Weitere Bilder                          | Doppelmietshaus in ehemals geschlossener Bebauung | Grassistraße 9; 11 (Karte)                    | 1897–1899 (Doppelmietshaus)                                                                                                 | viergeschossiges Gebäude mit hohem Souterraingeschoss und Tordurchfahrt, repräsentative Putzfassade mit Sandstein- und Stuckgliederungen, die langgestreckte Front durch drei abgeschrägte Erker untergliedert, im Stil des Historismus, baugeschichtlich und städtebaulich von Bedeutung Denkmaltext Repräsentatives fünfgeschossiges Doppelmietshaus, errichtet 1897–1899 nach Plänen des Architekten Ernst Riedel für den Architekten Robert Rost. Die hohe Souterrainzone und das Erdgeschoss genutet, die Obergeschosse mit Sandsteingesimsen und Stuckgliederungen. Die langgestreckte, zwanzigachsige Front wird durch eine Abfolge von drei abgeschrägten Erker untergliedert, an der Front von Nummer 9 seitlich links ursprünglich ein gerundet vortretender Balkon. In den Geschossen von Nummer 9 jeweils eine herrschaftliche Großwohnung, von Nummer 11 jeweils zwei Wohnungen. | 09295574 |
|                                         | Mietshaus in geschlossener Bebauung | Grassistraße 10 (Karte)                       | 1892–1893 (Mietshaus) | viergeschossiges herrschaftliches Mietshaus, kräftig gestaltete gelbe Klinkerfassade mit Gliederungselementen aus Sandstein, die Eingangsachse durch Balkons hervorgehoben, im Stil des Historismus, Architekt: Albin Conrad, baugeschichtlich und städtebaulich von Bedeutung Denkmaltext Nach Plänen des Architekten Albin Conrad für den Kohlenhändler Wilhelm Glaubig errichtetes viergeschossiges herrschaftliches Mietshaus. Die Fassade über einem Werksteinsockel vollständig klinkerverkleidet mit Sandsteingliederungen. Das Erdgeschoss mit Pfosten und Rundbögen, seitlich links ein aufwendiger Eingang mit dreipaßförmiger Supraporte, flankierenden Ädikulen und einem breiten Sprenggiebel mit Balustrade, darüber Drillingsfenster mit schmiedeeisernem Balkon und Dreiecksgiebel. In Entsprechung die Achsen seitlich rechts ebenfalls betont, mit einer Serliana im Erdgeschoss und durch Giebel zusammengefasste Zwillingsfenster im ersten und zweiten Obergeschoss. Der Hausflur reich ausgestattet mit Ornamentfliesen, eingestellten Säulen und Tonnengewölbe. In den Geschossen jeweils eine Großwohnung. | 09295622 |
|                                         | Mietshaus in halboffener Bebauung | Grassistraße 19 (Karte)                       | 1888–1889 (Mietshaus) | viergeschossiges Gebäude, repräsentative Putzfassade mit Sandsteingesimsen und Stuckgliederungen, aufwendig gestalteter, mehrgeschossiger Verandenvorbau an der Stirnseite, im Stil des Historismus, baugeschichtlich und städtebaulich von Bedeutung Denkmaltext 1889 nach Plänen des Architekten Richard Hagemann für Kaufmann Roderich Gempe erbautes Mietshaus. Putzfassade mit Sandsteingesimsen und Stuckgliederungen, das Erdgeschoss genutet. Die äußere Achse links leicht vorstehend mit Eingang und flankierenden Pilastern an den Obergeschossfenstern. Seitlich rechts vor dem freistehenden Giebel ein eingeschossiger Anbau mit dreigeschossigem hölzernem Verandenaufbau Der Hausflur mit Stuckdekoration und Stuckdecke, in den Geschossen jeweils eine Wohnung. | 09295573 |
|                                         | Doppelmietshaus in ehemals geschlossener Bebauung | Grassistraße 20; 22 (Karte)                   | 1910–1911 (Doppelmietshaus)                                                                                                 | viergeschossiges Doppelmietshaus mit spiegelbildlich ausgebildeten Putzfassaden, Erdgeschoss in Sandstein, Obergeschosse mit Abfolge von abgeschrägten und kastenförmigen Erkern, sparsame Dekoration, im Dach jeweils ein hoher geschwungener Giebel, im Reformstil der Zeit um 1910, Architekt: Peter Dybwad, baugeschichtlich und städtebaulich von Bedeutung Denkmaltext Nach Plänen des Architekten Peter Dybwad 1910–1911 für den für den Kaufmann Moritz Schwarzenberg errichtetes viergeschossiges Doppelmietshaus mit zwei Seitenflügeln. Über einer hohen natursteinverkleideten, aus Souterrain und Erdgeschoss gebildeten Sockelzone sind die Obergeschosse verputzt mit einer Abfolge von zwei abgeschrägten und zwei kastenförmigen Erkern mit dekorativen Flachreliefs sowie mit kleinteiligen Antragsarbeiten an den Brüstungsfeldern des zweiten Obergeschosses. Wie an Nummer 20 noch vorhanden war auch die Doppelhaushälfte Nummer 22 von einem hohen geschwungenen Giebel überragt, der im Zuge eines 1950 erfolgten massiven Ausbaus des Dachgeschosses beseitigt wurde und jüngst wieder rekonstruiert wurde. Im Hausflur von Nummer 20 Tonnengewölbe und Kassettendecke erhalten. In den Geschossen pro Doppelhaushälfte eine herrschaftliche Großwohnung mit jeweils sieben Zimmern. 1950 tiefgreifender Umbau von Nummer 22 zur Betriebsberufschule der Konsum-Genossenschaft Leipzig. | 09295695 |
|                                         | Mietshaus (Anschriften: Grassistraße 21/23 und Simsonstraße 11) in halboffener Bebauung und in Ecklage, mit Einfriedung und Vorgarten | Grassistraße 21; 23 (Karte)                   | 1888–1889, bezeichnet 1888 (Dreifachmietshaus)                                                                              | viergeschossiges herrschaftliches Gebäude, Betonung der Kopflage am Zusammentreffen von Grassi- und Simsonstraße durch risalitartigen Vorbau mit Balkons und Freitreppe zum Vorgarten, Putzfassade mit üppigem Baudekor, im Stil des Historismus, Bauherr und Architekt: Ernst Riedel, baugeschichtlich und städtebaulich von Bedeutung Denkmaltext In repräsentativer Kopflage am Zusammentreffen von Grassi- und Simsonstraße 1888–1889 errichtetes viergeschossiges herrschaftliches Mietshaus mit vier Eingängen. Die Pläne für das reichgestaltete Gebäude zeichnete der auch als Bauherr verantwortliche Architekt Ernst Riedel. Es stellt das aufwendigste Projekt dieses Architekten dar, aus dessen Hand mehrere dekorative Fassadengestaltungen für Häuser des Musikviertels stammen. Auf einem trapezförmigen Grundriss als Vierflügelbau um einen engen längsrechteckigen Innenhof errichtet, besitzt es zwei breitgelagerte 14- und 15-achsige Fassaden zur Simson- und zur Grassistraße, während die Front zur Straßenecke durch einen vorspringenden Kopfbau mit Eingang, Außentreppe und schmiedeeisernen Balkonen gebildet wird. Die Fassaden sind geschossweise durch Gurtgesimse getrennt, durch leicht vorstehende Mittelrisalite und seitliche Erker untergliedert und mit reichem Stuckdekor in Neobarockformen versehen, die Geschosse werden im Wechsel mit einer Putznutung oder einer Streifung gestaltet. Über einem kräftigen, von Konsolen getragenen Hauptgesims als oberer Fassadenabschluss im Eckbereich ein mit Säulen gegliedertes Attikageschoss, das die zur Straßeneinmündung gelegene Front als die Hauptansicht des Gebäudes ausweist. Die drei Hausflure mit kräftiger Stuckausstattung, unter anderem mit Putten zeigenden Medaillons. Die Geschosse mit jeweils sechs drei bis vier Zimmer enthaltenen Wohnungen. Vor dem Kopfbau ein Vorgarten mit schmiedeeiserner Einfriedung. | 09295696 |
|                                         | Gewerkschaftsgebäude in geschlossener Bebauung, ehemals mit Postamt, und Seitenflügel zum Hof | Harkortstraße 3 (Karte)                       | 1894–1895 (Gewerkschaftshaus)                                                                                               | repräsentative Sandsteinfassade, zusammengefasst durch zwei Seitenrisalite mit Balkons und Dachaufbauten, Seitenflügel zum Hof ein Ziegelbau, Architekt: Hugo Franz, 1895–1918 Sitz des Verbandes deutscher Handlungsgehilfen, Gebäude steht gegenüber dem Reichsgerichtsgebäude mit ähnlicher monumentaler Fassadengestaltung, ortsgeschichtlich, baugeschichtlich und städtebaulich von Bedeutung Denkmaltext 1894 als Vereinshaus für den 1881 gegründeten Verband Deutscher Handlungsgehilfen nach Plänen von Hugo Franz errichtet. Das Erdgeschoss ursprünglich als offene Pfeilerhalle, darüber eine repräsentative Sandsteinfassade, zusammengefasst durch zwei Seitenrisalite, die durch breite Fenster, Balkone und Loggien geöffnet sid. Von den beiden seitlichen Dachaufbauten besaß der linke ursprünglich einen turmartigen Aufsatz. Das erste Geschoss, an dem Merkurköpfe über den Bogenfenstern auf die Gebäudefunktion hinweisen, ist durch Abtrennung als Geschäftsetage gekennzeichnet, darüber sind zwei Geschosse durch Kolossalpilaster zusammengefasst. Sie verleihen dem ursprünglich in geschlossener Mietshausbebauung befindlichen Gebäude in Anlehnung an andere gleichzeitige öffentliche Bauten einen seiner Funktion entsprechenden offiziellen Charakter. Nach dem Umzug ins neue Verbandshaus an der Zeitzer Straße ging das Gebäude 1925 in den Besitz der Hanseatischen Ersatzkasse über, beim Umbau durch Georg Wünschmann wurde die Pfeilerhalle zugesetzt und das Dach ausgebaut. Seit 1941 städtischer Besitz, bis 1992 Postamt. Erhalten ist der fünfgeschossige Seitenflügel, ein Ziegelbau mit ursprünglich offenen Arkaden. | 09297087 |
|                                         | Mietshaus in geschlossener Bebauung, mit Hinterhaus | Harkortstraße 5 (Karte)                       | 1883 (Mietshaus) | fünfgeschossiges Gebäude mit Tordurchfahrt und Läden, repräsentative Putzfassade im Stil des Historismus, an klassischen Vorbildern orientiert, baugeschichtlich und städtebaulich von Bedeutung Denkmaltext Nummer 5/7: Nach Abriss der alten Häuser auf dem von ihm erworbenen Areal Trierstraße (Dimitroffstraße)/Harkortstraße ließ der Maurermeister und Bauunternehmer Heinrich Voigt 1883 den Bereich gemäß der 1882 vom Rat festgesetzten Fluchtlinie neu bebauen. Die viergeschossigen Seitenflügel von Harkortstraße 5 und Dimitroffstraße 28 (Wohnungen, Werkstätten) umschlossen dabei einen gemeinsamen Innenhof. Die drei Vordergebäude (Harkortstraße 5 und 7 nach Plänen von Richard Hagemann) sind in Höhe und architektonischer Wertigkeit auf das Eckgebäude (Nummer 7) bezogen. Dieses dominiert mit gerundetem Eckrisalit, Attika und gesprengtem Giebel über den gegenüberliegenden freien Platz. Das Gurtgesims über dem vierten Geschoss der höheren Häuser an der Harkortstraße setzt sich im Schlussgesims des Nachbarhauses fort und verbindet so alle drei Bauten zu einem zusammenhängenden Komplex. Abgesehen von dem mit kannelierten Pilastern und Balkonen aufwendiger gestalteten dreiachsigen Eckrisalit sind die Fassaden von großzügiger Schlichtheit und eher an klassischen Vorbildern orientiert. Über gequadertem Erd- und genutetem ersten Geschoss sind die drei Hauptetagen durch Gesimse zusammengefasst, die Fenstergröße nimmt nach oben zu ab. Eine zurückhaltende Vertikalgliederung erfolgt durch die Betonung der äußeren und mittleren Achsen in den beiden Hauptgeschossen. Ursprünglich befanden sich nur im Ecktrakt und in der Dimitroffstraße Laden- (Restaurations-) und Comptoirräume, die Ladeneinbauten an der Harkortstraße stammen von 1925. | 09297088 |
| Weitere Bilder                          | Mietshaus in geschlossener Bebauung und in Ecklage | Harkortstraße 6 (Karte)                       | 1886 (Mietshaus) | prächtiges viergeschossiges Gebäude in außerordentlich prägender Ecklage, in unmittelbarer Nähe zum Reichsgericht, repräsentative mehrfarbige Klinkerfassade mit Sandsteingliederungen, Eckbetonung durch Erker und (rekonstruierten) Turmaufbau, im Stil des Historismus, Architekten: Ludwig & Hülßner, baugeschichtlich und städtebaulich von Bedeutung Denkmaltext 1885 bis 1886 als Doppelwohnhaus auf dreieckigem Grundriss zusammen mit Lampestraße 1 errichtet. Bauherren und entwerfende Architekten waren Robert Ludwig, Theodor Hülßner und Paul Jacobi. Die Hauptfront, flankiert von schräg gestellten Eckerkern mit (entfernten) Turmaufbauten, war zum damals noch unbebauten Platz des später errichteten Reichsgerichts gewandt. Nach Bombenschäden am 13. Dezember 1943 wurde der Lampestraßen-Flügel 1959 abgerissen. Dadurch blieb die ehemals geschlossene Blockbebauung zum Gewandhaus-Platz ruinös und offen. Gemessen an seiner exponierten Lage und der Entstehungszeit ist die Gestaltung des großen Eckhauses mit seiner nur durch flache Sandsteingliederungen unterbrochenen Ziegelfassade ausgesprochen zurückhaltend. Der sandsteinverkleidete Eckerker, das Portal und die Fenster im Obergeschoss des Eckrisalits weisen auf das Vorbild der niederländischen Renaissance hin. Nachfolgender Besitzer war der Stadtrat und Verlagsbuchhändler F. Wagner (Geographische Verlagsanstalt Wagner und Debes). | 09297089 |
|                                         | Mietshaus in geschlossener Bebauung und in Ecklage | Harkortstraße 7 (Karte)                       | 1883 (Mietshaus) | fünfgeschossiges Gebäude mit Läden, repräsentative Putzfassade im Stil des Historismus, gerundeter Eckrisalit mit Balkons als Blickfang des gegenüberliegenden freien Platzes des Reichsgerichts, Fassade an klassischen Vorbildern orientiert, baugeschichtlich und städtebaulich von Bedeutung Denkmaltext Nummer 5/7: Nach Abriss der alten Häuser auf dem von ihm erworbenen Areal Trierstraße (Dimitroffstraße)/Harkortstraße ließ der Maurermeister und Bauunternehmer Heinrich Voigt 1883 den Bereich gemäß der 1882 vom Rat festgesetzten Fluchtlinie neu bebauen. Die viergeschossigen Seitenflügel von Harkortstraße 5 und Dimitroffstraße 28 (Wohnungen, Werkstätten) umschlossen dabei einen gemeinsamen Innenhof. Die drei Vordergebäude (Harkortstraße 5 und 7 nach Plänen von Richard Hagemann) sind in Höhe und architektonischer Wertigkeit auf das Eckgebäude (Nummer 7) bezogen. Dieses dominiert mit gerundetem Eckrisalit, Attika und gesprengtem Giebel über den gegenüberliegenden freien Platz. Das Gurtgesims über dem vierten Geschoss der höheren Häuser an der Harkortstraße setzt sich im Schlussgesims des Nachbarhauses fort und verbindet so alle drei Bauten zu einem zusammenhängenden Komplex. Abgesehen von dem mit kannelierten Pilastern und Balkonen aufwendiger gestalteten dreiachsigen Eckrisalit sind die Fassaden von großzügiger Schlichtheit und eher an klassischen Vorbildern orientiert. Über gequadertem Erd- und genutetem ersten Geschoss sind die drei Hauptetagen durch Gesimse zusammengefasst, die Fenstergröße nimmt nach oben zu ab. Eine zurückhaltende Vertikalgliederung erfolgt durch die Betonung der äußeren und mittleren Achsen in den beiden Hauptgeschossen. Ursprünglich befanden sich nur im Ecktrakt und in der Dimitroffstraße Laden- (Restaurations-) und Comptoirräume, die Ladeneinbauten an der Harkortstraße stammen von 1925. | 09297090 |
|                                         | Mietshaus in geschlossener Bebauung | Harkortstraße 8 (Karte)                       | 1885–1886 (Mietshaus) | viergeschossiges Gebäude mit nachträglichem Ladeneinbau, Putzfassade mit kräftiger Gliederung und Stuckdekor, klare und sehr bestimmte Fassadengliederung im Stil des Historismus, baugeschichtlich und städtebaulich von Bedeutung Denkmaltext 1885–1886 von den Maurermeistern Friedrich Bernhard und Bruno Möbius erbaut. Die klare und sehr bestimmte Fassadengliederung wird durch den Ladeneinbau von 1913 leicht verunklärt. Monumental wirken die beiden durch Gurtgesimse zusammengefassten Hauptgeschosse mit den ungewöhnlich kräftigen Dreiecks- und Segmentgiebel – Bedachungen über den paarig zusammengefassten Fenstern. Der seitliche Eingangsrisalit mit Ädikula- gerahmten Fenstern setzt einen asymmetrischen Akzent. Erd- und Obergeschoss sind mit feinerem Stuckdekor leichter gestaltet. | 09297091 |
| Weitere Bilder                          | Gerichtsgebäude in halboffener Bebauung und in Ecklage, mit Vorgarten an der Dimitroffstraße | Harkortstraße 9 (Karte)                       | 1876–1878 (Gericht) | Vierflügelanlage mit Mittelbau und zwei Innenhöfen, Putzfassade mit Sandsteingliederungen, im Stil des Historismus, Architekt: Landbaumeister Emil Anton Buschick, streng symmetrische Gliederung der Fassade verleiht dem Gebäude ein angemessen nüchtern-amtliches Erscheinungsbild, beherrscht die östliche Platzseite gegenüber dem Reichsgericht, baugeschichtlich, ortsgeschichtlich und platzbildprägend von Bedeutung Denkmaltext Ehemaliges Königlich-sächsisches Landgericht, 1876–1878 nach Plänen von Landbaumeister Emil Anton Buschick erbaut. Der langgestreckte Bau beherrscht die östliche Platzseite, zur Erbauungszeit verlief jenseits der Straße noch der befestigte Pleißemühlgraben. Die gleichmäßige Fensterreihung, der konsequente Horizontalaufbau und die streng symmetrische Gliederung durch Mittel- und Seitenrisalite verleihen dem Justizbau sein angemessen nüchtern- amtliches Erscheinungsbild. Das Landgericht wurde als Vierflügelanlage mit Mittelbau und zwei Innenhöfen errichtet. Hinter der zurückgenommenen Fassade bilden das großzügige zweiläufige Treppenhaus, das gewölbte Vestibül und die halbrund aus der Rückfront herausragenden Verhandlungssäle im Erd- und Obergeschoss eine Repräsentationsachse. | 09297092 |
| Weitere Bilder                          | Mietshaus in geschlossener Bebauung und in Ecklage | Harkortstraße 10 (Karte)                      | 1880–1883 (Mietshaus) | viergeschossiges Gebäude mit repräsentativer Sandsteinfassade in kräftiger Gliederung, verbrochene Ecke mit davor gestelltem Halbrund-Erker mit kleiner Kuppel, eines der frühesten Beispiele für solcherart Ecklösungen in Leipzig, anspruchsvolle Fassadengliederung im Stil des Historismus, bemerkenswerte Innenausstattung, Architekt: Otto Brückwald, baugeschichtlich und städtebaulich von Bedeutung Denkmaltext Das Eckhaus zur Riemannstraße 1880–1883 von Hofbaumeister Otto Brückwald für die Maurermeister Bernhard Leuthier und Robert Nake erbaut. Der 4-geschossige, 16-achsige Bau gibt den Auftakt für die repräsentative Bebauung der Westseite der Harkortstraße bis zum Platz vor dem Reichsgericht. Den reichen Stil der frühen 1880er Jahre veranschaulicht insbesondere der vor die „verbrochene Ecke“ gestellte Halbrund-Erker mit kannelierten Dreiviertelsäulen, kräftigem Gebälk, geschmückten Gesimsen und dem runden Dachaufbau – übrigens eines der frühesten Beispiele für solcherart Ecklösungen in Leipzig. Auch die Karyatiden, die das gekröpfte Gebälk in den Eckrisaliten und die Gründungsinschrift tragen, sind typisch für anspruchsvolle Bauten dieser Zeit. Im Innern werden die spitzwinklig zueinander stehenden Gebäudeflügel durch eine im Winkel angeordnete zentrale Diele und davon ausgehenden langen Korridoren erschlossen. Erhalten ist die prachtvolle malerische Ausstattung des seitlich angeordneten Flures und die im üppigen Neobarock gehaltene gusseiserne Treppenanlage. Als Bewohner des Hauses werden um 1890 die Verleger Salomon Hirzel und Ludwig Baumgärtner genannt. | 09297093 |
|                                         | Justizgebäude (mit zwei Hausnummern) in geschlossener Bebauung in Ecklage, mit Verbindungsbau zur Nr. 9 | Harkortstraße 11; 13 (Karte)                  | 1874–1876 (Gericht) | charakteristischer Eckbau der Gründerzeit, Putzfassade mit Sandsteingliederungen, im Stil des Historismus, Architekt: Landbaumeister Emil Anton Buschick, ehemalige Staatsanwaltschaft und Wohnung des Landgerichtspräsidenten, gestalterische Ähnlichkeit mit dem benachbarten Landgerichtsgebäude, Teil der östlichen Platzseite gegenüber dem Reichsgericht, baugeschichtlich, ortsgeschichtlich und platzbildprägend von Bedeutung Denkmaltext Ehemalige Staatsanwaltschaft und Wohnung des Landgerichtspräsidenten. Das Eckgebäude zur Beethovenstraße 1874–1876 nach Plänen von Landbaumeister Emil Anton Buschick als erster der neuen Justizgebäude und als erster Bau an der neuangelegten Harkortstraße errichtet. Durch Verbindungsgang mit dem Landgericht (Harkortstraße 9) und ursprünglich auch mit der Gefangenenanstalt Beethovenstraße verbunden. | 09297094 |
|                                         | Mietshaus in ehemals geschlossener Bebauung | Harkortstraße 19 (Karte)                      | 1878–1879 (Mietshaus) | viergeschossiges Gebäude mit nachträglichem Ladeneinbau, erstes Mietshaus in der neu angelegten Harkortstraße, klar horizontal angelegte Putzfassade mit leicht betonter Mittelachse, im Stil des Historismus, baugeschichtlich und städtebaulich von Bedeutung Denkmaltext 1878 bis 1879 nach Plänen des Architekten Georg Häckel für den Mechaniker und Maschinenbauer Friedrich Wilhelm Schilbach als erstes Mietshaus in der neu angelegten Harkortstraße gebaut. Die klar horizontal angelegte Fassade mit leicht betonter Mittelachse durch spätere Schaufenstereinbauten verunklärt. Unter den geraden Fensterbedachungen und in der Traufzone geometrischer Dekor aus quadratischen und Rechteckfeldern, im zweiten Obergeschoss noch die von spätklassizistischen Fassaden bekannten Rosettenmotive. Im Treppenhaus ist die originale Ausstattung mit Stuck und Schablonenmalerei erhalten. Das eingeschossige Hofgebäude wurde 1885 für die Maschinenfabrik Schilbach (gegründet 1862) errichtet. | 09297095 |
|                                         | Mietshaus in ehemals geschlossener Bebauung | Harkortstraße 21 (Karte)                      | 1879 (Mietshaus) | viergeschossiges Gebäude, Putzfassade mit feinstrukturiertem Stuckdekor, im Stil des Historismus, baugeschichtlich und städtebaulich von Bedeutung Denkmaltext Zusammen mit dem kriegszerstörten Eckgebäude zur Riemannstraße 1879 für Johann Gottfried Müller nach Plänen des Architekten Georg Häckel erbaut. Zur Ecke hin leicht erhöht und mit aufwendigerer Fassadengestaltung. Besonders die ersten beiden Geschosse durch unterschiedliche Putzquaderung und feinstrukturierten Stuckdekor stark plastisch wirkend. Gurt- und (zerstörtes) Schlussgesims mit unterlegtem Zahnschnittfries. Im Hofgebäude ursprünglich Pferdestall und Schmiede. | 09297096 |
|                                         | Mietshaus in geschlossener Bebauung | Härtelstraße 3 (Karte)                        | 1879 (Mietshaus) | fünfgeschossiges Gebäude mit Laden, gut gegliederte historistische Putzfassade, das ursprünglich siebenachsige Haus 1953 in die Neubebauung der Windmühlenstraße miteinbezogen, baugeschichtlich und städtebaulich von Bedeutung Denkmaltext 1879 entstand als erstes an der neuangelegten „Straße XVI im ehemaligen Baumgärtnerschen (datierti. Härtelschen) Grundstück“ das von Heinrich Lindemann für Bauunternehmer Heinrich Voigt entworfene Mietshaus. Das ursprünglich 7-achsige Haus wurde 1953 in die Neubebauung der Windmühlenstraße miteinbezogen, sein nördlicher Teil ist heute Bestandteil des Tordurchgangs, der Giebel wurde der neuen Straßengestaltung angepasst. Die stark beschädigte Restfassade lässt die einstige feine Durchbildung nur noch ahnen: die Baluster der Scheinbalkons sind ebenso entfernt wie die feine Stuckdekoration des Mezzaningeschosses und die Akroterien auf den geraden Fensterbedachungen. Erhalten sind fein kannelierte Pilaster mit maskengeschmückten Kapitellen am Seitenrisalit, die originalen Fenster, das Türblatt und die Hausflurausstattung. | 09297069 |
|                                         | Mietshaus in ehemals geschlossener Bebauung | Härtelstraße 4 (Karte)                        | 1880 (Mietshaus) | viergeschossiges Gebäude mit Läden, zweifarbige Klinkerfassade mit zierlich wirkender Dekoration, leichte Hervorhebung der Mittelachse, im Stil des Historismus, baugeschichtlich von Bedeutung Denkmaltext 1879/80 vom Maurermeister Otto Backhaus für den Fabrikanten Franz Hermann Grummich gebaut. Die Fassade aus zweifarbigen Ziegeln (dunkelrot, im Obergeschoss gelblich) zierlich wirkend über dem flach gefugten Sandsteinsockel, mit feinen Fensterrahmungen, -bedachungen und Stuck, zartem Ornamentziegelfries und feinteiligem Kranzgesims. Bemerkenswert die im Flur völlig erhaltene Stuckausstattung (Medaillons, Ädikulen, Deckenstuck) in der originalen rot-goldenen Farbigkeit der Zeit. | 09297070 |
|                                         | Mietshaus in geschlossener Bebauung | Härtelstraße 5 (Karte)                        | 1879–1880 (Mietshaus) | viergeschossiges Gebäude mit Tordurchfahrt, reich dekorierte historistische Klinkerfassade, seitliche Fensterachsen betont, baugeschichtlich von Bedeutung Denkmaltext 1879/80 vom Maurermeister Julius Kornagel für den Kohlenhändler Johann Friedrich Wehde gebaut. Das „W“ als Monogramm in den Stuckfüllungen den zwei äußeren Achsen. Schlichtes Mietshaus mit gelblicher Ziegelfassade. Im Grundriss: Fensterlose Mädchenkammer am Korridorende und Kammer mit Fenster zur Durchfahrt. | 09297071 |
|                                         | Mietshaus in geschlossener Bebauung | Härtelstraße 7 (Karte)                        | 1879 (Mietshaus) | viergeschossiges Gebäude mit anspruchsvoller Klinkerfassade, Balkons mit Säulen und Karyatiden in der Mittelachse, im Stil des Historismus, baugeschichtlich von Bedeutung Denkmaltext 1879 für den Bauunternehmer Hermann Müller „im früheren Baumgärtnerschen Grundstück“ durch Richard Hagemann errichtet. Anspruchsvolle Fassade mit rötlichgelben Ziegeln über kräftig rustiziertem Sandsteinsockel mit zum Teil gekuppelten Bogenfenstern. Vor dem schmalen Mittelrisalit Scheinbalkons mit korinthischen Säulen und von Karyatiden getragenem Gebälk mit Triglyphenfries. Auch alle anderen Zierformen nach griechischem Vorbild: Rosetten- und Akanthusfriese, Kränze und ein ionisches Kymation im kräftigen Konsolgesims. Entsprechend klassisch auch die erhaltene Stuckgliederung im Hausflur. | 09297072 |
|                                         | Mietshaus in geschlossener Bebauung | Härtelstraße 11 (Karte)                       | 1879 (Mietshaus) | viergeschossiges Gebäude, Klinkerfassade mit sehr feinen Sandsteingliederungen und -dekorationen, im Stil des Historismus, baugeschichtlich von Bedeutung Denkmaltext 1879 von den Architekten Lohausen und Blankenburg für Zimmermeister Gustav Herrmann erbaut. Über dem geglätteten Erdgeschoss mit reich geschnitztem Türblatt eine gelbliche Ziegelfassade mit sehr feinen Sandsteingliederungen, vor allem in der Beletage und im abschließenden Dachgeschoss mit Rundbogenfenstern unter Blattfries und Konsolgesims. | 09297074 |
|                                         | Handschwengelpumpe mit Brunnenschacht und Abdeckplatte | Härtelstraße 11 (vor) (Karte)                 | 1880 (Handschwengelpumpe)                                                                                                   | vor Nummer 11, Typ Gotik, ortsgeschichtlich von Bedeutung Denkmaltext Gusseiserne Handschwengelpumpe des Typs Gotik vor Nummer 11. Aufsatz und Schwengel fehlen. Um 1880. | 09297073 |
|                                         | Mietshaus in ehemals geschlossener Bebauung | Härtelstraße 12 (Karte)                       | 1882 (Mietshaus) | viergeschossiges Gebäude mit Hausdurchgang, reich gegliederte Putzfassade mit schönem Stuckornament, baugeschichtlich von Bedeutung Denkmaltext Der Architekt Hugo Franz schuf 1882 das Mietshaus für den Steinmetzmeister Carl Haring. Schmale Fassade mit durchgehender Putzquaderung, in den Füllungen der Blendbögen, die alle Fenster gleichmäßig überfangen, feines beschlagwerkartiges Stuckornament, Masken in den Schlusssteinen. In den Bogenzwickeln Reste schwarzer Bemalung, die als breites Band über jede Etage lief. | 09297075 |
|                                         | Mietshaus in geschlossener Bebauung | Härtelstraße 13 (Karte)                       | 1880 (Mietshaus) | viergeschossiges Gebäude, straff gegliederte Klinkerfassade, massige Fensterbedachungen teilen die Ziegelfassade, im Stil des Historismus, baugeschichtlich von Bedeutung Denkmaltext 1880 wie Nummer 12 von Hugo Franz für Steinmetzmeister Carl Haring erbaut, jedoch mit grundsätzlich anderer Fassadenauffassung. Statt aufs schmuckhaft-Feinteilige zielt hier die Wirkung auf großzügige Klarheit. Breite Sandstein-Bänder mit massigen Fensterbedachungen teilen die Ziegelfassade- die schlichten Fensterrahmungen und das strenge pfeilergerahmte Portal unterstützen diese strenge Wirkung. | 09297076 |
|                                         | Mietshaus in geschlossener Bebauung | Härtelstraße 15 (Karte)                       | 1880 (Mietshaus) | viergeschossiges Gebäude mit Hausdurchgang, Hervorhebung der Eingangsachse, historistische Putzfassade noch von klassizistischer Wirkung, baugeschichtlich von Bedeutung Denkmaltext 1880 für den Böttchermeister Lindam von Maurermeister Julius Kornagel errichtet. Fassade in den Grundgliederungen erhalten, durch späteren Anstrich entstellt. Erhalten auch die originalen Fenster und das Türblatt. | 09297077 |
|                                         | Messehaus (mit zwei Hausnummern, heute Krankenhaus) in ehemals geschlossener Bebauung, mit Hofflügel | Härtelstraße 16; 18 (Karte)                   | 1922–1924 (Messehaus) | viergeschossiges Gebäude mit Tordurchfahrt, streng gestaltete Putzfassade mit Vertikalgliederungen in Rochlitzer Porphyrtuff, das Ganze überspannt von einem durch gekuppelte Fenster gegliederten Mezzaningeschoss und einem steilen Satteldach, Fassade von expressivem Charakter, Architekt: Stadtbaurat James Bühring Denkmaltext Ehemaliges Grassi-Textilmesshaus, errichtet 1922–1924 nach Plänen von Stadtbaurat James Bühring für die Grassi-Textilmesshaus AG. Die Anlage auf T-förmigem Grundriss, mit einem breiten Querflügel als Hauptfront zur Härtelstraße und rückseitig daran anschließend einem an die hintere Partie des Alten Grassimuseums anstoßenden Längsflügel mit Treppenhausanbauten. Die durch ihre dichte Fensterfolge 24-achsige Fassade mit einer drei Geschosse übergreifenden Vertikalgliederung aus Rochlitzer Porphyr, welche von porphyrverkleideten Seitenpartien mit Tordurchfahrten eingefasst wird, das Ganze überspannt von einem durch gekuppelte Fenster gegliederten Mezzaningeschoss und einem steilen Dach mit zwei langgestreckten Ausbauten. Aus der dichten Reihung der Vertikalgliederungen, dem farblichen Wechsel zwischen den Porphyrpartien und den Putzflächen unter den Fensterbrüstungen sowie durch Details wie der Verwendung von Bossensteinen an den eingeschnitten wirkenden Toreinfahrten resultiert der expressive Charakter der Front. Der rückwärtige, von der Straße nicht sichtbare Flügel als schlichter sechsgeschossiger Ziegelbau. Ursprünglich in allen Geschossen wie auch in Souterrain und erstem Dachgeschoss Ausstellungshallen, im Souterrain zusätzlich Versorgungsräume, im ersten Obergeschoss auch Verwaltung. Bedingt durch Nutzungsänderungen erfolgten die Innenaufteilung betreffende Umbauten 1932 (Umwandlung zu Büro- und Lagerhaus) und 1938 (Rückbau zu Messehaus). Die tiefgreifenste Veränderung fand in den Jahren 1946–1949 statt, als nach Kriegsschädenbeseitigung (u.a. Einbau eines Hörsaales in einem Bombenloch im Dachbereich) das Gebäude zur Poliklinik der Universität umgebaut wurde. | 09297078 |
|                                         | Mietshaus in geschlossener Bebauung | Härtelstraße 17 (Karte)                       | 1880 (Mietshaus) | viergeschossiges Gebäude mit Tordurchfahrt, repräsentative reich dekorierte Klinker-Putz-Fassade, Ziegelpfeiler zwischen je zwei Fensterachsen bilden das vertikale Gerüst, der Zugang durch zwei Säulen betont, im Stil des Historismus, baugeschichtlich von Bedeutung Denkmaltext Ein drittes Mietshaus, das Hugo Franz für Carl Haring in der Härtelstraße schuf, dokumentiert die Spannbreite seiner Erfindungskraft innerhalb eines gleichen Grundsystems. 1880 entstanden, zeigt es entschiedene Geschossteilung durch drei Gurtgesimse über Triglyphenfriesen und darüberliegenden kräftigen Noppenfriesen in den Brüstungsfeldern. Ziegelpfeiler zwischen je zwei Fensterachsen bilden das vertikale Gerüst. Rundbogenfenster im kräftig gequaderten Erdgeschoss wie im leichteren Obergeschoss halten die Fassade optisch zusammen. | 09297079 |
|                                         | Mietshaus in geschlossener Bebauung | Härtelstraße 19 (Karte)                       | 1880 (Mietshaus) | viergeschossiges Gebäude mit Tordurchfahrt, repräsentative Putzfassade in symmetrischer Gestaltung, feiner und reicher antikisierender Bauschmuck, im Stil des Historismus, baugeschichtlich von Bedeutung Denkmaltext Das letzte Haus des älteren Härtelstraßenteils, das zur Erbauungszeit noch an das Gartengrundstück des römischen Hauses stieß, ließ sich Eduard Uhlig 1880 von Heinrich Lindemann erbauen. Es ist zugleich eines der prächtigsten dieser Straße, mit einer Fassade, deren feiner und reicher antikisierender Bauschmuck: Festons, Akanthus- und Palmettenfriese, ionische und korinthische Kapitelle über kannelierten Pilastern, streng in den Dienst der klaren Fassadengliederung gestellt ist. Erhalten ist auch die entsprechende Stuckdekoration in der Durchfahrt. Beschädigt die Attika und der ursprüngliche Triglyphenfries über dem Sandsteinsockel. Im Hof der Pferdestall mit Kutscherwohnung und Lastenaufzug von 1880. | 09297080 |
|                                         | Wohn- und Geschäftshaus in geschlossener Bebauung, mit hofseitigem Anbau | Härtelstraße 21 (Karte)                       | 1905 (Wohn- und Geschäftshaus)                                                                                              | deutlich die Zweiteilung der Fassade in Wohn- und Geschäftsbereich, hinter typischen Bay-Window-Fenstern ursprüngliche Kontor-Etage, ungewöhnlich gestaltete Putzfassade mit weit vorspringendem mittleren Fassadenabschnitt, im Reformstil der Zeit um 1910 gestaltet, baugeschichtlich von Bedeutung Denkmaltext Der Maurermeister Rudolf Palm gab 1905 den Auftrag für ein Wohn- und Geschäftshaus an den Architekten Wilhelm Becker. Deutlich die Zweiteilung der Fassade in Wohn- und Geschäftsbereich. Hinter den typischen Bay-Window-Fenstern der ursprünglichen Kontoretage zunächst das Konzert-Cafe „Reichspost“, seit den zwanziger Jahren Druckerei und graphische Kunstanstalt Teubert, die auch die sachlichen Hofgebäude errichtete. In der niedrigen Durchfahrt ein bemaltes Kunststein-Relief im Stil der neuen Sachlichkeit mit Darstellung der Druckerei. | 09297081 |
|                                         | Wohn- und Geschäftshaus in geschlossener Bebauung | Härtelstraße 23 (Karte)                       | 1906 (Wohn- und Geschäftshaus)                                                                                              | viergeschossiges Gebäude mit Tordurchfahrt und Läden, Natursteinfassade mit zwei Erkern, im Jugendstil, mit eigentümlich gequetschten, verschlungenen, wellenförmigen Formen, typische Handschrift des Architekten Paul Möbius, baugeschichtlich, künstlerisch und kunstgeschichtlich von Bedeutung Denkmaltext 1906 im Auftrag des Baumeisters Albin Neumann entstanden, zeigt das Wohn- und Geschäftshaus die typische Handschrift des Architekten Paul Möbius, der es zusammen mit seinem Kompagnon Arthur Starke schuf. Das betrifft vor allem die betonte Vertikalgliederung durch Bänder, Stäbe oder kannelierte Lisenen, die ähnlich wie ein System gotischer Dienste, die Fassade nicht nur schmücken und gliedern, sondern ihren konstruktiven Aufbau veranschaulichen. Diese Stabformen fassen die beiden Wohnobergeschosse zusammen und reichen in den Halbrunderkern bis ins Erdgeschoss. Dieses durch spätere Veränderungen leicht entstellt, ebenso wie die schwungvolle Dachlinie mit weiter Kehlung durch den Aufbau von stehenden Dachhäusern verunklärt ist. Von 1910 bis 1917 hier Filiale der Audi-Automobilwerke Zwickau. | 09297082 |
|                                         | Wohn- und Geschäftshaus in geschlossener Bebauung | Härtelstraße 25 (Karte)                       | 1905 (Wohn- und Geschäftshaus)                                                                                              | viergeschossiges Gebäude, Putz-Naturstein-Fassade mit zwei mächtigen Kastenerkern zwischen denen Balkons eingespannt sind, im Stil des Späthistorismus, jugendstilige Details, baugeschichtlich von Bedeutung Denkmaltext 1905 für Maurermeister Gustav Thon vom Architekten Martin Bormann erbaut. Die Fassade mit kräftigen Kastenerkern über bossierten Granitquadern zeigt- obwohl etwa gleichzeitig mit dem benachbarten Möbius-Haus entstanden – eine neue, aufs Monumentale gerichtete Baugesinnung. Reminiszenzen an schmuckhaft Jugendstiliges zeigen nur noch die kannelierten Pilaster und durchbrochenen Brüstungsfelder an den Erkern sowie die Ausstattung des Flurs und die schmiedeeiserne Treppenanlage. | 09297083 |
|                                         | Wohn- und Geschäftshaus in geschlossener Bebauung und in Ecklage | Härtelstraße 27 (Karte)                       | bezeichnet 1905 (Wohn- und Geschäftshaus)                                                                                   | markantes Eckhaus, vier- und fünfgeschossiges Gebäude, Putzfassade mit Natursteingliederungen und Stuckdekor, durch mehrere Erker und Giebel plastisch stark akzentuierte Fassade, im Stil des Späthistorismus, jugendstilige Details (besonders die Balkongitter), baugeschichtlich und städtebaulich von Bedeutung Denkmaltext Das große Eckhaus zur Härtelstraße, 1905 von Arthur Hänsch für Maurermeister Wilhelm Kother und Dachdeckermeister Hermann Rindfleisch gebaut, enthielt bis 1945 in seiner ersten Etage das Café „Römisches Haus“- Erinnerung an das im Jahr vorher abgerissene, etwa an dieser Stelle befindliche Gebäude. Der pompöse Auftakt der neuen Straße, fünfgeschossig mit hohen Dachaufbauten und durch mehrere halbrunde Erker plastisch stark akzentuiert, ist durch die spätere Travertinverkleidung der Erdgeschosszone in seiner Wirkung beeinträchtigt worden. Ursprünglich ruhte er auf mächtigen rustizierten Granitpfeilern, die in der ersten Etage in die Rotsandsteinbögen der mit plastischen Arbeiten gezierten Fensterlaibungen übergingen. Die Schmuckformen an der Fassade sind zum Teil historisierend – gotisches und renaissancehaftes mischt sich mit Jugendstilelementen. Im Innern nach der Übernahme durch die Leipziger Vorlkszeitung 1957 verändert, erhalten ist der Aufzug der Firma Schelter und Giesecke. | 09297084 |
|                                         | Doppelmietshaus (Anschrift: Haydnstraße 1 und Simsonstraße 9) in geschlossener Bebauung und in Ecklage | Haydnstraße 1 (Karte)                         | 1887–1889 (Mietshaus) | breitgelagertes viergeschossiges Gebäude in exponierter Kopflage, repräsentative Klinker-Putz-Fassade mit schlicht gereihten Fensterachsen und Balkons, Eckbetonung durch polygonalen Standerker und Dachaufbau, baugeschichtlich und städtebaulich von Bedeutung Denkmaltext Doppelmietshaus Haydnstraße 1 und Simsonstraße 9: Breitgelagertes viergeschossiges Mietshaus in exponierter Kopflage an der Einmündung der Haydnstraße in die Simsonstraße, 1887–1889 durch den auch als Bauherrn zeichnenden Baumeister Eduard Kaempffer errichtet. Auffallend sind die zu beiden Straßen mit zwölf und dreizehn Achsen überaus langgezogenen Fronten, die dennoch sehr schlicht gestaltet sind: Sockel und Erdgeschoss genutet, die Obergeschosse mit einfachen Gliederungen, dabei erstes und zweites Stockwerk klinkerverkleidet. In ihrer schlichten Reihung werden die Fensterachsen nur durch leicht vorstehende Risalite untergliedert. Der Eckbau wirkt massiger durch den mächtigen Aufsatz mit pyramidenartigem Dach, vor der zweiachsigen Abfasung steht ein filigran erscheinender dreigeschossiger Vorbau. Der Hausflur mit Ornamentfliesen, Holzpaneelen und kräftiger Stuckdekoration, die Haustreppe spindelförmig. Die Geschosse enthalten jeweils vier Wohnungen, die zwischen vier und sechs Zimmer besitzen. 1895–1898 lebte in einer Erdgeschosswohnung der Schriftsteller und Jurist Kurt Martens, einer der Mitbegründer der Literarischen Gesellschaft. | 09295540 |
|                                         | Mietshaus in geschlossener Bebauung und in Ecklage | Haydnstraße 3 (Karte)                         | 1888 (Mietshaus) | viergeschossiges Gebäude mit Eckladen und teilrekonstruierter Putzfassade, baugeschichtlich von Bedeutung | 08985900 |
|                                         | Mietshaus in offener Bebauung | Haydnstraße 12 (Karte)                        | 1896–1897 (Mietshaus) | schlichte historistische Putzfassade mit Eckerker, nach Kriegsschäden vereinfachte Wiederherstellung, baugeschichtlich und städtebaulich von Bedeutung Denkmaltext 1896–1897 durch den auch als Bauherrn verantwortlichen Architekten Alfred Ludwig errichtetes freistehendes viergeschossiges Mietshaus. Putzbau mit Sandsteingesimsen, Erdgeschoss und oberstes Stockwerk mit Segmentbogenfenstern. An den Fensterbrüstungen ursprünglich Spiegel mit sparsamem Rokokoornament. Die linke vordere Ecke akzentuiert durch eine Abfasung mit schlankem dreigeschossigen Erker. Die beiden Mittelachsen der Straßenfront mit drei schmiedeeisernen Balkons. Darüber ursprünglich ein Krüppelwalmgiebel mit Thermenfenster und fliegendem Fachwerk in einem hohen, zu den seitlichen Giebelfronten ebenfalls Krüppelwalme ausbildenden Mansarddach. Die Eingänge in der rechten Giebelfront. In den Geschossen jeweils eine herrschaftliche Wohnung mit acht Zimmern. Nach Kriegsschäden vereinfachte Wiederherstellung der Fronten und des Daches, so dass das Gebäude seinen ursprünglichen, durch Dach- und Giebelformen bedingten villenartigen Charakter nicht bewahren konnte. LfD/Denkmaltopographie Süd | 09295698 |
|                                         | Ehemaliges Druckereigebäude mit Seitenflügel, Nebengebäude mit daran angebautem Schornstein und Einfriedung | Hohe Straße 9 (Karte)                         | Ende 19. Jh. (Druckerei), 1910–1911, bezeichnet 1911 (Druckerei)                                                            | viergeschossiger Hauptbau entworfen von der Architektenfirma Händel & Franke, ein elegant und konstruktiv wirkender gelber Ziegelbau mit großen Fenstern, Gebäude des Kunstverlages und Chromographischen Instituts Meißner & Buch, ortsgeschichtlich von Bedeutung | 09297097 |
|                                         | Wohnhaus in halboffener Bebauung | Hohe Straße 11 (Karte)                        | 1845 (Mietshaus) | schlichte Putzfassade mit Sandsteingliederung, Fassade noch von klassizistischer Wirkung, baugeschichtlich und ortsentwicklungsgeschichtlich von Bedeutung Denkmaltext 1845 von Maurermeister Siegel erbautes Wohngebäude. Trotz Neuverputz ist die charakteristische Gebäudekubatur und die Fassade mit den typischen Fensterformen der vierziger Jahre unverkennbar. Original erhalten ist auch das Treppenhaus. | 09297098 |
|                                         | Mietshaus in geschlossener Bebauung | Hohe Straße 26b (Karte)                       | 1888 (Mietshaus) | viergeschossiges Gebäude mit Hausdurchgang, reich dekorierte und kräftig gegliederte Putzfassade, Eingang von Halbsäulen gerahmt, festlich wirkende Fassade mit stark plastischen Schmuckformen, im Stil des Historismus, baugeschichtlich von Bedeutung Denkmaltext 1888 vom Architekten Oswald Horn für Karl Heinig erbaut. Trotz starker Putzschäden, welche die bis zum dritten Geschoss reichende Putznutung kaum noch erkennen lassen, festlich wirkende Fassade mit stark plastischen Schmuckformen (Festons, Noppen, Friese, ionisches Kymation, Konsolgesims). Das schöne erhaltene Türblatt der Durchfahrt stilistisch den mächtigen rustizierten Dreiviertelsäulen angeglichen. | 09297101 |
|                                         | Mietshaus in halboffener Bebauung | Hohe Straße 29 (Karte)                        | 1864 (Mietshaus) | viergeschossiges Gebäude mit Tordurchfahrt, Putzfassade mit feinen Felderungen und Gliederungen, symmetrischer Fassadenaufbau noch von klassizistischer Wirkung, baugeschichtlich und ortsentwicklungsgeschichtlich von Bedeutung Denkmaltext 1864 für den Zwickauer Kohlenhändler Karl Robert Heinrich von Maurermeister Otto Leonhardt erbaut. Putzfassade mit feinen Felderungen, die zusammen mit den schmalen profilierten Fensterbedachungen und Sohlbankgesimsen die Fassade gliedern. Erhalten das schöne Türblatt der Durchfahrt aus der Entstehungszeit. | 09297103 |
|                                         | Mietshaus in halboffener Bebauung | Hohe Straße 35 (Karte)                        | 1879 (Mietshaus) | dreigeschossiges Gebäude mit Tordurchfahrt, repräsentative, klar gegliederte Klinkerfassade, der reich geschmückte mittige Erker setzt einen dekorativen Akzent, im Stil des Historismus, baugeschichtlich und ortsgeschichtlich von Bedeutung Denkmaltext Seit 1856 bestand hier die Fabrik für ätherische Öle und Essenzen Trepte und Ferko, die 1869 errichteten Fabrikationsgebäude sind (ruinös) erhalten. Das Vorderhaus wurde im Auftrag des Firmeninhabers A. Schlicke 1879 von Zimmermeister Carl Fricke erbaut. Die klar gegliederte Fassade mit gelblichen Ziegeln über hohem flach genuteten Putzsockel verzichtet auf Bauschmuck, nur der Erker vor dem flachen Mittelrisalit, der die Mitte über der großzügigen Durchfahrt markiert, setzt einen dekorativen Akzent. | 09297105 |
|                                         | Mietshaus (Nr. 36) in geschlossener Bebauung, mit Seitenflügel (Nr. 36a) im Hof | Hohe Straße 36; 36a (Karte)                   | 1883–1885 (Mietshaus) | viergeschossiges Gebäude mit Tordurchfahrt, Klinkerfassade im ausgewogenen Kontrast zwischen dunkelroten Ziegeln und Putzgliederungen mit klaren geometrischen Formen, die beiden Seitenrisalite und das oberste Geschoss prächtiger gestaltet, im Stil des Historismus, ehemalige Liqueurfabrik, Wein- und Spirituosenhandlung Bernhard Sauerwald, sozialgeschichtlich, baugeschichtlich-künstlerisch und städtebaulich von Bedeutung Denkmaltext Seit 1839 befand sich hier eine Pappenfabrik mit Pferdegöpelmühle. Nach deren Abriss errichtete Hugo Franz 1885 für Bernhard Sauerwald das Vorderhaus mit den hofumschließenden Nebengebäuden, in denen der Bauherr seine Likörfabrikation und Weinhandlung betrieb. Die Fassadenwirkung des Vorderhauses beruht auf dem ausgewogenen Kontrast zwischen dunkelroten Ziegeln und Putzgliederungen mit klaren geometrischen Formen (Diamantierung, Noppen). Das Obergeschoss ist mit Kartuschen und Konsolgesims prächtiger gestaltet. | 09297106 |
|                                         | Mietshaus in ehemals geschlossener Bebauung | Hohe Straße 38 (Karte)                        | 1879–1881 (Mietshaus) | viergeschossiges Gebäude mit Tordurchfahrt, leicht reduzierte historistische Putzfassade, mit flachem Seitenrisalit asymmetrisch angelegt, baugeschichtlich und städtebaulich von Bedeutung Denkmaltext 1879 bis 1881 von Baumeister Richard Hofmann für Witwe Pauline Meinhardt gebaut. Ursprünglich Gaststätte „Marienhof“ mit Schlachthaus im erhaltenen Hofgebäude, Biergarten und Kegelbahn. 1951 Fassadenglättung, wobei die Fensterbedachungen der ersten und zweiten Etage entfernt wurden. | 09297107 |
|                                         | Mietshaus in geschlossener Bebauung | Hohe Straße 39 (Karte)                        | 1883 (Mietshaus) | viergeschossiges Gebäude mit Tordurchfahrt, klassisch gestaltete Putzfassade mit Sandsteingliederung und Stuckdekoration, im Stil des Historismus, baugeschichtlich von Bedeutung Denkmaltext 1883 von Maurermeister Bruno Oehlschlegel für Fuhrwerksbesitzer Eduard Albrecht erbaut. Über flach genutetem Erdgeschoss Zusammenfassung der beiden Hauptetagen und Betonung durch Bedachungen und feinteiligem Stuck. | 09297108 |
|                                         | Mietshaus in geschlossener Bebauung | Hohe Straße 43 (Karte)                        | 1879 (Mietshaus) | viergeschossiges Gebäude mit Tordurchfahrt, klassisch gestaltete Putzfassade mit Sandsteingliederung und Stuckdekoration, beiden äußeren Achsen gestalterisch betont, im Stil des Historismus, baugeschichtlich von Bedeutung Denkmaltext 1879 für Bernhard Voigt nach Plänen von Hugo Franz gebaut. Über ursprünglich gequadertem Erdgeschoss die beiden Hauptgeschosse durch Putznutung und zwei Gurtgesimse zusammengefasst. Die beiden äußeren Achsen leicht durch Bedachung betont. Stehende Gaupen im französischen Dach. Ursprünglich fünfachsiges Hintergebäude (Niederlage, Wurstküche). | 09297110 |
|                                         | Schule, mit Vorgarten | Hohe Straße 45 (Karte)                        | 1872–1873 (Schule) | streng gegliederte Putzfassade mit Sandsteingliederung, der klar horizontal aufgebaute Dreiflügelbau im Außenbau deutlich schlichter als das gegenüberliegende ehemalige Realgymnasium an der Paul-Gruner-Straße, die hohen rundbogigen Fenster im obersten Geschoss des stark vortretenden Mittelbaus kennzeichnen die Schulaula, im Stil des Historismus, baugeschichtlich und ortsgeschichtlich von Bedeutung Denkmaltext Der Schulbau mit der Hauptfassade zur Hohen Straße und dem Seitenflügel zum Floßplatz wurde als III. Bezirksschule 1872–1873 nach Plänen des Dresdener Architekten Karl Weißbach erbaut. Wie zu dieser Zeit in Leipzig üblich, besaß er in dem ihm gegenüberliegenden ehemaligen Realgymnasium an der Paul-Gruner-Straße ein Pendant – eine Turnhalle ehemals an den Seitenflügel anstoßend, verband beide Schulen und wurde von beiden genutzt. Der klar horizontal aufgebaute Dreiflügelbau war im Außenbau deutlich schlichter als das gegenüberliegende ehemalige Gymnasium. Einziger Schmuck sind die hohen rundbogigen Fenster im Obergeschoss des stark vortretenden Mittelbaus und die ehemals mit Inschriften versehenen Kartuschen am Floßplatz-Flügel.1916 wurde der flügel durch einen Anbau mit dem heutigen Haupteingang erweitert, 1926 und 1931 folgten weitere Umbauten der damaligen Fach- und Fortbildungsschule für Mädchen. | 09297111 |
|                                         | Mietshaus in ehemals geschlossener Bebauung | Hohe Straße 49 (Karte)                        | 1885 (Mietshaus) | viergeschossiges Gebäude mit repräsentativer Putzfassade, der mit Balkons und Kolossalpilastern hervorgehobene flache Mittelrisalit unterbricht die Horizontalordnung der Fassade, im Stil des Historismus, baugeschichtlich von Bedeutung Denkmaltext Nummer 49 und Nummer 51: Beide Mietshäuser sowie das zerstörte Eckhaus Nummer 47 zum Floßplatz 1885 und 1886 von dem Architekten Gustav Klarner für Mitglieder seiner Familie erbaut. Obwohl in den Details unterschiedlich, zeigen beide die ausgeprägte Handschrift einer sehr bestimmten, italienischen Stadtpalästen nachempfundenen klaren Neorenaissance. Bei Nummer 49 unterbricht der reich mit schönem Balkongittern und kannelierten Lisenen hervorgehobene flache Mittelrisalit die Horizontalordnung, Nummer 51 ist mit seiner gleichmäßigen Reihung der Rundbogenfenster, stärkerer Putzquaderung und bestonten Gesimsen deutlicher horizontal gelagert. Bei beiden Fassaden betont der Baudekor die Großgliederung. Die Häuser besaßen großzügige 5-Zimmerwohnungen mit Bad in einem kurzen Seitenflügel, in Nummer 49 wohnte um 1890 der Verlagsbuchhändler Paul List (Paul-List-Verlag). | 09297113 |
|                                         | Mietshaus in geschlossener Bebauung | Hohe Straße 51 (Karte)                        | 1886 (Mietshaus) | viergeschossiges Gebäude mit repräsentativer Putzfassade, mittiger kleiner Balkon, die äußeren Fensterachsen leicht hervorgehoben, Fassade insgesamt horizontal gelagert, im Stil des Historismus, baugeschichtlich von Bedeutung Denkmaltext Nummer 49 und Nummer 51: Beide Mietshäuser sowie das zerstörte Eckhaus Nummer 47 zum Floßplatz 1885 und 1886 von dem Architekten Gustav Klarner für Mitglieder seiner Familie erbaut. Obwohl in den Details unterschiedlich, zeigen beide die ausgeprägte Handschrift einer sehr bestimmten, italienischen Stadtpalästen nachempfundenen klaren Neorenaissance. Bei Nummer 49 unterbricht der reich mit schönem Balkongittern und kannelierten Lisenen hervorgehobene flache Mittelrisalit die Horizontalordnung, Nummer 51 ist mit seiner gleichmäßigen Reihung der Rundbogenfenster, stärkerer Putzquaderung und bestonten Gesimsen deutlicher horizontal gelagert. Bei beiden Fassaden betont der Baudekor die Großgliederung. Die Häuser besaßen großzügige 5-Zimmerwohnungen mit Bad in einem kurzen Seitenflügel, in Nummer 49 wohnte um 1890 der Verlagsbuchhändler Paul List (Paul-List-Verlag). | 09297114 |
|                                         | Mietshaus in geschlossener Bebauung | Hohe Straße 52 (Karte)                        | 1872 (Mietshaus) | fünfgeschossiges Gebäude mit Laden, zurückhaltend gegliederte, historistische Putzfassade mit einer noch dem Spätklassizismus verpflichteten flachen Fassadenstruktur, baugeschichtlich von Bedeutung Denkmaltext 1872 vom Bauunternehmer Rudolf Hansen errichtet. Ähnlich wie das benachbarte Schumannhaus zeigt das Mietshaus eine noch dem Spätklassizismus verpflichtete flache Fassadenstruktur, zurückhaltend gegliedert durch zarte Putzbänderung, fein profilierte Fensterbedachungen und sparsam eingesetzten Baudekor in antikisierenden Formen. | 09297115 |
|                                         | Doppelmietshaus (Anschrift: Floßplatz 8 und Hohe Straße 54) in geschlossener Bebauung und in Ecklage | Hohe Straße 54 (Karte)                        | bezeichnet 1869 (Doppelmietshaus)                                                                                           | viergeschossiges Gebäude mit feiner, spätklassizistischer Putzfassade, benannt nach der Schumann-Stiftung des Kramermeisters August Ferdinand Schumann (gest. 1866) zur »Erbauung billiger Mietwohnungen für minder bemittelte Einwohner«, erstes Schumann-Haus, baugeschichtlich, sozialgeschichtlich und ortsgeschichtlich von Bedeutung Denkmaltext Floßplatz 8 und Hohe Straße 54: 1869 durch das Hochbauamt errichtet, aus Mitteln, die der Kramermeister August Ferdinand Schumann (gest.1866) zur „Erbauung billiger Mietwohnungen für minder bemittelte Einwohner“ gestiftet hatte (s. auch Arndtstraße 45/47). Das große Eckgebäude ist zusammen mit dem anstoßenden Teil Hohe Straße 54 einheitlich durchgebildet. In zweckentsprechend schlichter Ausprägung zeigt es die charakteristische feine und flache Fassadengliederung des noch von der Geutebrück-Schule beeinflussten Leipziger Spätklassizismus. Nur der vierachsige Eckteil ist risalitartig leicht hervorgehoben und mit flachen Dreiecksgiebeln betont. Ganz flache Pilaster mit ionischen Kapitellen setzen hier und über den Eingangsachsen leichte Akzente und betonen das durch zwei Gesimse ausgeschiedene umlaufende Band eines hoch angesetzten Hauptgeschosses. | 09297054 |
|                                         | Mietshaus in ehemals geschlossener Bebauung | Hohe Straße 58 (Karte)                        | 1888 (Mietshaus) | fünfgeschossiges Gebäude mit Läden, symmetrisch gegliederte Putzfassade, Eingang durch rustizierte Säulen und Dreiecksgiebel betont, im Stil des Historismus, baugeschichtlich von Bedeutung Denkmaltext 1888 von Oswald Horn für den Kaufmann Hermann Knobloch gebautes fünfgeschossiges Mietshaus mit deutlich nach oben abnehmender Geschosshöhe (in den beiden Obergeschossen je 3 Wohnungen). Der zweigeschossige Gebäudesockel durch Quaderung gestaltet, auch hier im Erdgeschoss kräftiger und durch die schweren rustizierten Säulen des Eingangs monumental wirkend. Zwei flache zweiachsige Risalite mit Dreiecks- und Segmentbedachungen setzen zurückhaltende plastische Akzente, feine Details, wie Stuck-Rosetten und -Kränze, zierliche Konsolen und der Zahnschnittfries unter den drei Gurtgesimsen beleben die 10-achsige Fassade. Das durchlaufende Obergeschoss ursprünglich mit kannelierten Doppelsäulen über den Risaliten gegliedert. Die beiden Läden, ein Großteil der Fenster und die Ausstattung von Flur und Treppenhaus original erhalten. | 09297117 |
| Direkt Bild zu diesem Denkmal hochladen | Handschwengelpumpe mit Brunnenschacht und Abdeckplatte | Karl-Liebknecht-Straße (Karte)                | 1899 (Handschwengelpumpe)                                                                                                   | Pumpe nicht mehr vorhanden, ortsgeschichtlich von Bedeutung | 09260164 |
|                                         | Mietshaus in geschlossener Bebauung und seitlicher Torbogen | Karl-Liebknecht-Straße 2 (Karte)              | 1885–1886 (Mietshaus) | dreigeschossiges Gebäude mit Laden und mit Tordurchfahrt, repräsentatives Gründerzeitgebäude, Klinkerfassade mit reichen Stuckgliederungen, baugeschichtlich von Bedeutung Denkmaltext Auf dem ehemals zur 1845 errichteten Villa des Barones von Haugk gehörenden Gelände entstand 1885–1886 nach Plänen des Architekten Richard Müller das dreigeschossige Mietshaus für den Fotografen Georg Brokesch. Klinkerbau mit Seitenflügel, reichen Stuckgliederungen und Mansarddach. Die sechs Fensterachsen paarweise durch die Gliederungen zusammengefasst, die mittlere Doppelachse dabei durch ein breiteres zweiachsiges Dachhaus mit geschwungenem Giebel betont. Seitlich links an das Gebäude anschließend bis zu seiner Niederlegung 1995 ein eingeschossiger Anbau mit Tordurchfahrt, Veranda und reichem Stuckdekor. Das Erdgeschoss seit 1910 mit durchgehender Ladenzone, die Obergeschosse mit jeweils einer Wohnung. | 09297118 |
| Weitere Bilder                          | Mietshaus in geschlossener Bebauung und in Ecklage sowie historisches Graffiti am Sockel | Karl-Liebknecht-Straße 7 (Karte)              | 1865–1866 (Mietshaus), bezeichnet 1991 (Schablonen-Graffiti)                                                                | fünfgeschossiges Gebäude mit Laden über hohem Souterrain, ehemals schlichte, 2012 veränderte Putzfassade von klassizistischer Wirkung, vermutlich älteste erhaltene Schablonen-Graffiti des französischen Künstlers Blek le Rat aus dem Jahr 1991 an der Fassade von künstlerischer Bedeutung, Mietshaus baugeschichtlich und städtebaulich von Bedeutung Denkmaltext Viergeschossiges, 1865–1866 durch den auch als Bauherrn zeichnenden Maurermeister Friedrich Ryssel an der Ecke zur Schletterstraße errichtetes Mietshaus. Auf hufeisenförmigem Grundriss umschließt der straßenseitig kubisch erscheinende Eckbau einen Lichthof. Die Putzfassade auf hohem Souterrain mit einfachen Sandsteingliederungen, das Dachgeschoss ist massiv ausgeführt. In den Geschossen jeweils zwei Wohnungen. Zur Karl-Liebknecht-Straße ehemals ein Vorgarten, der 1868 eine eiserne Einfriedung erhielt. 1888 Einrichtung einer Gaststätte im Souterrain, der Ladeneinbau im Erdgeschoss erfolgte 1930. Von Besonderheit das vermutlich älteste erhaltene Graffiti des französischen Künstlers Blek le Rat aus dem Jahr 1991. | 09297121 |
| Weitere Bilder                          | Ehemaliges Gewerkschaftshaus, heute Verwaltungsgebäude in geschlossener Bebauung und in Ecklage, mit Hofflügel (baulicher Zusammenhang mit Floßplatz 6, siehe dort) | Karl-Liebknecht-Straße 8; 10; 12; 14 (Karte)  | 1913–1916 (Gewerkschaftshaus)                                                                                               | monumentales Gebäude mit Kuppelsaal, mit ehemaliger Schalterhalle und Ladenzone, repräsentative Muschelkalksteinfassade, überragt durch eine mächtige Kuppel über portikusartigem Vorbau mit sechs kannelierten Säulen in Kolossalordnung, Strenge und Klassizität der Formen mit plastisch betonten Details verbunden, Architekt: Georg Wünschmann, baugeschichtlich, ortsgeschichtlich und stadtbildprägend von Bedeutung Denkmaltext Nach Erwerb des Grundstücks der Schreberschen Erben (der Arzt Dr. Schreber, Initiator der Schrebergartenbewegung hatte hier bis 1861 seine orthopädische Praxis), beantragte der Verband Deutscher Handlungsgehilfen 1913 den Bau eines Vereins- und Verwaltungsgebäudes. Beauftragter Architekt war Georg Wünschmann. Mit dem Monumentalgebäude auf 5000 m² Grundfläche schuf er nach zeitgenössischer Meinung den „Kanon des modernen Geschäftspalastes“. Der Bau besitzt T-förmigen Grundriss, der Hofflügel reicht bis zum Floßplatz, zu beiden Seiten davon befanden sich teilweise überdachte Binnenhöfe. Die Front zur ehemaligen Zeitzer Straße wird überragt durch eine mächtige Kuppel (47 m) über portikusartigem Vorbau mit sechs kannelierten Säulen in Kolossalordnung. Im Giebelfeld darüber die Bauinschrift und Monumentalköpfe, die Handel und Wandel allegorisieren. Der 92 Meter breiten, travertinverkleideten Hauptfassade wird eine ruhige Gliederung gerecht, die Strenge und Klassizität der Formen mit plastisch betonten Details verbindet. Über dem gelagerten Erdgeschoss mit gleichmäßig gereihten bogigen Schaufensteröffnungen und einem breiten Gesimsband (hier waren Reliefs zur Geschichte des Handels vorgesehen), erscheinen die 4 Obergeschosse in entschiedener Symmetrie und Betonung der Vertikalachsen (dicht gereihte Erker, die 2 Obergeschosse zusammenfassen, dazwischen zwei übergiebelte flache Risalite). Eine Vorhalle mit figürlichen Mosaiken in kassettierter Decke führt in die große Schalterhalle (bis 1993 Pamt). 3 Treppenhäuser mit reliefierten Keramikplatten erschließen die oberen Etagen mit Geschäftsräumen, auch sie entstanden, wie die reiche Innenausstattung der Kuppelräume, nach Entwürfen des Architekten. Auf dem Verbindungsflügel befand sich ein Dachgarten, die Räume zum Floßplatz enthielten eine Druckerei. Nach kriegsbedingter Verzögerung wurde der Außenbau Ende 1916 vollendet, er enthielt seit dieser Zeit auch die Verwaltung der Großen Leipziger Straßenbahn, später der Leipziger Verkehrsbetriebe. 1946 Übernahme durch den FDGB (Verlag und Druckerei am Floßplatz). | 09297122 |
|                                         | Mietshaus in ehemals geschlossener Bebauung und in Ecklage | Karl-Liebknecht-Straße 9 (Karte)              | 1865–1866 (Mietshaus), 1926–1927 (Fassade)                                                                                  | fünfgeschossiges Gebäude mit Läden, Putzfassade mit Art-Déco-Formen der 1920er Jahre, Gebäude im Kern älter, abgefaste Ecke mit Balkon, baugeschichtlich und städtebaulich von Bedeutung Denkmaltext Durch dem Maurermeister Bernhard Leuthier für den Fuhrwerksbesitzer Axel Straube 1865–1866 an der Ecke zur Schletterstraße erbautes viergeschossiges Mietshaus mit massiv ausgeführtem Dachgeschoss. Die abgefaste Ecke ursprünglich mit zwei Balkons, die schmiedeeiserne Gitter besaßen, davon lediglich der Balkon im zweiten Obergeschoss verändert mit massiver Brüstung vorhanden. Das Erdgeschoss ehemals mit Gaststätte im Eckbereich und zwei Wohnungen, in den Obergeschossen jeweils zwei Wohnungen. 1911 durchgreifender Umbau des Erdgeschosses zu einer Ladenzone. 1926–1927 erfolgte eine Neuverputzung der Fassade in Terranovaputz mit bemerkenswerter Art-Déco-Gestaltung. | 09297123 |
|                                         | Wohnhaus in halboffener Bebauung | Karl-Liebknecht-Straße 13 (Karte)             | 1844 (Wohnhaus) | dreigeschossiges Gebäude, bemerkenswertes Treppenhaus, gut gegliederte und 2004 erneuerte klassizistische Putzfassade, bedeutendes Zeugnis für den Charakter der Bebauung in der ersten Phase der südlichen Stadterweiterung, baugeschichtlich und ortsentwicklungsgeschichtlich von Bedeutung Denkmaltext 1844 durch den Zimmermeister Ferdinand Becker für Gottlob Werner erbautes dreigeschossiges Wohnhaus, das in den Geschossen jeweils eine Wohnung enthielt. Die Putzfassade mit Sandsteingesimsen und einfachen Fensterverdachungen, die drei mittleren Achsen leicht risalitartig vorstehend mit Vertikalgliederung. 1876 im Erdgeschoss Einbau von zwei Läden mit Kontoren und eines zentralen Hausflures. | 09297124 |
|                                         | Fassade (Außenmauern) und Dach eines Wohnhauses in halboffener Bebauung und in Ecklage (Anschrift ehemals Hohe Straße 48) | Karl-Liebknecht-Straße 13a (Karte)            | 1842–1845 (Wohnhaus) | dreigeschossiges Gebäude, gut gegliederte Putzfassade, selten erhaltenes Zeugnis des Klassizismus in den ehemaligen Leipziger Vororten, ortsentwicklungsgeschichtlich und baugeschichtlich von Bedeutung als eines der frühen Beispiele der Stadterweiterung Denkmaltext 1842 zweigeschossig mit Fachwerk-Obergeschoss und mit Schmiede im Erdgeschoss für den Zeugschmied Johann Samuel Schroeder errichtet. Als Eckhaus zur neu angelegten Zeitzer- (heute Karl-Liebknecht-) Straße wohl eines der ersten Häuser der Hohen Straße. 1845 durch Maurermeister Ehrlicher massiv aufgestockt. Ein niedrigerer Seitenflügel aus der gleichen Zeit 1984 abgerissen. Die Obergeschosse mit schlichten Sandsteingesimsen und fein profilierten Bedachungen über den mittleren drei Achsen sowie die Gaupen im Walmdach sind original erhalten, an der Rückseite finden sich noch die bogigen Fenster, die vor dem ersten Schaufenstereinbau 1876 auch die Vorderfront zierten. Wie alle Häuser dieses ersten Abschnitts der Zeitzer Straße stand auch dieses zurückgesetzt in einem Vorgarten. | 09297112 |
|                                         | Mietshaus in geschlossener Bebauung | Karl-Liebknecht-Straße 17 (Karte)             | 1886 (Mietshaus) | fünfgeschossiges Gebäude mit Läden und Tordurchfahrt, historistische Klinker-Sandstein-Fassade in wohlproportionierter Gliederung, originale eiserner Torflügel, baugeschichtlich von Bedeutung Denkmaltext Fünfgeschossiges Mietshaus, das 1886 durch den Architekten und Baumeister Richard Hoffmann für den Kohlenhändler Johann Gottlieb Steinborn anstelle eines zweigeschossigen Wohn-, Stall und Remisengebäudes von 1860 errichtet wurde. Erdgeschoss und erstes Obergeschoss verputzt mit Nutung, die drei obersten Geschosse klinkerverkleidet mit Stuckgliederungen. Das Erdgeschoss enthält eine Tordurchfahrt und zwei Läden, in den Obergeschossen jeweils zwei Wohnungen. Bereits ein Jahr zuvor entstand ebenfalls nach den Plänen Hoffmanns das viergeschossige Hinterwohngebäude mit Rollhaus, Niederlage und Kontor im Erdgeschoss. | 09297125 |
|                                         | Villa sowie Hinterhaus mit angebauter Remise | Karl-Liebknecht-Straße 26 (Karte)             | um 1860 (Villa) | Villa zweigeschossiger Putzbau mit Sandsteingliederungen, überhöhter Mittelrisalit, im Stil des Historismus, zur älteren Bebauungsphase der südlichen Stadterweiterung gehörend, baugeschichtlich und ortsentwicklungsgeschichtlich von Bedeutung Denkmaltext Um 1860 errichtete Villa als zweigeschossiger Putzbau mit Sandsteingliederungen. Die Fassade des kubischen Baukörpers mit zweiachsigem Mittelrisalit, dabei die Kanten von Risalit und Gebäude mit Vertikalgliederungen, die Fenster des Erdgeschosses rundbogig. Rechts anschließend ein zweigeschossiger, womöglich jüngerer Anbau. Im rückwärtigen Teil des Villengartens ein älteres, um die Jahrhundertmitte entstandes Wohnhaus als ebenfalls zweigeschossiger und zur Villa hin giebelständiger Putzbau, links daran anstoßend ein in Fachwerk errichtetes Remisengebäude | 09297127 |
|                                         | Freiflächenplastik »Familie« | Karl-Liebknecht-Straße 27 (vor) (Karte)       | 1969–1971 (Plastik) | aufgestellt vor dem ehemaligen Möbelhaus »modern« und gegenüber dem Volkshaus (Auftragswerk des Freien Deutschen Gewerkschaftsbundes FDGB), Bildhauer: Rudolf Oelzner, heimatgeschichtlich und historisch von Bedeutung | 09299177 |
|                                         | Wohnblock in offener Bebauung, daran angebauter Verkaufspavillon und Ladenvorbauten sowie die vorgelagerte Grünfläche | Karl-Liebknecht-Straße 27; 29; 31; 33 (Karte) | 1961–1963 (Wohnblock), 1961–1963 (Ladenpavillon)                                                                            | markanter Plattenbau mit 96 Wohneinheiten, zweigeschossiger Verkaufspavillon am Nordgiebel sowie Ladenzone (Ausstellungsgalerie mit durchgehender Schaufensterfront), Ladenzone in monolithischer Stahlbetonskelettbauweise, singuläres Beispiel für Neubebauung in kriegszerstörtem Gründerzeitquartier mit interessantem Wechselspiel zwischen vollverglastem Handelsbereich und ehemaliger Plattenstruktur mit Keramikmosaikflächen, Grün- und Freifläche zum Teil Natursteinmauern mit zweitverwendeten Abdeckplatten, baugeschichtlich und städtebaulich von Bedeutung | 09292119 |
| Direkt Bild zu diesem Denkmal hochladen | Denkmal für Heinrich Heine | Karl-Liebknecht-Straße 30 (bei) (Karte)       | bezeichnet 1947 (Denkmal)                                                                                                   | schlichte Granitstele für den Dichter Heinrich Heine (1797–1856), im Garten des Volkshauses 1947 aufgestellt (Initiator: Erich Schilling, Arbeiter und Gewerkschafter), kulturgeschichtlich von Bedeutung | 09296141 |
|                                         | Gewerkschaftshaus (mit zwei Hausnummern) in ehemals geschlossener Bebauung, mit Seitenflügel zum Hof und ohne seitlichen Anbau | Karl-Liebknecht-Straße 30; 32 (Karte)         | 1905–1906 (Gewerkschaftshaus), 1921–1922 (Erweiterung Gewerkschaftshaus), 1948–1954 (Umbau Gewerkschaftshaus)               | monumentaler Putzbau mit sandsteinverkleidetem Erdgeschoss, ursprünglich reich gegliederte Fassade im Stil des Historismus, Architekt: Oscar Schade, nach Zerstörung im Kapp-Putsch 1920 und im Zweiten Weltkrieg 1943/44 vereinfachend wiederaufgebaut, auf eine Wiedererrichtung des Turmes wurde 1948 verzichtet, ortsgeschichtlich und städtebaulich von Bedeutung Denkmaltext Bereits 1841 ließ auf dem Grundstück von Nummer 32 der Restaurantbesitzer Christian Andreas Stolpe ein zweigeschossiges Ball- und Konzerthaus, das sogenannte Tivoli errichten. Nach dem Erwerb des Areales durch das Kartell der Leipziger Gewerkschaften 1904 entstand 1905–1906 nach Plänen des Architekten Oscar Schade das Volkshaus, ein fünfgeschossiges, dem Tivoli vorlagertes Gewerkschaftshaus. Während der Kämpfe des Kapp-Putsches wurde es am 19. März 1920 durch die Reichswehr beschossen, erstürmt und anschließend eingeäschert. 1921–1922 erfolgte nach einem Teilabbruch der Ruine und dem Hinzuerwerb des Nachbargrundstückes Nummer 30 ein um zwanzig Meter verlängerter Wiederaufbau unter Einbeziehung stehengebliebener Fassaden- und Mauerteile, ebenfalls nach den Plänen Oscar Schades. Nach Schäden während des Zweiten Weltkrieges erneuter Wiederaufbau 1948–1954, anschließend Nutzung als Kinderhort. Das kriegszerstörte Tivoli von 1841 wurde hingegen nicht wieder errichtet. Die Fassade des ursprünglichen Zustandes von 1905–1906 „in romanisierter italienischer Renaissance“ war durch einen mittleren und zwei seitliche Risalite strukturiert und mit Vertikalgliederungen in ihrer Höhenentwicklung betont. Das Erdgeschoss mit rustizierten Bögen auf Halbsäulen, denen in den Obergeschossen ebenfalls rustizierte Einfassungen der gekuppelten Fenster an den Rücklagen entsprachen. Die Risalite mit segmentbogigen Erkern, über dem mittleren ein Dreiecksgiebel und ein von einer hohen geschweiften Haube mit laternenartigem Aufsatz bekrönter Turm. Für den Wiederaufbau nach der ersten Zerstörung legte Schade im Herbst 1920 sechs Projekte vor, unter denen das Gewerkschaftskartell das opulenteste auswählte, das größer und aufwendiger wiedererrichtete Volkshaus sollte Symbol für die Unbesiegbarkeit der Arbeiterschaft und ihr erstarktes Hervorgehen aus den Kämpfen des Kapp-Putsches sein. Die Verlängerung des Gebäudes nach Norden hatte eine Verschiebung der mittleren Akzentuierung auf die rechts angrenzende Rücklage mit einem größeren, durch Vertikalgliederungen mächtiger wirkenden Turmaufsatz zur Folge. Wie bereits am ursprünglichen Zustand wurde die Fassade wiederum vollständig mit Cottaer Sandstein verkleidet. Nach erheblichen Schäden während des Zweiten Weltkrieges lediglich Erhalt der Umfassungsmauern einschließlich des Turmsockelgeschosses. Der zweite Wiederaufbau mit stark vereinfachter Fassadengestaltung und veränderter Innenaufteilung, auf eine Wiedererrichtung des Turmes wurde verzichtet. Von der Fassade ist nur noch das Erdgeschoss sandsteinverkleidet, die Obergeschosse hingegen mit einem rötlichen Edelputz. In der ursprünglichen Nutzung das Erdgeschoss mit Läden und Restaurants, erstes und zweites Obergeschoss mit Gewerkschaftsbüros, drittes und viertes mit gewerkschaftseigenem Hotel, das Dachgeschoss mit Wohnräumen der Hotelangestellten. | 09297128 |
|                                         | Ehemaliges Brauereigebäude (Anschriften: Braustraße 28, Karl-Liebknecht-Straße 36 und Niederkirchnerstraße 19), mit ausgedehnten Kelleranlagen (zur Leuchtreklame – siehe Braustraße 28) | Karl-Liebknecht-Straße 36 (Karte)             | 1872–1873 (Brauerei) | Baugruppe aus der Gründerzeit, einfache Putzfassaden, zum Teil Ziegelfassaden, ortsgeschichtlich und technikgeschichtlich von Bedeutung | 09263061 |
|                                         | Mietshaus in halboffener Bebauung | Karl-Liebknecht-Straße 42 (Karte)             | 1863 (Mietshaus) | viergeschossiger klassizistischer Putzbau mit Läden, baugeschichtlich von Bedeutung Denkmaltext Viergeschossiges, 1863 durch den Zimmermeister Heinrich David Hahn für den Kaufmann und Kolonialwarenhändler Johann Gottfried Wagner errichtetes Mietshaus. Putzbau mit genutetem Erdgeschoss und Sandsteingliederungen. Die Fensterachsen paarweise zusammenstehend, über jeder der drei Doppelachsen ein Dachhaus. Im Erdgeschoss ursprünglich Ladengewölbe, Wohnung und Gaststätte, weitere Ladeneinbauten 1900. In den Obergeschossen jeweils eine Wohnung. Rückseitig rechts fügt sich ein eingeschossiger Seitenflügel mit Wohnräumen für die Erdgeschosswohnung an. Im Hof ein viergeschossiges Hintergebäude, 1882 nach Plänen des Architekten Hugo Franz, mit Niederlagen für Wagners Kolonialwarenhandlung, einer Werkstatt und einer Wohnung. Hofgebäude vor 2013 abgebrochen. | 09297131 |
|                                         | Ehemaliges Wachgebäude in offener Bebauung, heute Wohnhaus (mit Gaststätte) | Karl-Liebknecht-Straße 44 (Karte)             | 1856 (Wohnhaus) | schlichte Putzfassade, Zeugnis der alten Stadtgrenze, seit 1868 Nutzung als Schankwirtschaft, ortsentwicklungsgeschichtlich von Bedeutung Denkmaltext Das neue Zeitzer Torhaus entstand 1856 im Zuge der Verlegung der Leipziger Torhäuser. Es löste das näher an der Stadt in Höhe der Kreuzung Peterssteinweg/Riemannstraße gelegene alte Wachgebäude der südlichen Ausfallstraße ab. Der kompakte zweigeschossige Putzbau besitzt zwei Seitenrisalite und Horizontalgesimse aus Sandstein, die Mittelachse wie die beiden Risalite waren ursprünglich durch Giebelaufsätze akzentuiert. 1868 Nutzung als Schankwirtschaft, 1935 als Polizeiwache. Ebenfalls 1935 erfolgte eine Neuverputzung. | 09296729 |
|                                         | Mietshaus in halboffener Bebauung und Seitenflügel zum Hof | Karl-Liebknecht-Straße 49 (Karte)             | 1874–1875 (Mietshaus) | vornehmes fünfgeschossiges Wohnhaus mit Läden, gut gegliederte Putzfassade mit straßenbildprägendem Erker, im Stil des Historismus, baugeschichtlich von Bedeutung Denkmaltext 1874–1875 durch den Maurermeister Bernhard Leuthier, der zusammen mit den Maurermeistern Robert Nake und Robert Uhlmann auch als Bauherr verantwortlich zeichnet, in Ecklage errichtetes fünfgeschossiges Mietshaus mit viergeschossigem Seitenflügel. Die Eckachsen leicht risalitartig vortretend, die Kante abgerundet. Errichtet als vornehmes gründerzeitliches Wohnhaus mit Freitreppe vor dem straßenseitigen Eckrisalit und Vorgarten längs des Seitenflügels, erfolgte bereits 1883 ein erster Umbau durch die Umwandlung des Erdgeschosses zu einer Geschäftszone mit drei Läden und einem Lagerraum. Von der ehemals reichhaltigen Fassadendekoration zeugt der zweigeschossige straßenseitige Erker. Der Hausflur mit Stuckdekor und Marmorstufen, die Obergeschosse enthalten jeweils eine großzügig angelegte Wohnung. | 09297132 |
|                                         | Mietshaus in halboffener Bebauung und Hinterhaus | Karl-Liebknecht-Straße 51 (Karte)             | 1874, später überformt (Mietshaus)                                                                                          | viergeschossiges, ursprünglich dreigeschossiges Mietshaus mit Läden, Putzfassade mit einfachen Stuckgliederungen, im Stil des Historismus, noch von klassizistischer Wirkung, baugeschichtlich von Bedeutung Denkmaltext 1874 durch den Maurermeister Heinrich Moritz Kornagel für den Abteilungsingenieur Gotthelf Hartmann in halboffener Bauweise errichtetes Mietshaus. Ursprünglich dreigeschossig, erfolgte bereits 1881 die Aufstockung um ein weiteres Geschoss. Die Putzfassade mit Sandsteingesimsen, Stuckgliederungen und einem zweiachsigen Mittelrisalit, an den in Höhe des ersten Obergeschosses ehemals ein Balkon angefügt war. Die Kanten der Fassade und des Risalites genutet. Der ursprünglich vorhandene eingefriedete Vorgarten wurde 1892 im Zuge der Umgestaltung des Erdgeschosses zu einer Ladenzone beseitigt. Die Obergeschosse zunächst mit jeweils einer Wohnung, die 1914 geteilt wurde. Im Hof ein viergeschossiges im Anschluss an die Fertigstellung des Vorderhauses durch den Maurermeister Robert Nake für den Tischlermeister Bernhard Friedrich Hahmann erbautes Hinterhaus mit Tischlerwerkstatt im Erdgeschoss und Wohnungen in den Obergeschossen. | 09297133 |
|                                         | Mietshaus in geschlossener Bebauung | Karl-Liebknecht-Straße 53 (Karte)             | im Kern 1860–1861 (Mietshaus), Umbau und Erweiterung 1880 (Mietshaus)                                                       | viergeschossiges Gebäude mit Tordurchfahrt und Läden, Putzfassade mit einfachen Sandsteingliederungen, Seitenrisalit mit Balkons, in seiner Schlichtheit vornehm wirkendes Mietshaus, im Stil des Historismus, baugeschichtlich von Bedeutung Denkmaltext Das viergeschossige neunachsige Mietshaus stellt im Kern ein 1860–1861 durch den Zimmermeister Hermann Staritz für den Holzhändler Julius Heinrich Wilhelm Riemann errichtetes zweigeschossiges sechsachsiges Wohnhaus dar. Der Umbau mit der Erweiterung um zwei Geschosse und drei Achsen erfolgte 1880 durch den Baugewerksmeister Robert Rost für die Söhne Riemanns. Es entstand ein in seiner Schlichtheit vornehm wirkendes großbürgerliches Mietshaus als Putzbau mit einfachen Sandsteingliederungen, massivem Dachgeschoss und zweiachsigem, eine Tordurchfahrt enthaltenen und von einem Dreiecksgiebel bekrönten Seitenrisalit links. Die Tordurchfahrt mit Wandgliederungen, im Inneren eine bemerkenswerte vierläufige Haustreppe. Pro Geschoss eine großzügig angelegte Wohnung. 1889 Einbau von drei Läden im Erdgeschoss, 1936 rückseitig Anbringung von Küchenaustritten. | 09297134 |
|                                         | Wohn- und Geschäftshaus in geschlossener Bebauung | Karl-Liebknecht-Straße 57 (Karte)             | 1886 (Wohn- und Geschäftshaus)                                                                                              | viergeschossiges Gebäude mit Hausdurchgang und Läden, mittenbetonte Klinkerfassade mit Putz- und Sandsteingliederung, im Stil des Historismus, baugeschichtlich von Bedeutung Denkmaltext 1886 nach Plänen des Architekten Gustav Adolph Geyer für den Zimmermeister Franz Meyer und den Maurermeister Hermann Ehnert errichtetes viergeschossiges Mietshaus. Die Klinkerfassade mit Sandsteingesimsen und Stuckgliederungen, die Mittelfassade leicht vorstehend mit rundbogigem Eingang, schmiedeeisernen Balkongittern und übergiebelter Lukarne. In dem hohen kräftig genuteten Erdgeschoss zwei Läden, die ursprünglich Galerien besaßen. Der Hausflur mit Ornamentfliesen und Holzpaneelen, in den Obergeschossen jeweils zwei Wohnungen. | 09297135 |
| Direkt Bild zu diesem Denkmal hochladen | Straßenanlage mit Allee | Karl-Tauchnitz-Straße (Karte)                 | um 1890 (Allee) | zwischen Wilhelm-Seyfferth-Straße und Wundtstraße, Teil des bürgerlich- vornehmen Musikviertels, ortsentwicklungsgeschichtlich von Bedeutung | 09296711 |
| Weitere Bilder                          | Villa mit Einfriedung, zwei Toreinfahrten, Garten und Garage | Karl-Tauchnitz-Straße 1 (Karte)               | 1898–1899 (Villa) | großbürgerliche Villa mit repräsentativer Sandsteinfassade, mit kräftigen Kolossalpilastern vertikal gegliederte Fassade, durch säulengeschmückte Anbauten plastisch akzentuiert, die Straßenfront durch das große Drillingsfenster (Palladio-Motiv) dominiert, prächtiges Inneres erhalten, im Stil der Neorenaissance, Architekt: Max Pommer, erbaut für den Verlagsbuchhändler Robert Julius Klinkhardt, baugeschichtlich, kunstgeschichtlich und städtebaulich von Bedeutung Denkmaltext Villa am Eingang der Karl-Tauchnitz-Straße, zwischen 1898 und 1899 nach Plänen von Max Pommer für den Verlagsbuchhändler, Druckerei- und Schriftgießereibesitzer Robert Julius Klinkhardt gebaut. Der mächtige kubische Baukörper von betont asymmetrischer Grundriss- und Fassadengestaltung. Deutlich das Prinzip, das Innere im Außenbau sichtbar zu machen: so befinden sich- um die zentrale Diele gruppiert- die Repräsentationsräume im vorspringenden Osttrakt an der Fritz-von-Harck-Anlage und im zurückgesetzten Westteil der Wirtschaftstrakt mit separatem Eingang. Die Parkseite ist durch säulengestützte Anbauten plastisch stark akzentuiert, der heiter dekorierten Südseite sind Wintergarten und Terrasse vorgelagert. Die Straßenfront wird durch das große dreigeteilten Fenster (Serliana) dominiert und mit kräftigen Kolossalpilastern vertikal zusammengefasst. Das abschließende Mezzaningeschoss über dem Hauptgesims ist 1947 seiner Gliederung beraubt worden, ursprünglich befand sich auf dem Dach ein Belvedère mit Balustrade. Insgesamt erscheint der sehr entschieden gegliederte Bau als eine Mischung von italienischer Spätrenaissance und Barockformen heimischer Provenienz. Trotz mehrfacher Innenumbauten – nach 1945 Bank für Außenhandel der UdSSR, seit den sechziger Jahren Haus der Lehrer- ist die Innenausstattung mit Marmorsäulen, Holztäfelungen, Deckenstuck und prächtig geschnitztem Treppengeländern weitgehend erhalten. | 09295595 |
| Weitere Bilder                          | Villa, mit Einfriedung, Toreinfahrt und Garten | Karl-Tauchnitz-Straße 3 (Karte)               | 1897–1898 (Villa) | großbürgerliche Villa mit repräsentativer Sandsteinfassade, asymmetrische Bauform mit Standerker und großem Thermenfenster zur Straße, stark plastische, kräftige Formen der Beaux-Arts-Architektur, im Stil der Neorenaissance, Architekt: Max Pommer, bald nach Baufertigstellung durch den Verlagsbuchhändler Georg Thieme erworben, baugeschichtlich, kunstgeschichtlich und städtebaulich von Bedeutung Denkmaltext Auf der 1897 von Helene Schunck gekauften Parzelle errichtete Max Pommer eine Villa, die bald darauf in den Besitz des Verlagsbuchhändlers Georg Thieme (Verlag für Medizin und Naturwissenschaften) kam. Ähnlich wie andere Villen der Tauchnitzstraße zeigt der Außenbau die stark plastischen, kräftig- repräsentativen Formen der Beaux-Arts-Architektur, zu der allerdings der Gebäudeabschluss mit Mezzaninband (an der westlichen Gebäudefront mit gemaltem Fries) und flachem Walmdach (ursprünglich mit Firstkamm) in Gegensatz steht. Die asymmetrische Bauform wird durch die additive Zuordnung der Innenräume um die mehrgeschossige Diele, deren großes Thermenfenster sich zur Straße hin öffnet, bestimmt. Haupt- und Nebeneingang mit separatem Wirtschaftstrakt liegen an der Ost- die repräsentativen Räume an der Westseite zur Wilhelm-Seyfferth-Straße. Die Gartenfront ist wie üblich durch Terrassen geöffnet. Das Haus, nach Kriegszerstörungen zum Teil vereinfacht, war nach 1945 zunächst Sitz des Georg-Thieme-Verlages und wird seit etwa 1989 als sozio-kulturelles Kinder- und Jugendzentrum „Villa“ genutzt. | 09295596 |
|                                         | Villa, mit Einfriedung und Villengarten | Karl-Tauchnitz-Straße 7 (Karte)               | 1895 (Villa) | repräsentative Putzfassade im Neorenaissancestil, reich gegliederter Baukörper in klassischem Grundschema, Architekt: Max Pommer, erbaut für die Kaufmannsfamilie Reißig, baugeschichtlich, kunstgeschichtlich und städtebaulich von Bedeutung Denkmaltext Der Villenbau auf annähernd quadratischen Grundriss um 1895 errichtet (Bauakte verloren). Seine Gliederung ist durch nivellierenden weißen Anstrich verunklärt. Ursprünglich wohl Putzbau mit Sandstein-Eckquaderung und Fensterrahmungen in Ädikula-Form. Die Fassaden asymmetrisch und zurückhaltend mit flachen Risaliten, halbrunden Scheinbalkons, kleiner Terrasse und barockisierendem Stuck. Die Gartenseite mit tieferem Vorbau. Das Mezzanin unter vorkragendem flachen Dach möglicherweise ursprünglich bemalt. | 09295597 |
| Weitere Bilder                          | Villa (Nr. 11), mit Nebengebäude (Nr. 11a, Remise mit Kutscherwohnung) und Garten | Karl-Tauchnitz-Straße 11; 11a (Karte)         | 1892–1894, bezeichnet 1893 (Villa)                                                                                          | großbürgerliche Villa mit reich gegliederter Sandsteinfassade, Nebengebäude mit Klinkerfassade, Schrägstellung der Villa mit Hauptfassade zur Straßenecke, hier große Halbrund-Terrasse, dahinter Balkonvorbau mit gewölbter Loggia, zwei Eckaltane, im Stil des Historismus, Architekten: Weichardt & Eelbo, erbaut für den Geologen und Paläontologen Hermann Credner (1841–1913), später im Besitz des Zeitungsverlegers Edgar Herfurth (1865–1950), 1998 zum Museum umgebaut, baugeschichtlich, kunstgeschichtlich und städtebaulich von Bedeutung Denkmaltext 1892–1894 nach Plänen der Architekten Weichardt und Eelbo für den Geologen Prof. Hermann Credner errichtet. Die große Villa mit kompliziertem Grundriss, übereck gestellt zur Ferdinand-Rhode- und Karl-Tauchnitz-Straße. Hier große Halbrund-Terrasse, dahinter Balkonvorbau mit gewölbter Loggia. An deren Rückwand Malerei auf Goldgrund: Thronende Frauenfigur mit knieenden Jünglingen. Im Bogen Inschrift: 1893, darüber halbplastische weibliche Genien mit Kränzen. Die Eingangsfront schräg zur Tauchnitzstraße, ehemals mit Säulenvorbau und überhöhtem Mitteltrakt. Die Gartenseite höhengestaffelt, zwei- und eingeschossig, über dem eingeschossigen ehemaligen großen Speisesaal ursprünglich Terrasse mit Pergola (nicht erhalten). Die Westseite zur Ferdinand-Rhode-Straße ruhiger, mit Risalit und Pilastergliederung. Innen zentrale zweigeschossige Diele mit großem Sandstein-Kamin, Täfelung und ornamentierter Sandstein-Türrahmung. Ansonsten stark verändert. 1914 Verkauf an den Zeitungsverleger Edgar Herfurth. Später Musikhochschule „Felix Mendelssohn-Bartholdy“, heute Galerie für Zeitgenössische Kunst. Erhalten Stall- und Remisengebäude in Ziegelbauweise. Ehemaliger Garten heute stark modern überprägt. | 09295598 |
| Weitere Bilder                          | Villa Woelker (ehem.): Toreinfahrt und Einfriedung eines ehemaligen Villengrundstückes (Villa nicht mehr erhaltenen, 1970 abgebrochen) | Karl-Tauchnitz-Straße 15 (bei)                | Datierung 1889 (Einfriedung); 1889, zusammen mit Einfriedung (Toreinfahrt)                                                  | Toreinfahrt und Einfriedung eines ehemaligen Villengrundstückes (Villa nicht mehr erhaltenen, 1970 abgebrochen); Teil des bürgerlich-vornehmen Musikviertels, ortsentwicklungsgeschichtlich von Bedeutung Denkmaltext Als letztes Zeugnis einer ehemals großartigen Villenanlage erhalten geblieben ist die entlang der Karl-Tauchnitz-Straße errichtete historistische Grundstückseinfriedung. Sie besteht aus einem gefugten Bruchsteinmauersockel mit aufgestellten Eisenzaunfeldern. Mit Sandsteinabdeckungen versehene Mauerwerkscheiben, die neben den sandsteinbekrönten Pfeilern der Toranlagen stehen, rahmten ehemals als Sichtklinkerflächen die Zaunanlage. Der Architekt Max Pommer hatte im Sommer 1888 Pläne für eine Villa mit ausgesprochen pittoreskem Erscheinungsbild für den Generalkonsul Georg Christian Wilhelm Woelker entworfen und, nach erteilter Genehmigung und aufgenommenen Arbeiten zur Ausführung, im November Tekturen eingereicht. Zeichnungen für die Einfriedung und ein rückwärtiges Stallgebäude datieren vom Mai 1889. Mit den Arbeiten betraut war auch Adolf Nolte. Die Baukosten für das von Neorenaissanceformen geprägte Villengebäude waren pro Quadratmeter mit 350 Mark angegeben. Hinzugekauft wurde das angrenzende unbebaute Grundstück auf Baublock II des südwestlichen Bebauungsplanes an der Wächterstraße und hier 1893 eine Einfriedung erstellt. Im Jahr 1919 erfolgte der Verkauf der Villa an Fabrikbesitzer Georg Hellwig, der bereits 1921 an Fabrikbesitzer und Kommerzienrat Dr. h.c. Alfred Kaspar, den Inhaber der Quieta-Werke, Grundstück und Bebauung weiter veräußerte. 1936 übernahm die Dresdner Wohnhaus-Gesellschaft mbH das Anwesen und 1946 der Kaufmann Peter Fischer aus Leipzig. Das Grundstück war durch Bombentreffer im Krieg stark beschädigt; auf Mitte 1970 datiert die Genehmigung zum Abbruch aller Gebäude. Laut Vermerk vom Oktober 1959, war das Nachbargrundstück Nr. 17 bereits zu diesem Zeitpunkt von der Stadt enttrümmert. Auf dem zusammengefassten Areal Nr. 15, 17, und der ehemaligen Wächterstraße 16 entstanden im Realisierungszeitraum 1979/1980 drei Punkthochhäuser vom Typ „Erfurt“ mit insgesamt 432 Wohneinheiten, davon 325 in üblicher und 107 in altersadäquater Gestaltung. In Erläuterung der volkswirtschaftlichen Einordnung sollte der Wohnungsbaustandort den nordwestlichen Bereich des Teilgebietes III der Inneneren Westvorstadt städtebaulich abrunden. An die funktionelle und gestalterische Qualität der Gebäude wurden besondere Ansprüche gestellt, „da es sich um einen exponierten Standort im zentralen Bereich handelt“. Erhalten wurde die historische Einfriedung der ehemaligen Villa Woelker, im geschwungenen Verlauf der Karl-Tauchnitz-Straße, die mit einer Gesamtbreite von 30 Metern als Allee konzipiert war und breite Fußwege besitzt. Eine zusätzliche Platanenreihe steht am Rand der weitläufigen Parkanlagen des heutigen ClaraZetkin-Parks, trennt und vermittelt gleichzeitig zwischen öffentlichen Grünflächen und den großzügigen Gartenarealen des sogenannten Villengürtels. Die baugeschichtlich bemerkenswerte Einfriedung erinnert an eines der verlorenen Villengebäude des Leipziger Villenrings und besitzt eine städtebauliche Funktion. LfD/2020 | 09304673 |
|                                         | Villa mit Vorgarten, Einfriedung und Remisengebäude | Karl-Tauchnitz-Straße 21 (Karte)              | 1889–1890 (Villa), 1896 (Remisengebäude)                                                                                    | Villa in betont klassischer Grundhaltung, im Stil des Historismus, repräsentative Klinkerfassade mit hellen Sandsteingliederungen, zur Straße Erkervorbau mit Säulenloggia, durch akroterien-bekrönten Dreiecksgiebel überfangen, interessante Einfriedung zum Vorgarten, Architekt: Max Hasak, Berlin, erbaut für den Buchdruckereibesitzer Georg Giesecke, Inhaber der Schriftgießerei und Maschinenfabrik Schelter & Giesecke, baugeschichtlich, kunstgeschichtlich und städtebaulich von Bedeutung Denkmaltext 1890 von Max Hasak für den Fabrikanten Georg Giesecke (Schelter und Giesecke, Schriftgießerei und Fabrikation von Aufzügen) erbaut. Nach vorangehenden Plänen in üppigem orientalisierendem Stil entstand schließlich dieser Bau in betont klassischer Grundhaltung, der seine Wirkung vor allem aus dem großzügigen Kontrast zwischen dunkelroten Ziegelflächen und hellen Sandsteingliederungen bezieht. Dem kubischen Baukörper sind an der Straßenfront ein Erkervorbau mit Säulenloggia·(darin antikisierende Wandmalerei auf Goldgrund), an der Nordseite eine Säulenvorhalle und an der Südseite ein Mittelrisalit angefügt, alle durch akroterien- bekrönte Dreiecksgiebel überfangen. Ein breites, rosettengeschmücktes Gurtgesims und das verputzte Mezzanin unter dem flachen, vorkragenden Dach fassen den Bau zusammen. Eine zentrale, ehemals über zwei Geschosse reichenden Diele mit Oberlicht erschließt den Innenraum (1933 Einzug einer Decke). Die Ausstattung des Erdgeschosses mit Glasmalereien, Wand- und Deckentäfelung und ein barockisierendes Deckengemälde ist erhalten. 1933 Teilung in mehrere Wohnungen und Umbau des Mezzaningeschosses. 1945–1956 Sitz des Volkskommissariats für Außenhandel der UdSSR. Erhalten sind die originale Einfriedung und das große Kutscherhaus, 1896 durch das Architektenbüro Händel und Franke errichtet. | 09295603 |
| Weitere Bilder                          | Mietvilla mit Einfriedung und Villengarten | Karl-Tauchnitz-Straße 23 (Karte)              | 1889–1890 (Villa) | ungewöhnliche dreigeschossige Villa, reich gestaltete und asymmetrische Fassade mit polygonalem Standerker, neobarocke Stuckdekoration heimischer Provenienz, Eingang mit Freitreppe und freiplastischen Löwen-Wappenhaltern, im Stil des Historismus, Architekt: Max Pommer, von Beginn an in jeder Etage eine Wohnung, im Parterre für den Rechtsanwalt und Bauherrn Oscar Richard Langbein, baugeschichtlich, kunstgeschichtlich und städtebaulich von Bedeutung Denkmaltext Die Villa, 1890 von Max Pommer für den Rechtsanwalt Dr. Oscar Richard Langbein gebaut, besaß von Beginn an in jeder Etage eine Wohnung, war also für drei Familien gedacht. Mietshausartig mutet auch die breite Fassade mit polygonalem Erker, dem Wechsel von genuteten und glatten Putzflächen und der neobarocken Stuckdekoration heimischer Provenienz an. Auch der Grundriss weicht vom üblichen Villenschema ab, er enthielt viele kleinere Zimmer mit flexibler Nutzungsmöglichkeit. Der Eingang mit Freitreppe und freiplastischen Löwen-Wappenhaltern befindet sich an der Nordseite zwischen zwei vorspringenden Seitentrakten, der östliche davon als selbständiger Wirtschaftstrakt. Das Haus wurde 1905 durch den Verlagsbuchhändler Richard Brandstetter, genannt Degener, erworben. | 09295600 |
| Weitere Bilder                          | Villa, mit Toreinfahrt, Einfriedung und Villengarten | Karl-Tauchnitz-Straße 25 (Karte)              | 1889–1890 (Villa) | repräsentative Sandstein-Putz-Fassade, Villa vereint Züge der französischen Beaux-Arts-Architektur mit klassisch-italienischer Neorenaissance, Architekt: Curt Nebel, erbaut für den Bankier Max Lieberoth-Lehden, baugeschichtlich, kunstgeschichtlich und städtebaulich von Bedeutung Denkmaltext 1889/1890 für den Bankier Max Lieberoth-Lehden nach Plänen von Curt Nebel gebaut. Die Villa vereint Züge der französischen Beaux-Arts-Renaissance (asymmetrische Fassade, Rustika-Eckquaderung) mit klassisch-italienischen (Mezzaningeschoss, flaches überstehendes Dach mit Konsolen). In Abkehr vom klassischen Villenschema sind die Innenräume durch einen korridorartigen Vorsaal erschlossen. Die Terrasse an der Südseite wurde erst 1940 überbaut (Besitzer: Messeamt der Stadt). 1946 Hotelrestaurant der sowjetischen Militärkommandantur, später Klinik für Psychotherapie und psychosomatische Medizin der Universität Leipzig. | 09295604 |
| Direkt Bild zu diesem Denkmal hochladen | Einzeldenkmale der Sachgesamtheit Clara-Zetkin-Park: Musikpavillon (Anton-Bruckner-Allee 11), Park-Café (Glashaus genannt, Karl-Tauchnitz-Straße 26), Parkbühne (Karl-Tauchnitz-Straße 28) und Spielpavillon (Karl-Tauchnitz-Straße 30), Gärtnerhaus (Rennbahnweg 1) sowie mehrere Parkplastiken (siehe Sachgesamtheitsdokument – Obj. 09304591) | Karl-Tauchnitz-Straße 26; 28; 30 (Karte)      | 1955 (Parkbühne); 1955 (Parkcafé); um 1900 (Gärtnerhaus); 1968, Fontäne AntonBruckner-Allee (Brunnen); 1912 (Musikpavillon) | Parkbauten der 1950er Jahre in einfachen traditionellen Formen, Gärtnerhaus im ehemaligen Volkspark Scheibenholz gründerzeitlicher Putzbau mit Ziegel- und Sandsteingliederung, baugeschichtliche, stadtgeschichtliche und gartenkünstlerische Bedeutung Denkmaltext Die Gestaltung des westlich der Stadt gelegenen Gebietes begann, nachdem 1866 mit dem Bau des Pleißeflutbettes das bisher regelmäßig von Überschwemmungen heimgesuchte Gebiet der Universitäts-, Post- und heiligen Wiesen trockengelegt worden war. 1877 wurde im Scheibenholz die Rennbahn angelegt, das davor liegende Wäldchen mit einem System von Fuß- und Reitwegen erschlossen und über die Wiesen mit dem 1861 angelegten Johanna-Park verbunden. Bereits während der Erbauung des neuen südwestlichen Stadtgebiets (Musikviertel) plante die Stadtverwaltung, im westlich davor liegenden Wiesen- und Waldgebiet einen Stadtpark anzulegen. Die Vorarbeiten dazu begannen schon 1891. 1895 stellte die Stadt das Gebiet für die geplante Sächsisch – Thüringische Industrie- und Gewerbeausstellung zur Verfügung und beteiligte sich finanziell an der gärtnerischen Gestaltung des Geländes, für die Gartenbaudirektor Carl Otto Wittenberg die Pläne schuf. Das Park- und Ausstellungelände lag zwischen Bismarck- (später Lassalle-)straße und Rennbahn und schloss westlich an den Johanna-Park an, zu dem die Marschnerstraße die Grenze bildete. Vom Rondell am Ende der Beethovenstraße aus führte die Hauptachse, eine breite Lindenallee mit Wasserbecken, über die neu angelegte Sachsenbrücke zur großen Industrie- und Maschinenhalle jenseits des Pleiße-Flutbettes. Die Grundstruktur der Wegeführung ist im Plan von 1877 festgehalten; die hier eingezeichneten zahlreichen Ausstellungsbauten, zum Teil mit populärem Unterhaltungscharakter (Thüringer Dörfchen, „Wartburg“, Alpendiorama, Negerdorf usw.) verschwanden nach Schluss der Ausstellung, die von April bis Oktober 1897 dauerte. Danach wurden die gärtnerischen Arbeiten weitergeführt. Der Teich erhielt eine Insel; der angefallene Bauschutt wurde zur Aufschüttung von zwei Hügeln benutzt, eine Fahrstraße neben dem Flutbecken angelegt. Als letztes wurde 1898 der westlich des Flusses gelegene Teil gestaltet. Im gleichen Jahr erhielt die Anlage die Benennung „König-Albert-Park“, die Hauptallee wurde zur „König-Albert-Allee“ (1947 in „Anton-Bruckner-Allee“ umbenannt). Die heutige Parkanlage entspricht in ihrer Wegeführung und Bodenmodellierung im Wesentlichen noch dem ursprünglichen Plan. Verändert ist lediglich die Form des Wasserbeckens in der Hauptallee und die ehemals geschwungene Form des Blumenparterres nördlich und südlich des Beckens. Die Wegeführung, die an die Straßen des Musikviertels anschließt und sich im größeren Südteil von baumumstandenen Rondell aus verzweigt, ist unverändert. Einzig geradlinig verlaufend ist der Johannapark-Weg parallel zur Lassalle-Straße – hier wurde ein alter Fußweg aufgegriffen, der den Johannapark mit der Plagwitzer (heute Käthe-Kollwitz-) Straße verband. Die Anton-Bruckner-Allee teilt den Park in zwei ungleiche Abschnitte: der größere südliche enthält den Teich und die Parkbauten: den Musikpavillon (1912) das Gärtnerhaus (um 1900) und die 1955 hinzugekommene Parkbühne, das Parkcafé und den Spielpavillon. Von den ehemals vorhandenen Parkplastiken sind nur noch das Tanzende Paar, der Bär auf der Kugel und die „Lesende“ vorhanden. Dieser Parkteil ist mit alten Rhododendron-Beständen und dem Blumengarten (Dahlienterrasse) kleinteiliger angelegt; der noch zum Großteil vorhandene alte Baumbestand setzt sich überwiegend aus heimischen Laubbäumen wie Eichen, Linden, Eschen, Ahorn und Kastanien zusammen. Der kleinere Parkteil nördlich der Hauptallee enthält die beiden Hügel mit baumumstandenen freien Plätzen auf der Kuppe; am "Leonorenhügel die hohe Muschelkalkstele des Franz-Schubert-Denkmals. Der ursprünglich gegenüberliegende Schäferbrunnen im jetzigen Staudengarten ist nicht mehr vorhanden. Der westlich des Elsterflutbeckens liegende Parkteil mit einem später aufgestellten Rundtempel aus Gerhards Garten gehört zum Stadtteil Schleußig. 1955 wurde der König-Albert-Park zusammen mit dem Johannapark (1858–1861), dem Klingerhain und dem Palmengarten westlich des Elsterflutbeckens (1893–1894) zum „Zentralen Kulturpark Clara Zetkin“ zusammengefasst. Die in den fünfziger Jahren errichteten Parkbauten: das Café, die Parkbühne, die Freilichtbühne an der Dahlienterrasse, der Spiel- und Lesepavillon, sowie das Schachzentrum kennzeichnen die neue Funktion der Grünanlage als Volkspark. | 09295784 |
|                                         | Villa, mit Vorgarten | Karl-Tauchnitz-Straße 33 (Karte)              | 1892 (Villa) | historistische Klinkerfassade mit Sandsteingliederungen, Architekt: Max Pommer, erbaut für den Kaufmann Johannes Cichorius, einzig erhaltener Villenbau nach schweren Kriegszerstörungen im südlichen Straßenabschnitt, baugeschichtlich von Bedeutung Denkmaltext Die relativ kleine Villa 1892 nach Plänen von Max Pommer für den Kaufmann Johannes Cichorius erbaut. Ziegelfassade mit Sandsteingliederungen, an den quadratischen Baukörper Terrasse, Veranda und seitlicher Eingangsvorbau mit überdachter Freitreppe gefügt. Im Inneren zentrale Diele. 1907 Verkauf an den Verlagsbuchhändler Alfred Kröner. Stall und Remise, ebenfalls in Ziegelbauweise, 1909 von Peter Dybwad, nicht erhalten. | 09295605 |
|                                         | Mietshaus in geschlossener Bebauung | Kohlenstraße 16 (Karte)                       | 1894 (Mietshaus) | ehemals mit Tordurchfahrt, historisierende Klinkerfassade, baugeschichtlich von Bedeutung Denkmaltext 1894 entstand das Mietshaus nebst einem Fabrikgebäude für den Kaufmann Johannes Meister durch den Maurermeister Eduard Steyer aus Plagwitz. Meister war Inhaber einer chemischen Fabrik, wohl in Unternehmergemeinschaft mit F. Wilhelm Roloff. Der Fabrikbau wurde nach Fertigstellung durch die Firma Grimme & Hempel bezogen, im Jahr 1901 ist Fa. Müller und Loeben genannt. Infolge Zwangsversteigerung Übergang des Grundstücks 1909 an die Gelatinieranstalt Ludwig & Kammroth OHG sowie im November 1913 an Kaufmann Heinrich Gustav Seidel aus Leipzig-Schleußig, der sofort den Umbauantrag stellte für eine Nutzung der gewerblichen Flächen des Vorderhauses zu Wohnzwecken. Einhergehend die Zumauerung der Durchfahrt und die Verlegung des Hauseinganges, die Einrichtung eines Waschhauses im Dachgeschoss. Im Hinterhaus sind nur noch kleinere Werkstätten ansässig, hier 1914/1915 Einrichtung einer Hausmannswohnung nach Plan von Architekt Gustav Pflaume. Für das Vorderhaus waren 1914 auch zwei Verkaufsläden beantragt. „Wegen Wohnungsmangel“ erfolgte im Jahresübergang 1951/1952 der Rückbau des linken Ladens. Sanierung des Vorderhauses 1994 bis 1995 durch M & M Grundstücksentwicklungsgesellschaft mbH aus Leipzig unter Einbeziehung von Dipl.-Ing. Architekt F. Thiele. Wirkungsvoll behauptet sich die gelbe Klinkerfassade über genutetem Erdgeschoss gegenüber dem ehemaligen Gütergelände des Bayerischen Bahnhofes, dekoriert mit kantigen Gliederungselementen, die jeweils beiden äußeren Gebäudeachsen sind etwas hervorgehoben. Das Wohn- und Gewerbegrundstück mit einer dem frühen Jugendstil zugewandten Fassadengestaltung ortsentwicklungsgeschichtlich und baugeschichtlich bedeutsam. LfD/2013 | 09304651 |
|                                         | Mietshaus in halboffener Bebauung | Kohlenstraße 32a (Karte)                      | 1897–1898 (Mietshaus) | viergeschossiges Gebäude mit Tordurchfahrt, klar gegliederte historistische Putzfassade, die Eingangsachse mit Dreiecksgiebel abgeschlossen, baugeschichtlich von Bedeutung Denkmaltext Viergeschossiges, 1897–1898 nach Plänen des auch als Bauherrn zeichnenden Architekten Wilhelm Plessing errichtetes Mietshaus. Putzfassade mit einfachen Gliederungen, das Erdgeschoss mit Nutung. Die beiden seitlichen Achsen links in den Obergeschossen leicht vorstehend mit Dreiecksgiebel. Das Erdgeschoss mit breiter Tordurchfahrt und zwei Kontorräumen, die Obergeschosse mit jeweils zwei Wohnungen. | 09296715 |
|                                         | Platzanlage | Körnerplatz (Karte)                           | 1885 (Schmuckplatz) | Grünfläche an der Körnerstraße, quadratischer Schmuckplatz umgeben von geschlossener Mietshausbebauung, ortsgeschichtlich und gartenhistorisch von Bedeutung Denkmaltext Auf dem Bebauungsplan für das Areal des ehemaligen Kohlenbahnhofs von 1878 als innerstädtischer Schmuckplatz an der Nordseite der Körnerstraße projektiert, wurde der Körnerplatz 1885 angelegt. Die gartengestalterische Planung aus dem Jahr 1883 stammte von Ratsgärtner Otto Wittenberg. Dabei erhielt die quadratische, zur Mitte hin leicht ansteigende Platzfläche eine regelmäßige Einteilung mit diagonal angelegten Wegen und einem runden Mittelbeet. Auf den vier Rasenflächen zwischen den Wegen wurden Springbrunnen und kleine Gehölzgruppen angeordnet, während die äußere Bepflanzung niedrig gehalten war. An Parkmobiliar wurden gusseiserne Bänke aufgestellt. Die Randbebauung mit viergeschossigen Mietshäusern vollzog sich in den Jahren 1886 bis 1890. Doch sind im Unterschied zu den zeitgleichen Bauten der Körnerstraße die Fassaden hier durchweg qualitätvoller gestaltet. Trotz einiger kriegsbedingter Baulücken bietet der Platz einen verhältnismäßig geschlossenen Eindruck, nicht zuletzt aufgrund der überkommenen Grünflächengestaltung, wenn auch die Wegeführung verändert und das Platzmobiliar nicht erhalten ist. | 09295005 |
|                                         | Mietshaus in geschlossener Bebauung | Körnerplatz 1 (Karte)                         | bezeichnet 1886 (Mietshaus)                                                                                                 | viergeschossiges Gebäude, mittenbetonte Klinkerfassade mit Balkons und zurückhaltend eingesetztem Stuckdekor, im Stil des Historismus, baugeschichtlich und städtebaulich von Bedeutung Denkmaltext Viergeschossiges, 1886 nach Plänen des Architekten Gustav Hempel für den Oberlehrer Theodor Emil Göhler errichtetes Mietshaus. Die klar gegliederte Klinkerfassade mit zurückhaltend eingesetztem Stuckdekor und ornamentierten Gesimsen, das Erdgeschoss verputzt mit horizontaler Streifung zwischen polsterförmigen Putzfeldern über einem kunststeinverkleideten Sockel mit kräftigem Gesims. Die mittlere Achse steht leicht vor und wird betont durch ein rundbogiges Säulenportal, Balkone und einen Dreiecksgiebel. Unterhalb des von Konsolen getragenen Hauptgesimses ein breiter Fries mit Stuckdekor. 1902 rückseitig Anbau einer zweigeschossigen Veranda. | 09295006 |
|                                         | Drei Mietshäuser (Nr. 3/3a und Nr. 4) in geschlossener Bebauung, mit Hintergebäude (Nr. 3d) und Werkstattgebäude (Nr. 3b) im Hof sowie Hofpflasterung | Körnerplatz 3; 3a; 3b; 3d; 4 (Karte)          | 1887–1889 (Mietshaus) | viergeschossiges Gebäude mit zwei Tordurchfahrten, reich gestaltete, mehrfarbige Klinkerfassade mit Verwendung von unterschiedlichen Fensterabschlüssen, im Stil des Historismus, mehrgeschossiges Werkstattgebäude im Hof ebenfalls mehrfarbige Klinkerfassade, baugeschichtlich und städtebaulich von Bedeutung Denkmaltext Breitgelagertes viergeschossiges Doppelmietshaus, das 1887–1889 nach Plänen des Architekten Hugo Franz für den Zimmermeister Franz Linke entstand. Klinkerbau mit verputztem und mit einer Nutung versehenen Erdgeschoss und Mansarddach. Nummer 3 durch seine Lage im nördlichen Winkel des Körnerplatzes bis hinter die Giebelwand des Nachbarhauses Nummer 2 reichend. Die insgesamt 19-achsige Fassade wirkt sehr lebendig durch den Wechsel der Klinkerflächen mit Putzstreifen, das Vorspringen der seitlichen Achsen in den Obergeschossen und die Verwendung von unterschiedlichen Fensterabschlüssen: geraden, zum Teil mit Stuckwappen besetzten Verdachungen, Dreiecksgiebeln und Segmentbögen mit Schlusssteinen. Nummer 3 aufgrund der größeren Grundfläche mit vier Wohnungen pro Geschoss, Nummer 4 mit jeweils zwei. 1903 Anbau einer Veranda rückseitig an Nummer 4. Seitlich links im Hof von Nummer 3 ein dreigeschossiges, mit dem Vorderhaus errichtetes Werkstattgebäude, das ab 1894 durch die Orgel- und Harmoniumfabrik Theodor Mannborg genutzt wurde. | 09295007 |
|                                         | Mietshaus in ehemals geschlossener Bebauung | Körnerplatz 7 (Karte)                         | 1890 (Mietshaus) | viergeschossiges Gebäude mit historistischer Klinker-Putz-Fassade, Einrahmung einer mittleren klinkerverkleideten Partie durch gegliederte Putzflächen, das Thema der konventionell gestalteten Fassade in origineller Weise neu formuliert, bemerkenswert Stuckdekorationen, baugeschichtlich und städtebaulich von Bedeutung Denkmaltext 1890 nach Plänen des Architekten Clemens Thieme für Zimmermeister Emil Petermann errichtetes viergeschossiges Mietshaus. Beherrschendes Motiv der stattlichen zehnachsigen Fassade ist die Einrahmung einer mittleren klinkerverkleideten Partie des ersten und zweiten Obergeschosses durch Putzflächen, das mit einer Nutung versehene Erdgeschoss, zwei leicht vorstehende Seitenrisalite und ein ebenfalls verputztes oberstes Geschoss, wodurch das Thema der konventionellen Klinker-Putz-Fassade in origineller Weise neu formuliert wird. Ein durch die Reihung seiner Dachhäuser die Kompartimente zusammenfassendes Mansarddach bildet den oberen Abschluss. Bemerkenswert auch die Stuckdekorationen an den Risaliten und den mittleren Achsen, insbesondere das Fächermotiv des ersten Obergeschosses. Die Geschosse mit jeweils zwei Wohnungen. | 09295008 |
|                                         | Mietshaus in geschlossener Bebauung | Körnerplatz 8 (Karte)                         | 1887–1888 (Mietshaus) | viergeschossiges Gebäude mit reduzierter historistischer Putzfassade, Hervorhebung der mittleren Achsen durch betonte Einrahmung der Fenster, Hausflur mit bemerkenswerter Deckenmalerei im Jugendstil, baugeschichtlich und städtebaulich von Bedeutung Denkmaltext 1887–1888 durch den Maurermeister Ernst Dreißig für den Schlossermeister Theodor Bergk erbautes viergeschossiges Mietshaus. Die Putzfassade durch leicht vorstehende Seiten- und Mittelrisalite vertikal gegliedert, dabei Betonung der mittleren Achsen durch eine Einrahmung der Fenster mit auf Postamente gestellten Säulen und Gebälk. Der Stuckdekor ist abhanden. Im Hausflur hingegen eine bemerkenswerte Ausstattung mit Holzpaneelen, Stuckmedaillons und einer Stuckdecke, die im Plafond eine ornamental- dekorative Jugendstilausmalung der Zeit um 1900/1905 enthält. Die Geschosse mit jeweils zwei Wohnungen. | 09295009 |
|                                         | Mietshaus in geschlossener Bebauung | Körnerstraße 1 (Karte)                        | 1870–1872 (Mietshaus) | fünfgeschossiges schmales Gebäude über hohem Souterrain, schlicht gegliederte Putzfassade noch von klassizistischer Wirkung, baugeschichtlich von Bedeutung Denkmaltext Fünfgeschossiges durch den Zimmermeister F. A. Schmidt für Tischler Christian Röger 1870 errichtetes Mietshaus. Die Enge der Parzelle charakteristisch für den älteren, westlichen Teil der Körnerstraße. Putzfassade mit hohem Souterrain, Erdgeschoss mit Quaderung, das erste Obergeschoss mit Nutung, die Fenster in diesen beiden Geschossen rundbogig. Das Hauptgesims mit Zahnschnittfries. Das Souterrain bereits 1888 sowie 1909 und 1930 durch Ladeneinbauten verändert. | 09297136 |
|                                         | Mietshaus in geschlossener Bebauung | Körnerstraße 5 (Karte)                        | 1863–1864 (Mietshaus) | dreigeschossiges Gebäude, einfacher Putzbau über Bruchsteinsockel, die drei mittleren Fensterachsen erhöht mit Dreiecksgiebel, ältestes Mietshaus der Körnerstraße, Witwenstift der Stadt Leipzig, baugeschichtlich und ortsgeschichtlich von Bedeutung Denkmaltext Das älteste Mietshaus der Körnerstraße entstand 1863–1864 nach Plänen des Architekten Oskar Mothes für Lehrers Witwe Amalie Schierholz. Dreigeschossiger Putzbau mit Bruchsteinsockel und sparsamen Sandsteingliederungen, die drei mittleren Achsen erhöht mit Dreiecksgiebel, der von zwei Dachhäusern flankiert wird. Die Geschosse mit jeweils zwei Wohnungen. | 09297139 |
|                                         | Mietshaus in geschlossener Bebauung | Körnerstraße 23 (Karte)                       | 1869 (Mietshaus) | viergeschossiges Gebäude, ehemals mit Laden, klar gegliederte, historistische Putzfassade mit feingliedrigem Stuckdekor, baugeschichtlich von Bedeutung Denkmaltext Das viergeschossige Mietshaus wurde 1869 durch Carl Schumann für den Kaufmann Johann Gottlieb Glitzner erbaut. Die klar gegliederte Putzfassade auf einem Bruchsteinsockel mit Sandsteingliederungen, die Rahmungen der Fenster sind mit feingliedrigem Stuckdekor besetzt. Das Erdgeschoss besitzt eine Nutung und rundbogige Öffnungen, wie auch in den Obergeschossen standen ursprünglich zwei mittlere Fensterachsen zusammen zur Betonung der Hausmitte. Der heutige Laden an dieser Stelle wurde 1889 eingebaut, heute wieder beseitigt. | 09297145 |
|                                         | Mietshaus in geschlossener Bebauung und Ecklage | Körnerstraße 27 (Karte)                       | 1887 (Mietshaus) | stattlicher viergeschossiger Bau mit Läden, stark geglättete, gründerzeitliche Putzfassade, Grundstruktur der Gliederung erhalten, Erker an der Front zur Karl-Liebknecht-Straße später hinzugefügt, Gebäude städtebaulich von Bedeutung, Point de Vue der in der in den Südplatz einmündenden Kochstraße Denkmaltext Das breitgelagerte viergeschossige Eckhaus wurde 1887 Plänen des auch als Bauherrn zeichnenden Architekten Max Vogel erbaut. Die Putzfassade stark geglättet, doch ist die Grundstruktur der Gliederung mit einer Hervorhebung der abgefasten Ecke und der sie flankierenden Achsen sowie der mittleren und abschließenden Achsen beider Straßenfronten gut nachvollziehbar. Von besonderem Wert ist die städtebauliche Lage des Hauses als Point de Vue der in der in den Südplatz einmündenden Kochstraße. Der Mittelerker an der Front zur Karl-Liebknecht-Straße stammt von 1905. | 09295001 |
|                                         | Doppelmietshaus in geschlossener Bebauung und Ecklage | Körnerstraße 29; 31 (Karte)                   | 1886–1887 (Doppelmietshaus)                                                                                                 | viergeschossiges Gebäude mit Laden, Betonung der Ecklage durch Abschrägung und Balkons, gut gegliederte Putzfassade, baugeschichtlich und städtebaulich von Bedeutung Denkmaltext Viergeschossiges 1886–1887 durch die Baufirma Schunig und Krieger errichtetes Doppelmietshaus mit abgefaster Ecke und breitgelagerten Fronten zu Körnerstraße und Körnerplatz. Putzfassade mit Sandsteingliederungen und einem Drempel als oberem Abschluss unter dem Kranzgesims, mit späterer Neuverputzung. Das Erdgeschoss mit drei originalen Läden, an der abgefasten Ecke zwei Balkons mit schmiedeeisernen Gittern. 1923 und 1936 erfolgten Dachausbauten einschließlich einer Anbringung von Dachgauben. | 09295002 |
|                                         | Mietshaus in geschlossener Bebauung | Körnerstraße 49 (Karte)                       | 1891 (Mietshaus) | viergeschossiges Gebäude mit Tordurchfahrt, reich gestaltete Klinker-Putz-Fassade in kräftiger Gliederung, Wechsel von klinkerverkleideten und verputzten Flächen, im Stil des Historismus, baugeschichtlich von Bedeutung Denkmaltext Viergeschossiges, 1891 nach Plänen des Architekten Richard Senf für Zimmermeister Hermann Stein errichtetes Mietshaus. Die durch kräftige zum Teil mit Putzunterzügen versehenen Sandsteingesimse horizontal gegliederte Fassade wirkt stark kontrastierend in dem Wechsel von klinkerverkleideten und verputzten Flächen. Über einem kräftig genuteten Erdgeschoss werden die in den fünf mittleren Achsen klinkerverkleideten Obergeschosse von zwei verputzten und durch breite Pilastern eingerahmte Kompartimente flankiert. Die dortigen und Stuckdekorationen finden ihr Gegengewicht in der Betonung der Mittelachse durch einen Dreiecks- und einen Rundgiebel. Die Tordurchfahrt seitlich links mit Stuckdekor. | 09295003 |
|                                         | Mietshaus in geschlossener Bebauung | Körnerstraße 51 (Karte)                       | um 1890 (Mietshaus) | viergeschossiges Gebäude mit Tordurchfahrt, einfache historistische Putzfassade, reicher Stuck im Eingangsbereich, baugeschichtlich von Bedeutung | 09299244 |
|                                         | Mietshaus in geschlossener Bebauung | Körnerstraße 53 (Karte)                       | bezeichnet 1897 (Mietshaus)                                                                                                 | viergeschossiges Gebäude, kräftig gegliederte Putzfassade, Rhythmisierung der Fassade durch stuckverzierte Dreiecks- und Rundgiebel an der Mittelachse und an jeweils den zweiten Achsen von außen, Gebäude im Stil des Historismus, baugeschichtlich von Bedeutung Denkmaltext 1897 nach Plänen des Architekten Emil Voigt für den Buchhalter Gustav Voigt errichtetes viergeschossiges Mietshaus. Die ohne eine Untergliederung in Kompartimente auskommende Putzfassade erhält eine Rhythmisierung durch stuckverzierte Dreiecks- und Rundgiebel an der Mittelachse und an jeweils den zweiten Achsen von außen. Ebenfalls in der Mittelachse der mit einem geschwungenen Giebel portalartig ausgestaltete Eingang. Das mit einer Nutung versehene Erdgeschoss auf einer hohen Sockelzone, als oberer Fassadenabschluss ein ausladendes Konsolgesims. Der Hausflur enthält Holzpaneele und Stuckdekorationen, die Geschosse mit jeweils zwei Wohnungen. | 09295004 |